# Seúl
Seúl (서울), oficialmente Ciudad Especial de Seúl (서울특별시?, Seoul-teukbyeolsiⓘRR), es la capital de Corea del Sur desde la creación de esta república en 1948, la capital histórica de Corea desde hace más de 600 años y la ciudad más poblada de la península de Corea. El área metropolitana de Seúl, abarca la provincia de Gyeonggi e Incheon, se convirtió en la sexta mayor economía metropolitana del mundo en 2022, por detrás de Tokio, Nueva York, Los Ángeles, Londres y París y acoge a más de la mitad de la población de Corea del Sur. Aunque la población de Seúl alcanzó un máximo de algo más de 10 millones, ha disminuido gradualmente desde 2014, situándose en aproximadamente 9,61 millones de residentes en 2024. Seúl es la sede del Gobierno surcoreano.
Seúl fue considerada la ciudad más habitable de Asia, con la segunda mejor calidad de vida del mundo según Arcadis en 2015 y un PIB per cápita (PPA) de aproximadamente 40.000 dólares. 15 empresas incluidas en la lista Fortune Global 500, entre ellas gigantes de la industria como Samsung, LG y Hyundai, tienen su sede en el área de la capital Seúl, que cuenta con importantes centros tecnológicos, como Gangnam y Digital Media City. 
La ciudad ha albergado grandes acontecimientos, como los Juegos Asiáticos de 1986, los Juegos Olímpicos de verano de 1988 y la Cumbre del G-20 de Seúl en 2010, además de tres partidos de Copa Mundial de Fútbol de 2002. 
La ciudad está enclavada geográficamente en un terreno montañoso y accidentado, con Bukhansan situada en su norte,  a unos 50 kilómetros de la zona desmilitarizada que separa las dos Coreas, forma una unidad administrativa propia dentro del Estado. Está atravesada por el río Han. Se encuentran cinco lugares declarados Patrimonio de la Humanidad por la UNESCO: Changdeokgung, la Fortaleza de Hwaseong, Jongmyo, Namhansanseong y las Tumbas Reales de la dinastía Joseon. Además, Seúl ha experimentado el desarrollo arquitectónico moderno, con lugares emblemáticos como la Torre N Seúl, el edificio 63, la Torre Lotte World, la plaza del Diseño de Dongdaemun, Lotte World, la Torre del Comercio, COEX, IFC Seúl y Parc1. Seúl fue nombrada la capital mundial del diseño en 2010  y ha servido de centro nacional para las industrias de la música, el entretenimiento y la cultura que han impulsado el K-pop y la Ola coreana a la fama internacional.
Hoy en día, la capital surcoreana es considerada una ciudad global, resultado de una explosión de crecimiento económico conocido como el milagro del río Han, que recuperó a una ciudad destruida por la guerra. Es la cuarta economía metropolitana del mundo; con un PIB de 779 300 millones de dólares estadounidenses, solo por detrás de Tokio, Nueva York y Los Ángeles.

## Etimología
El nombre español Seúl, probablemente influido por la adaptación francesa Séoul, procede de una mal interpretación de la transcripción oficial Seoul, en la que el dígrafo eo representa una vocal semiabierta posterior no redondeada o abierta, por lo que la pronunciación coreana se asemeja más a Sóul que a Seúl.
A diferencia de otros topónimos coreanos, Seoul (literalmente «capital», probablemente capital del estado de Silla) solo se puede escribir en hangul (서울) y no admite escritura en caracteres hanja, por tratarse de una palabra completamente coreana, sin raíz china.
En el siglo XX, la ocupación japonesa cambió el nombre de Seúl, que hasta ese momento era Hanseong (한성; en hanja 漢城), a Keijō (京城, literalmente 'ciudad capital'), con el fin de evitar posibles confusiones con el hanja '漢'. En el idioma japonés, este carácter se refiere tanto al pueblo Han como a la dinastía del mismo nombre. Después de la Segunda Guerra Mundial y la liberación coreana, Seúl se convirtió en el nombre oficial de la capital.
El 19 de enero de 2005 se suscitó una cierta controversia cuando el ayuntamiento de la ciudad pidió públicamente a China que dejara de llamar a la ciudad por su nombre tradicional chino Hànchéng (漢城, en coreano Hanseong, nombre antiguo de la ciudad), y que adoptara en su lugar el nombre Shǒu’ěr 首爾 (chino tradicional) o 首尔 (chino simplificado), adaptación fonética al chino del nombre coreano actúa con su significado de Shǒu - capital o cumbre. Esta decisión del ayuntamiento de Seúl fue recibida con cierto desdén en la República Popular China y en Taiwán. En cualquier caso, algunos medios de comunicación en chino ya han empezado a utilizar el nombre acuñado por el ayuntamiento de Seúl, mientras que este ya utiliza el nuevo nombre en sus folletos de información turística en lengua china.

## Historia

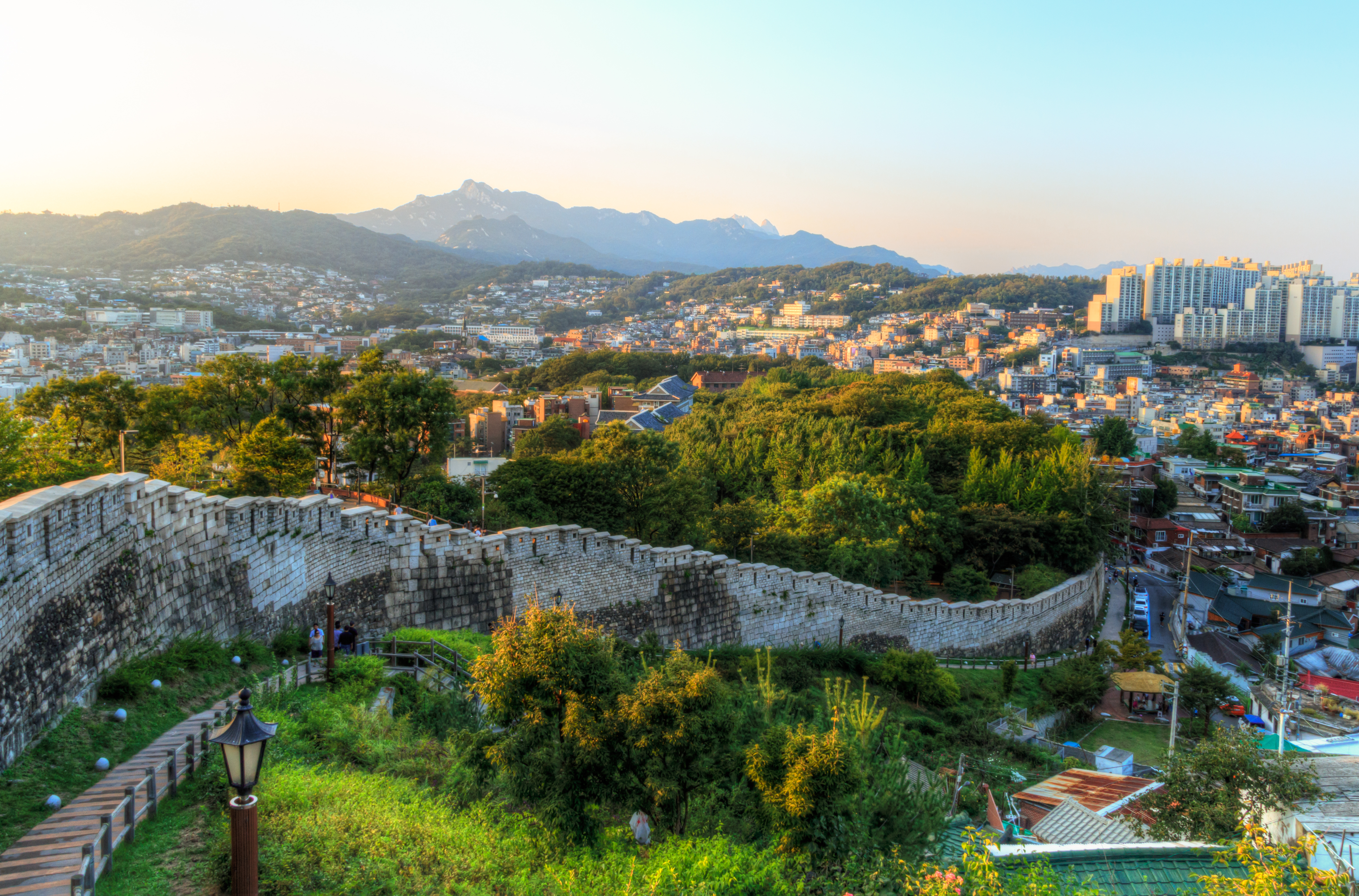
Fortaleza de Seúl

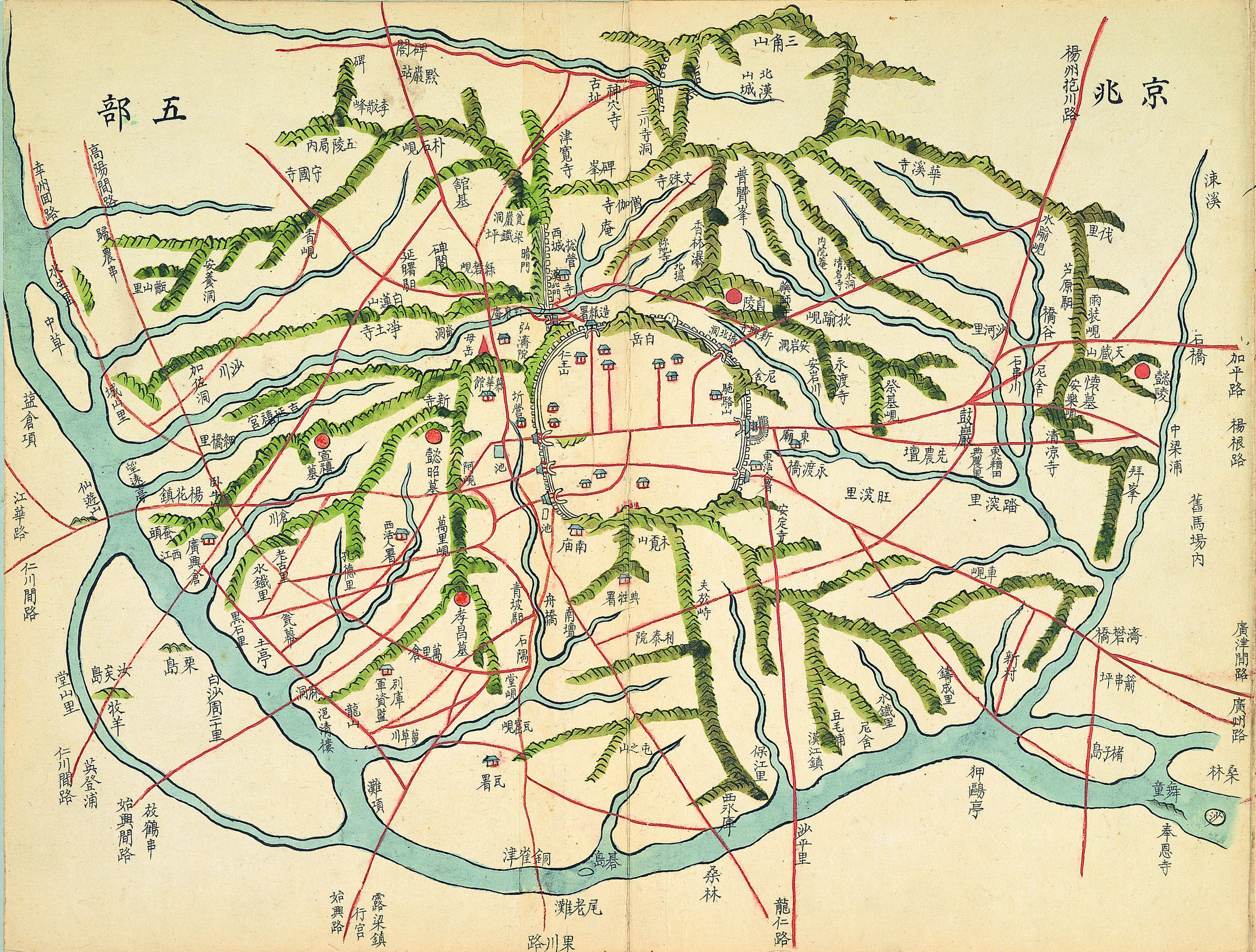
Seongjeosimni, una de 5 divisiones administrativas de Hanseong en los finales de Joseon.

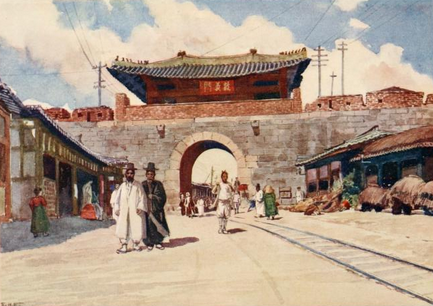
Las puertas de Seúl en 1910.

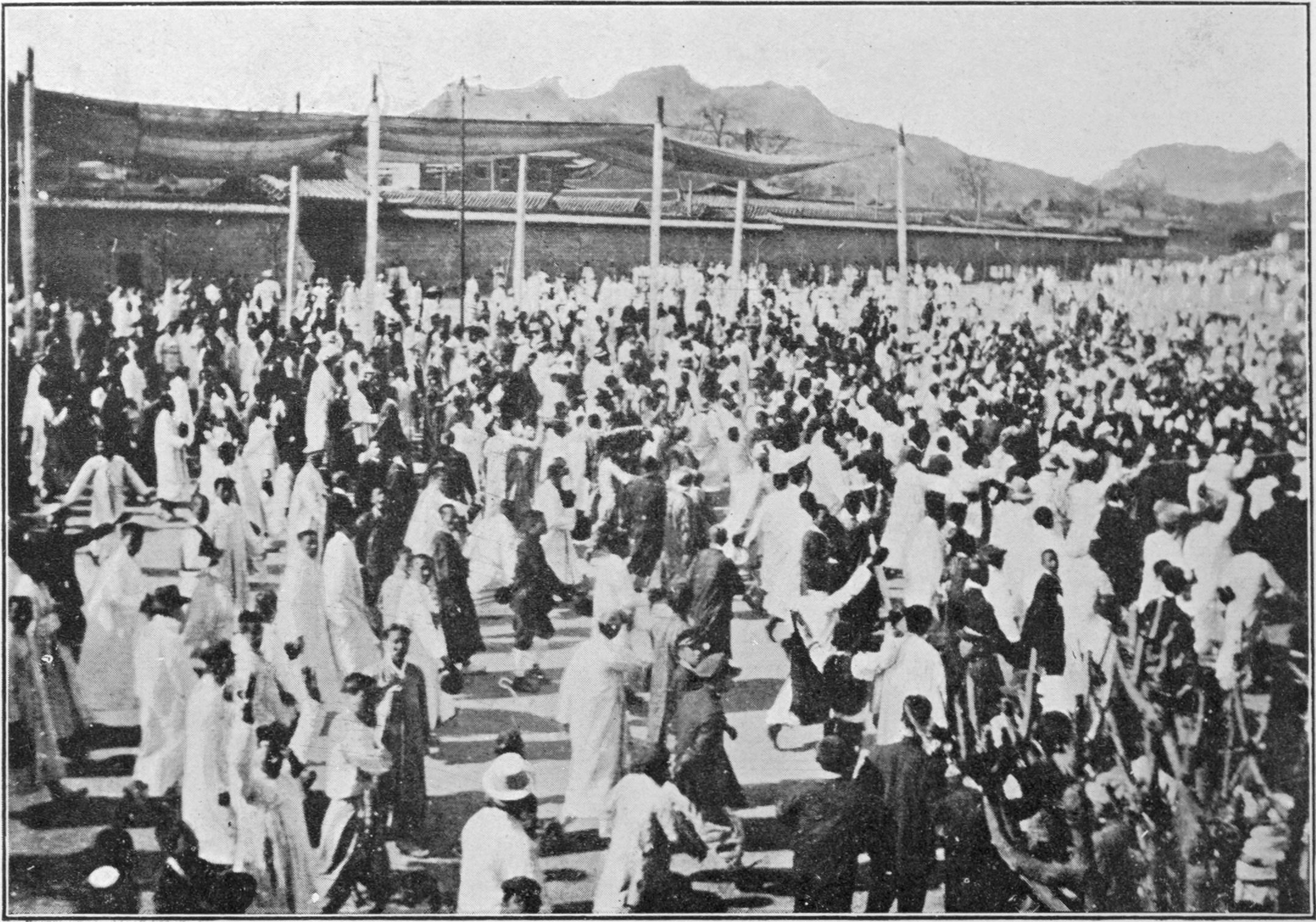
Manifestación de 1 de marzo en Corea (1919)

### Edad Antigua
Los descubrimientos indican que Seúl ha sido habitada desde el año 4000 a. C. en la zona del Río Han. Aparece registrada por primera vez como Wiryeseong, la capital de Baekje (fundada en 18 a. C.) en la zona noreste de la actual Seúl. En la zona quedan varias murallas que datan de esta época. Se cree que Pungnaptoseong, una muralla en el sureste de Seúl, se encontraba en el emplazamiento principal de Wiryeseong.
Durante la época de tres reinos coreanos, la zona de Seúl siempre fue en el enfrentamiento entre las grandes fuerzas. El control pasó desde Baekje a Goguryeo en el siglo V. En julio o agosto de 553, Silla tomó el control y la ciudad pasó a formar una nueva provincia del estado bajo el nombre de Sinju (en hangul: 신주, en hanja: 新州). Sinju tiene dos significados: provincia de nuevo, provincia de Silla
En noviembre de 555, el rey Jinheung realizó una visita real al monte Bukhansan con el fin de inspeccionar la frontera norte. En 557, Silla abolió la provincia de Sinju y estableció la de Bukhansan (북한산주; 北漢山州).
En 568, Jinheung hizo otra visita a Hanseong (Seúl) y se quedó en Namcheon de regreso a la capital. Durante su estancia, estableció la Estela de Jinheung que describía sus inspecciones a lo largo de las regiones norteñas de Silla, abolió la provincia de Bukhansan y estableció la provincia de Namcheon (남천주; 南川州; provincia del Río Sur), designando la zona como la capital provincial.
En 603, el reino de Goguryeo atacó Bukhansanseong (북한산성; 北漢山城; Fortaleza de la Montaña Bukhansan). En el siglo XI la dinastía Koryo, que sucedió a la Silla, construyó un palacio en Hanyang (actual Seúl), que fue nombrado "la Capital del Sur".

### Joseon
Seúl se convirtió en la capital y comenzó la planificación urbanística por el primer rey Yi Seong-gye de la dinastía Joseon. Al principio, se fue entronizado en la capital de Goryeo en 1392, cambiando el nombre del estado a Joseon en 1393 e iniciando la búsqueda de un lugar como una ciudad capital. Aceptando un consejo del gran monje de Muhak (무학대사), el rey eligió Hanyang (actual Seúl) en septiembre de 1394. La nueva capital fue diseñada con el fin de incorporar la idea de confucianismo. Algunos palacios principales como Gyeongbokgung se terminaron de construir en 1395. La muralla que rodeaba Hanyang fue completada hacia 1396.
La ciudad de Hanyang estaba gobernada por una agencia gubernamental llamada Hanseongbu (한성부), dedicada a los asuntos de la administración sobre la capital. El Hanseongbu dividía Hanyang en dos grandes categorías: las zonas dentro de la fortaleza de la muralla, que solían llamarse Seong-jung (성중; 城中) o Doseong-an (도성 안; lit. Dentro de la fortaleza), y las zonas alrededor de la fortaleza de la muralla - Seongjeosimni (coreano: 성저십리; Hanja: 城底十里; lit. 10-ri alrededor de la fortaleza). La zona Doseong-an luego ganó su nombre como Sadaemun-an que significa literalmente «zonas dentro de las Cuatro Grandes Puertas».
A finales del siglo XIX Seúl abrió sus puertas a los extranjeros e inició su modernización, aboliendo la policía estatal de aislamiento. Seúl se hizo la primera ciudad en Asia Oriental que introdujo la electricidad en el palacio real por Edison Iluminating. Hubo algunos esfuerzos de modernización que convirtieron a Seúl en la primera ciudad de Asia Oriental en tener al mismo tiempo electricidad, tranvía, agua y red telefónica y de telégrafos.

### Imperio de Corea
En 1897, Gojong proclamó el Imperio de Corea, convirtiéndose Hanyang temporalmente a Hwangseong (황성; 皇城, lit. 'la ciudad imperial'). La mayor parte de los proyectos del desarrollo moderno fue impulsado por los comercios francés y estadounidenses como Seoul Electric Trolley Company, Seoul Fresh Spring Water Company.
En 1904, un estadounidense llamado Angus Hamilton visitó la ciudad y dijo: «Las calles de Seúl son grandes, espaciosas, limpias, admirablemente hechas y bien drenadas. … Seúl está haciéndose como la ciudad más alta, interesante y limpia de Oriente".

### Ocupación japonesa
A principios del siglo XX, durante el periodo colonial japonés, la ciudad se llamó Gyeongseong (경성, "Ciudad Capital"; en japonés: Keijō (京城)). La ciudad experimentó una importante transformación bajo el dominio colonial japonés. Japón eliminó las murallas de Hanyang, pavimentó las calles, construyendo los edificios en los estilos occidentales. El 1 de marzo de 1919, cientos de miles de personas se manifestaron contra la colonización japonesa; la represión de la manifestación se saldó con 7500 muertos.
Seúl perdió su estatus como la capital bajo el control japonés. Notablemente, el área se fue reduciendo dentro de la fortaleza de Hanyang. En 1 de octubre de 1910, el gobierno del Imperio de Japón degradó la categoría de Seúl a la de otras ciudades. A través de la redistribución de los distritos, Seúl sólo incorporaba el área dentro de la muralla de la Fortaleza y el actual distrito de Yongsan. En 1930s, el distrito de Yeongdeungpo fue anexionado en 1 de abril de 1936 con el fin de producir los productos industriales durante la segunda guerra sino-japonesa.
La ciudad fue liberada por las fuerzas estadounidenses al final de la Segunda Guerra Mundial.

### Edad Contemporánea

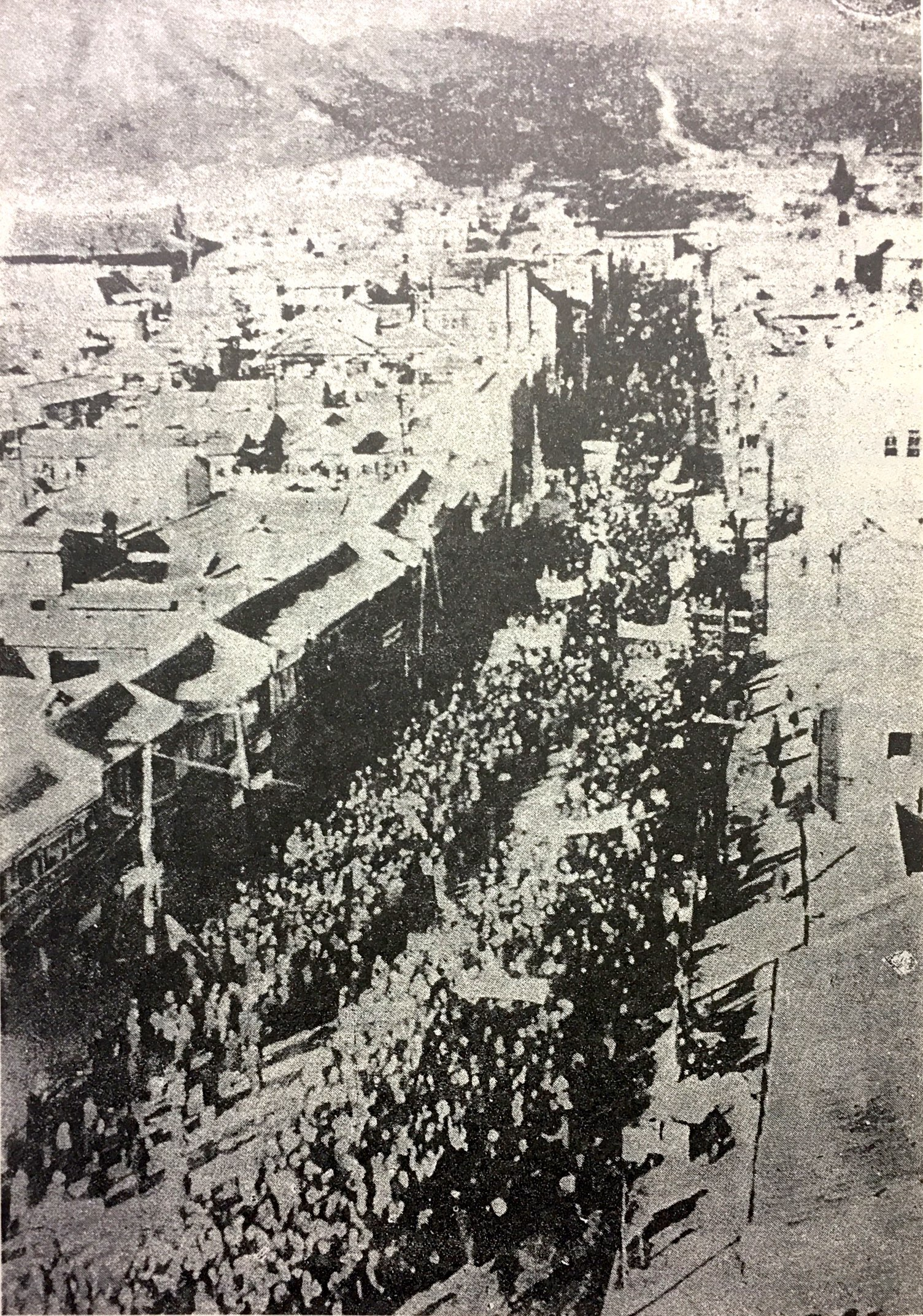
Celebración de la independencia en 15 de agosto en 1945 en frente de la estación de Seúl.

Tras la independencia en 1946, los coreanos renombraron a la ciudad Seúl (que también significa "Ciudad Capital" en coreano). En 1949, la ciudad fue segregada de la provincia de Gyeonggi y se le concedió el estatus de "Ciudad Especial de Seúl".

La ciudad de Seúl se constituye en corporación municipal que se denominará SEÚL. Los límites de los municipales son los actuales límites de la ciudad de Seúl, que incluyen los ocho distritos siguientes: Chong Koo, Chong No Koo, Sur Tai Moon Koo, Tong Tai Moon Koo, Sung Tong Koo, Ma Po Koo, Yong San Koo, and Yang Doung Po Koo

Durante la guerra de Corea, Seúl cambió cuatro veces de mandos entre las fuerzas norcoreanas, apoyadas por soviéticos y chinos, y las surcoreanas, apoyadas por estadounidenses: cayó en manos de los norcoreanos en la Primera Batalla de Seúl, en junio de 1950; Fue reconquistada por las fuerzas de la ONU en la Segunda Batalla de Seúl, en septiembre de 1950. Cayó en dominio de una fuerza combinada de chinos y norcoreanos en la Tercera Batalla de Seúl, en enero de 1951. Finalmente fue reconquistada de nuevo por las fuerzas de la ONU de la Operación Ripper en la primavera de 1951. La capital se trasladó temporalmente a Busan.
Tras la guerra, que destruyó 191 000 edificios, 55 000 hogares y 1000 fábricas, emigró a la ciudad una avalancha de refugiados que aumentó su población hasta los 2,5 millones de habitantes, más de la mitad de ellos, sin hogar. Seúl fue el centro de un inmenso esfuerzo de reconstrucción y modernización, debido principalmente a la necesidad, pero también en parte a la naturaleza simbólica de Seúl de haber sido centro político y económico de la península.
Tras el fin de la guerra, Seúl comienza un gran desarrollo moderno por reconstruir los edificios y empezar los proyectos de expansión de infraestructuras. Muchas personas se mudirian a Seúl y otras ciudades del país. En 1963, Seúl crece considerablemente. Con unos ajustes de las demarcaciones en 1973 y 2000, el aérea de Seúl fue completado. Por ejemplo, en agosto de 1963, la ciudad anexionó partes de Yangju-gun, Gwangju-gun, Siheung-gun, Gimpo-gun y Bucheon-gun, ampliando las fronteras norestes de Seúl. En septiembre del mismo año, la capital incorporó la actual aérea de Gangnam. La expansión consecutiva de dos veces duplicó la extensión de la ciudad aproximadamente de 268 km² (103,5 mi²) a 613 km² (236,7 mi²).
El gobierno decidió desarrollar distrito de Gangnam con otros grandes proyectos como la construcción del puente de Hannam (1966-1969, 한남대교) y la autopista de Gyeongbu (1968-1970, 경부고속도로). La gente había tenido que tomar botes antes que se construyeran los puentes desde Gangbuk (norte) hasta Gangnam (Sur).
La organización en Seúl de los Juegos Asiáticos de 1986 y de los Juegos Olímpicos de 88 simbolizó el desarrollo de Seúl y de Corea del Sur. A pesar de las difíciles condiciones, incluida la división del país, los Juegos fueron un éxito y mostraron el estatus del país como economía de alto crecimiento desde la década de 1970.
La población surcoreana en 2019 se estimó en 51,71 millones de habitantes, y según el censo de población y vivienda de 2018, el 49,8 % de la población reside en la región metropolitana de Seúl. Esto supuso un aumento del 0,7 % con respecto al 49,1 % de 2010, lo que muestra una clara tendencia hacia la concentración de la población en la capital.
Seúl se ha convertido como el centro económico, político y cultural del país, con varias empresas incluidas en la lista Fortune Global 500, como Samsung, SK Holdings, Hyundai, POSCO y LG Group. En agosto de 2023, el papa Francisco anuncia que la próxima JMJ será en Seúl en 2027.

## Geografía

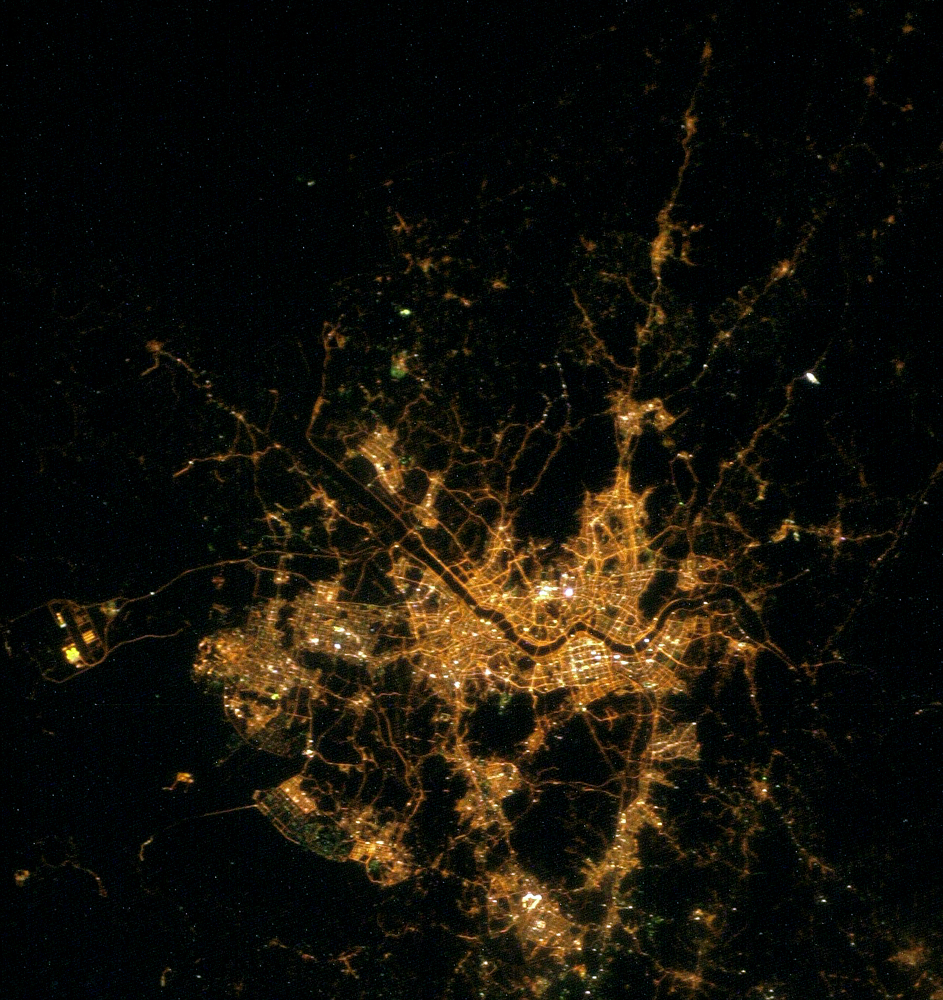
Imagen satelital que muestra la conurbación formada por Seúl en la noche.

La ciudad está situada en la parte noroeste del país, cerca de la frontera con Corea del Norte, a 87 m sobre el nivel del mar y en el curso inferior del río Han. El área de la ciudad comprende 605.39 km² y está dividida por el río Han en la mitad norte y sur. El río Han y sus alrededores tuvieron un importante papel en la historia coreana desde los tiempos de los Tres Reinos, en que era usado como una ruta comercial con China (vía mar Amarillo); hoy en día no es utilizado para la navegación, porque su estuario se encuentra en la frontera entre las dos Coreas, en la que se prohíbe la entrada de civiles. La ciudad está delimitada por ocho montañas, así como por la mayor parte de las llanuras del río Han.
El Seúl tradicional es la antigua ciudad de la dinastía Joseon, que hoy forma el centro de la metrópolis, en el valle de Cheonggyecheon (en hangul, 청계천), donde se concentran palacios, edificios gubernamentales, sedes de grandes empresas, hoteles y los mercados tradicionales. Al norte se encuentra el monte Bukhansan y al sur el Namhansan y más al sur, los viejos suburbios de Yongsan-gu y Mapo-gu, y el río Han. El World Trade Center de Corea está en Gangnam-gu. En el centro del río Han está la isla de Yeouido, sede de la Asamblea Nacional y de gran número de edificios de oficinas. Al sur del río, en Songpa-gu, se encuentra el estadio olímpico de los Juegos de 1988.
La población del área de Seúl es el 24 % de la población total de Corea del Sur, y su área administrativa ha crecido de forma constante, para ocupar las divisiones administrativas de los condados circundantes de Gimpo, Goyang, Shiheung y Yangju. Sus límites fueron establecidos en 1995.

### Parques

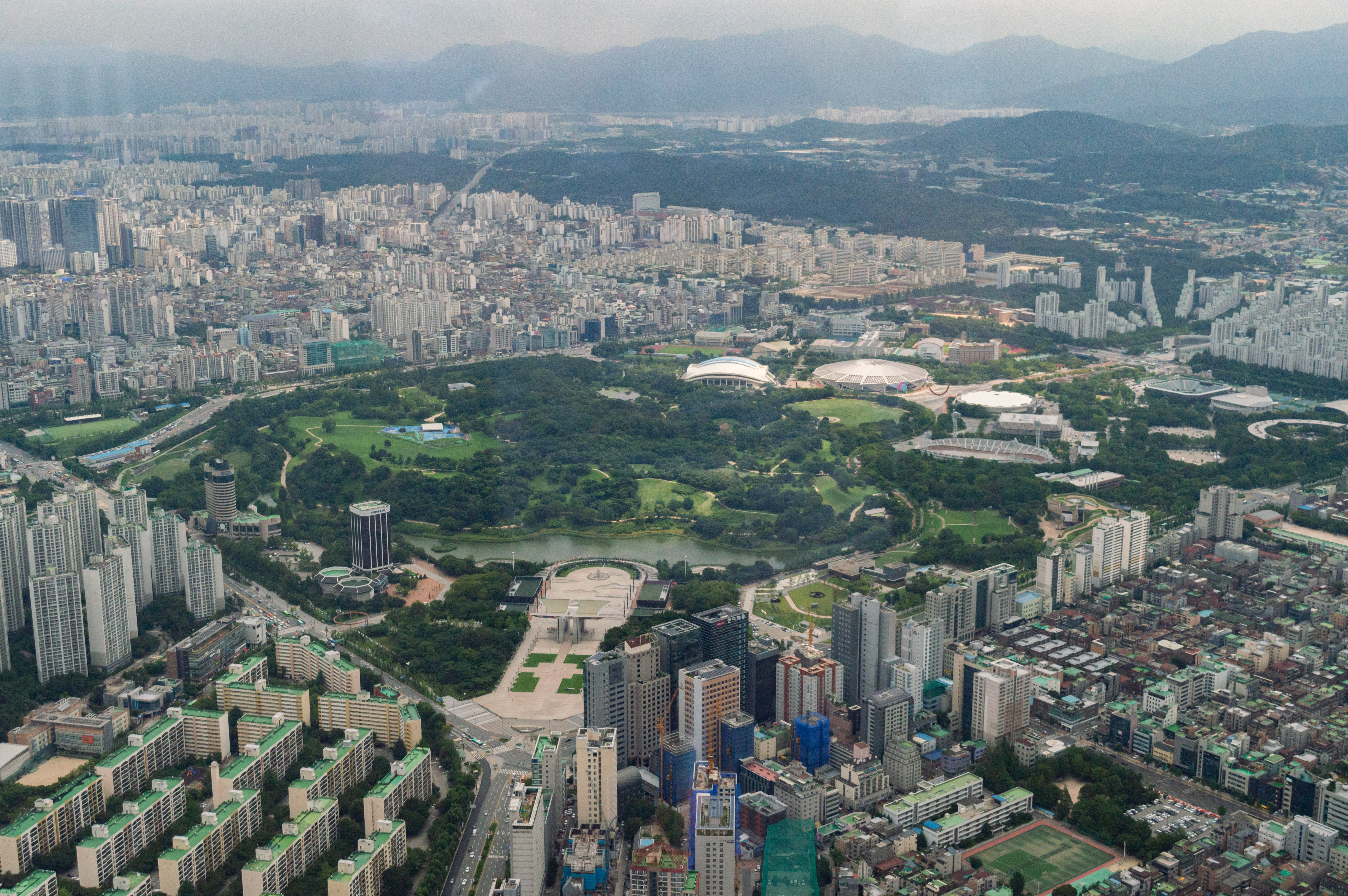
La vista desde Lotte Tower sobre el parque Olímpico de Seúl.

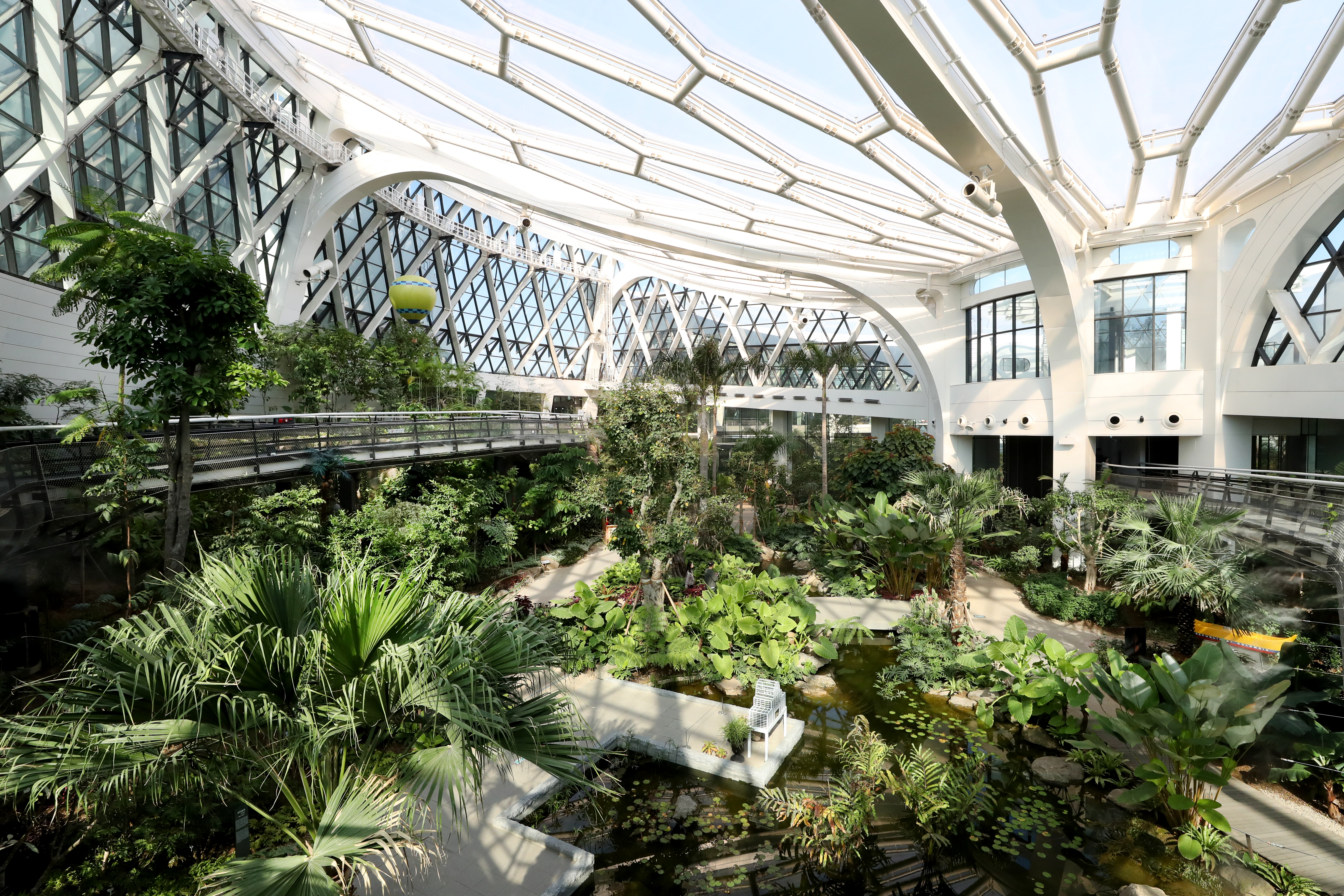
Jardín botánico de Seúl en Namsan.

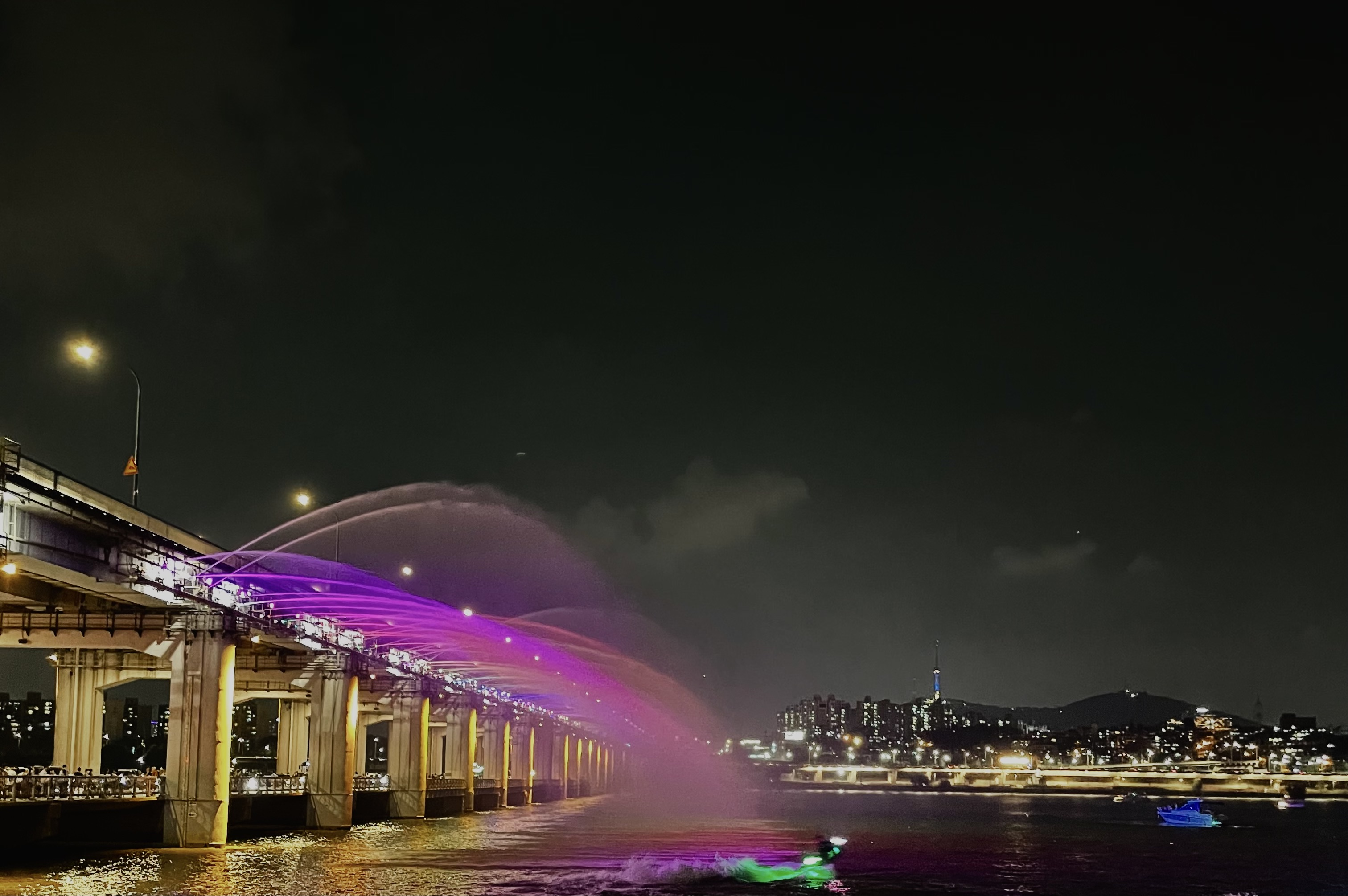
El parque del Río Han en el distrito Banpo: este distrito tiene fama de fontana en la noche.

En Seúl hay una gran cantidad de parques. Uno de los más famosos es el Namsan, donde se pueden realizar excursiones recreativas y disfrutar de las vistas urbanas del centro de Seúl, especialmente desde N Seoul Tower en su cumbre. El más grande, el parque Olímpico de Seúl, situado en el distrito de Songpa-gu, fue construido para albergar los Juegos Olímpicos de verano en 1988. Las zonas cercanas al arroyo Tancheon (en hangul: 탄천), rodeadas de gran cantidad de rosales, son populares para hacer actividad física.
Cheonggyecheon, en el centro de Jongno, también cuenta con espacios para el recreo. En 2017 se inauguró el Seoul-lo 7017 Skypark, que se extiende en diagonal sobre la estación de Seúl. 7017 significa el año construido 70 y nueva función como un parque desde 2017. También hay muchos parques a lo largo del río Han, como el parque Ichon Hangang, el parque Yeouido Hangang, el parque Mangwon Hangang, el parque Nanji Hangang, el parque Banpo Hangang, el parque Ttukseom Hangang y el parque Jamsil Hangang. Actualmente Seúl tiene unas secciones de cinturón verde para evitar extenderse hacia los bosques y otras partes de la provincia de Gyeonggi. Esas zonas verdes son frecuentadas por quienes buscan escapar de la fatiga de la vida urbana cada fin de semana.
- El parque del Río Han(en hangul:한강시민공원) está dividido por unos distritos a lo largo del río Han. Inicialmente el objetivo de construirlo fue crear un ambiente limpio como el que había anteriormente al desarrollo de la ciudad.
- El parque Boramae(en hangul: 보라매공원) se localiza en el distrito de Dongjak-gu con una superficie de 40 ha. Boramae(el halcón) es un sobrenombre para referirse a la Fuerza Aérea de la República de Corea. Cuando la academia de la fuerza aérea surcoreana salió desde esta ubicación, el Gobierno de Seúl empezó a renovar este lugar y construyó un parque con diversas instalaciones deportivas.[47]
- El bosque del sueño en el norte de Seúl(en hangul: 북서울 꿈의 숲) se encuentra en el norte de Seúl rodeado por 6 distritos como Gangbuk-gu y Dobong-gu con 68 ha. Es el tercer parque más grande dentro de la ciudad. Cuenta con un gran bosque que contiene especies como cerezos, acer y con otras facilidades como pabellones coreanos, charcas y mirador.[48]
- El Gran parque para los Niños(en hangul: 어린이대공원) está ubicado en el distrito do Gwangjin-gu. Ests sitio fue una sección de la tumba de la emperatriz Sunmiongjyo, esposa del emperador Sunjong y en 1929 se convirtió en campo de golf en 1929. En 1970, el presidente Park Chung-hee ordenó la construcción de un parque para niños. El 5 de mayo de 1973 el gran parque abrió sus puertas al público ya que 5 de mayo es el día de los niños en Corea.[49] En aquel momento, era el parque para los niños más grande de Asia, con los espacios para los animales, fuentes, un pabellón de música y un jardín botánico. A partir de 1986 la entrada sería gratis para los niños y desde 2006 para todos los visitantes. Como este parque se localiza cerca de varias universidades como Universidad Konkuk y Universidad Sejong, muchos jóvenes y familias lo visitan a menudo.
- El parque Marronnier (en hangul: 마로니에공원) se encuentra en Daehangno que significa 'la calle de la universidad'. Al principio, este lugar pertenecía a la facultad de filosofía, letras y derechos de la Universidad Nacional de Seúl. Como la universidad se trasladó a Gwanak-gu, fue adquirido por una corporación de las viviendas (Korea Housing Corporation) con el fin de renovar el lugar y construir un parque. El nombre tiene su origen en tres árboles de marronnier. Este distrito es famoso por sus variadas representaciones teatrales entre las que destacan la festividad de teatro universitario y los pequeños teatros de comedia. Notablemente, celebran una fiesta teatral(en hangul: 서울연극제) cada verano que introduce unas obras en teatros adyacentes.[50] Cada fin de semana hay diversos espectáculos.

### Calidad del Aire
La contaminación del aire es un problema importante en Seúl. El Gobierno Metropolitano de Seúl supervisa y comparte públicamente datos sobre la calidad del aire en tiempo real.

### Clima
Seúl se encuentra en la región fronteriza entre un clima subtropical subhúmedo y continental húmedo (clasificación climática de Köppen Cw/Df respectivamente), dependiendo de la estación del año, por lo que genera un clima continental de invierno seco y verano cálido Dwa. Los veranos son generalmente calientes y húmedos, con la Época lluviosa en el Este de Asia que va entre junio y julio. Agosto, el mes más caluroso, con una temperatura promedio de 22 °C a 29 °C. Los inviernos generalmente suelen ser de fríos a helados, con una temperatura media en enero de entre –6 °C y 1 °C, y son generalmente mucho más secos que los veranos, con un promedio de 28 días de nieve al año. La temperatura más baja de los últimos años se dio el 11 de diciembre de 2012, en que el termómetro llegó a los –12 °C.
| Parámetros climáticos promedio de Seúl (1991-2020) | Parámetros climáticos promedio de Seúl (1991-2020) | Parámetros climáticos promedio de Seúl (1991-2020) | Parámetros climáticos promedio de Seúl (1991-2020) | Parámetros climáticos promedio de Seúl (1991-2020) | Parámetros climáticos promedio de Seúl (1991-2020) | Parámetros climáticos promedio de Seúl (1991-2020) | Parámetros climáticos promedio de Seúl (1991-2020) | Parámetros climáticos promedio de Seúl (1991-2020) | Parámetros climáticos promedio de Seúl (1991-2020) | Parámetros climáticos promedio de Seúl (1991-2020) | Parámetros climáticos promedio de Seúl (1991-2020) | Parámetros climáticos promedio de Seúl (1991-2020) | Parámetros climáticos promedio de Seúl (1991-2020) |
| Mes                                                | Ene.                                               | Feb.                                               | Mar.                                               | Abr.                                               | May.                                               | Jun.                                               | Jul.                                               | Ago.                                               | Sep.                                               | Oct.                                               | Nov.                                               | Dic.                                               | Anual                                              |
| -------------------------------------------------- | -------------------------------------------------- | -------------------------------------------------- | -------------------------------------------------- | -------------------------------------------------- | -------------------------------------------------- | -------------------------------------------------- | -------------------------------------------------- | -------------------------------------------------- | -------------------------------------------------- | -------------------------------------------------- | -------------------------------------------------- | -------------------------------------------------- | -------------------------------------------------- |
| Temp. máx. abs. (°C)                               | 14.4                                               | 18.7                                               | 23.8                                               | 29.8                                               | 34.4                                               | 37.2                                               | 38.4                                               | 39.6                                               | 35.1                                               | 30.1                                               | 25.9                                               | 17.7                                               | 39.6                                               |
| Temp. máx. media (°C)                              | 2.1                                                | 5.1                                                | 11.0                                               | 17.9                                               | 23.6                                               | 27.6                                               | 29.0                                               | 30.0                                               | 26.2                                               | 20.2                                               | 11.9                                               | 4.2                                                | 17.4                                               |
| Temp. media (°C)                                   | −1.7                                               | 0.95                                               | 6.45                                               | 12.95                                              | 18.55                                              | 23.15                                              | 25.65                                              | 26.45                                              | 21.95                                              | 15.4                                               | 7.7                                                | 0.4                                                | 12.375                                             |
| Temp. mín. media (°C)                              | −5.5                                               | −3.2                                               | 1.9                                                | 8.0                                                | 13.5                                               | 18.7                                               | 22.3                                               | 22.9                                               | 17.7                                               | 10.6                                               | 3.5                                                | −3.4                                               | 8.9                                                |
| Temp. mín. abs. (°C)                               | -22.5                                              | -19.6                                              | -14.1                                              | -4.3                                               | 2.4                                                | 8.8                                                | 12.9                                               | 13.5                                               | 3.2                                                | -5.1                                               | -11.9                                              | -23.1                                              | -23.1                                              |
| Precipitación total (mm)                           | 16.8                                               | 28.2                                               | 36.9                                               | 72.9                                               | 103.6                                              | 129.5                                              | 414.4                                              | 348.2                                              | 141.5                                              | 52.2                                               | 51.1                                               | 22.6                                               | 1417.9                                             |
| Días de precipitaciones (≥ 1 mm)                   | 6.1                                                | 5.8                                                | 7.0                                                | 8.4                                                | 8.6                                                | 9.9                                                | 16.3                                               | 14.7                                               | 9.1                                                | 6.1                                                | 8.8                                                | 7.8                                                | 108.6                                              |
| Días de nevadas (≥ 1 mm)                           | 7.1                                                | 5.7                                                | 2.8                                                | 0.2                                                | 0.0                                                | 0.0                                                | 0.0                                                | 0.0                                                | 0.0                                                | 0.0                                                | 2.3                                                | 6.4                                                | 24.5                                               |
| Horas de sol                                       | 169.6                                              | 170.8                                              | 198.2                                              | 206.3                                              | 223.0                                              | 189.1                                              | 123.6                                              | 156.1                                              | 179.7                                              | 206.5                                              | 157.3                                              | 162.9                                              | 2143.1                                             |
| Humedad relativa (%)                               | 56.2                                               | 54.6                                               | 54.6                                               | 54.8                                               | 59.7                                               | 65.7                                               | 76.2                                               | 73.5                                               | 66.4                                               | 61.8                                               | 60.4                                               | 57.8                                               | 61.8                                               |
| Fuente: 기상청 17 de marzo de 2009                 |                                                    |                                                    |                                                    |                                                    |                                                    |                                                    |                                                    |                                                    |                                                    |                                                    |                                                    |                                                    |                                                    |

## Economía

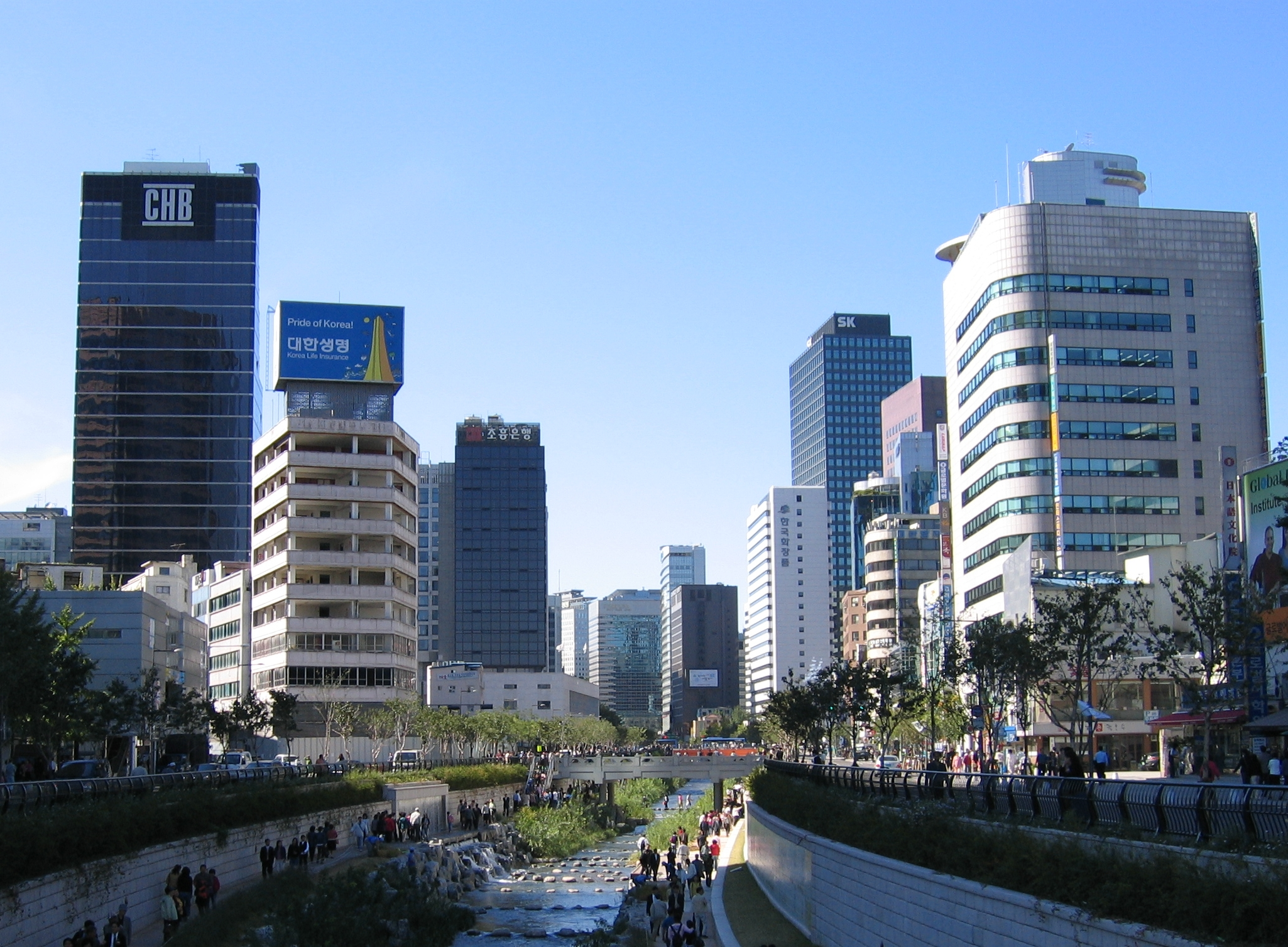
Vista del Cheonggyecheon, centro financiero de Seúl.

Seúl es sede de algunas de las mayores empresas del mundo como Samsung, LG Group, Hyundai, Kia Motors, Ssangyong, Daelim, Lotte y Pantech Curitel, el sector de servicios de Seúl prosperó, en beneficio de la economía y el desarrollo nacional. En 2023 Corea del Sur obtiene el 63,8 % de su PIB del sector de los servicios, por encima del ingreso promedio de los países de altos ingresos.
Las principales exportaciones son productos electrónicos, automóviles y maquinaria. Este desarrollo económico también ha ayudado a mantener la tasa de desempleo en torno al 2 -3 %. La inversión extranjera directa también es alta, alrededor de dos mil millones de dólares estadounidenses (USD).
Seúl planea ser un importante centro financiero del noreste de Asia. Después de los Juegos Olímpicos de Verano de 1988 y la Copa Mundial de Fútbol de 2002, la ciudad se ha convertido en una ciudad global. Grandes bancos tienen sucursales en la ciudad: Citigroup, HSBC, Deutsche Bank, Goldman Sachs, JP Morgan Chase, Grupo Santander, UBS, Grupo ING.

### Manufactura
Las industrias artesanales han sido sustituidas por industrias de tecnología de la información, electrónica y de ensamblaje. Sin embargo, la producción de alimentos y bebidas aún existe en algunas partes de la ciudad con la industria de imprenta y edición.
Los principales fabricantes tienen su sede en la capital, entre ellos Samsung, LG, Hyundai, Kia y SK. Entre las empresas de alimentación y bebidas destacan Jinro, cuyo soju es la bebida alcohólica más vendida del mundo, los productores de cerveza más vendidos Hite (fusionada con Jinro) y Oriental Brewery. 
También alberga a gigantes de la alimentación como Seoul Dairy Co-operative, Nongshim, CJ, Lotte, Orion, Maeil, Namyang y Ottogi.

### Negocios y finanzas
Según el Índice de Centros Financieros Globales(o GFCI) publicado en 2023, Seúl ocupa el quinto en infraestructuras, el noveno en la reputación de la ciudad,  décimo lugar en torno a empresarial y desarrollo del sector financiero.
Seúl tiene tres distritos centrales de negocios: Downtown Seúl (CBD), Gangnam (GBD) y Yeouido (YBD) El Downtown Seúl, con 600 años de historia como distrito de negocios es ahora una zona densamente concentrada alrededor de Gwanghwamun y Cheonggyecheon con sedes de grandes empresas, instituciones financieras extranjeras, las mayores agencias de noticias y bufetes de abogados. Los otros dos distritos de negocios se desarrollaron en 1970s y tienen características diferentes; mientras que Gangnam es conocida por las industrias de la tecnología, el lujo y la educación privada, Yeouido es famosa por la bolsa de valores y la gestión de activos. En 2023, la ciudad anunció planes para invertir 44,7 millones de dólares en seis años para crear una zona dedicada a atraer inversión extranjera.

### Comercio

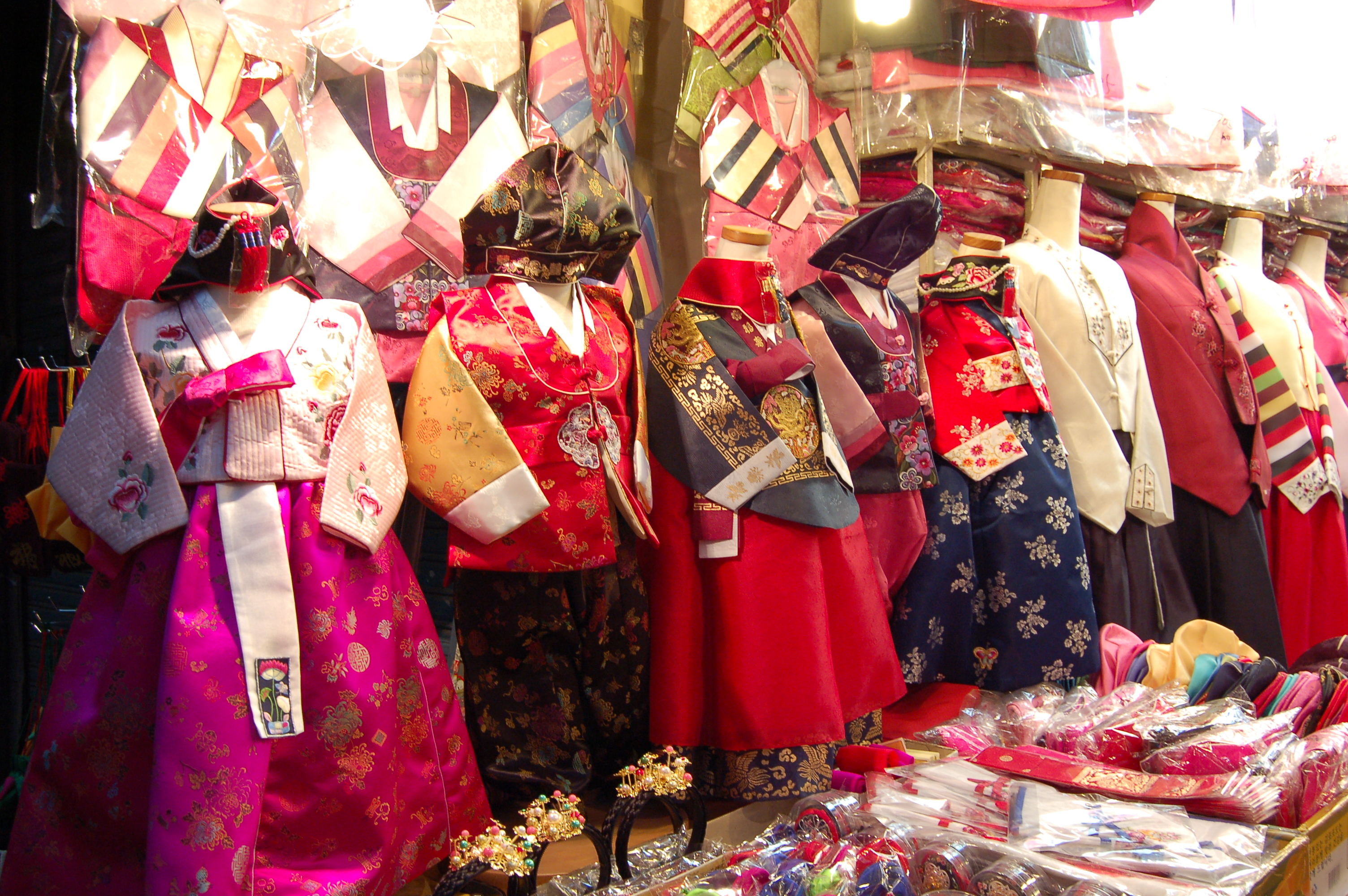
La tienda de Hanbok en Dongdaemun.

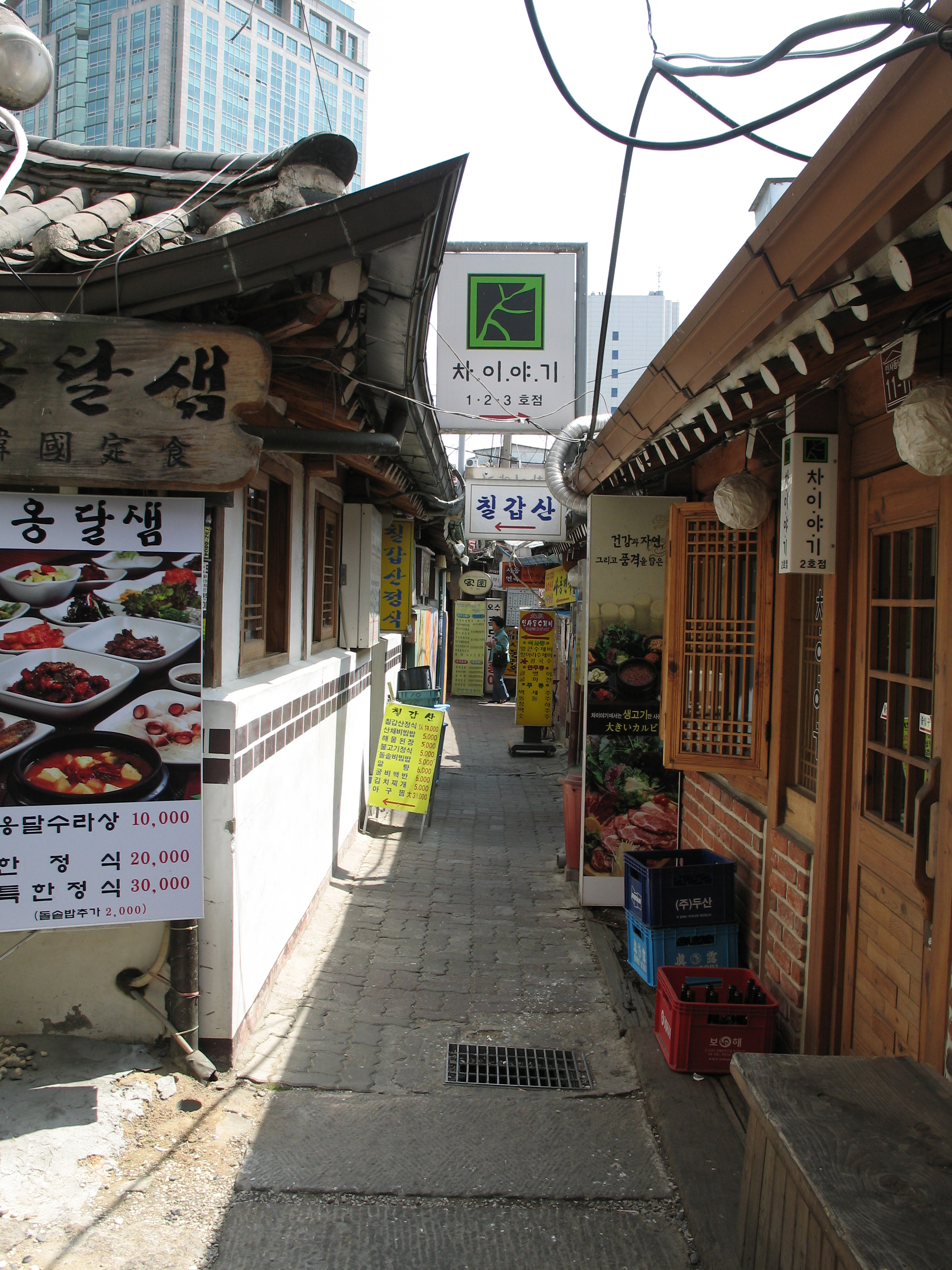
Insadong

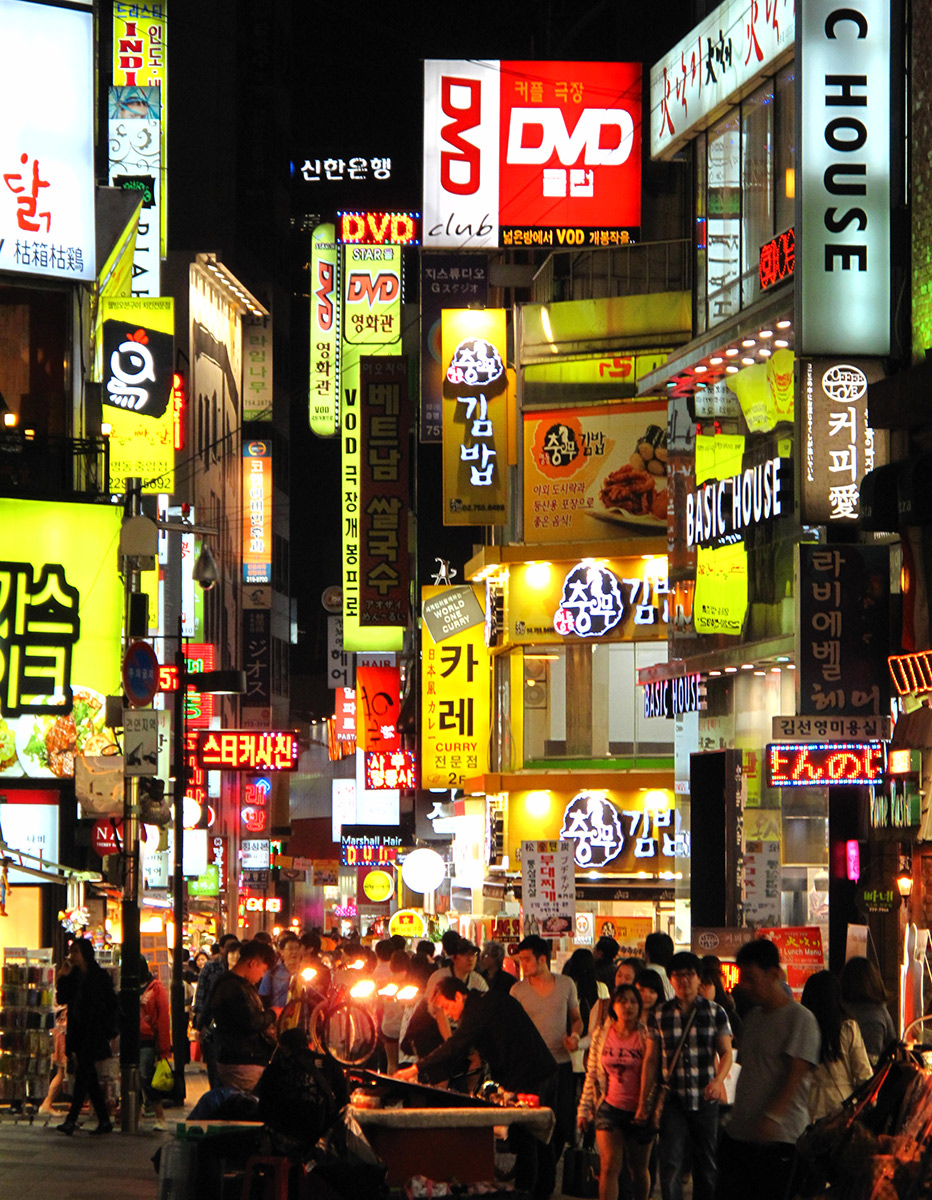
Myeongdong en la noche.

El mayor mercado mayorista y minorista de Corea del Sur, el mercado de Dongdaemun, se encuentra en Seúl. Este mercado se localiza en Dongdaemun incluso las calles comerciales tradicionales con 26 centros comerciales modernos, 30.000 tiendas especiales y 50.000 fabricantes. Se pueden encontrar artículos, como sedas, telas, ropa, zapatos, accesorios, artículos de cuero, artículos deportivos, material de oficina, productos para mascotas y juguetes.
Myeongdong es una zona comercial y de ocio en el centro de Seúl con tiendas de gama media y alta, boutiques de moda y puntos de venta de marcas internacionales. Esta es una de las principales zonas comerciales en Seúl, con las tiendas internacionales de precios medio-altos con las ventas de marcas internacionales como Lacoste, H&M, Zara, Forever 21, Bulgari y Louis Vuitton. Como Myeongdong es un centro de K-beauty, las marcas coreanas cosméticas son una gran atracción para los turistas. Es una zona especialmente popular entre los jóvenes y los turistas porque cuenta con varios grandes centros comerciales y grandes almacenes, como Lotte Department Store, Shinsegae Department Store, Migliore, M Plaza y Noon Square.
El cercano mercado de Namdaemun, llamado así por la puerta de Namdaemun, es el más antiguo de Seúl. Inaugurado en 1964, el mercado de Namdaemun es el mayor mercado tradicional de Corea, con tiendas que venden diversos artículos. Todos los productos se venden a precios asequibles y las tiendas de esta zona también funcionan como mercados mayoristas. El mercado abre por la noche desde 23:00 a 04:00 de la madrugada por atraer los comerciantes de todo el país. El mercado de Namdaemun vende una gran variedad de ropa, gafas, utensilios de cocina y recuerdos. Este lugar es especialmente famoso por vender muchos tipos de las comidas callejeras coreanas.
Insadong se encuentra en el centro de Jongno-gu, un popular destino entre los visitantes de todo el mundo. La zona cuenta con las numerosas galerías del arte, restaurantes coreanos, casas del té coreano. Su característicia más famoso es el uso de hangul (escritura coreana) en los escaparates. Se venden los productos artes coreanos como caligrafías, pinturas y esculturas. Notablemente, hay una sección llamada Ssamzi-gil(쌈지길) que se creó en 2004 como un centro de Insa-dong. Es un centro comercial que presenta artesanía tradicional y moderna funcionando como complejo cultural.

### Tecnología
Seúl ha sido descrita como la «ciudad más conectada» del mundo, clasificada en primer lugar en preparación tecnológica por el informe Cities of Opportunity de PwC.
La ciudad cuenta con una infraestructura tecnológicamente muy avanzada. Siendo la capital de Corea del Sur, Seúl es una de las ciudades más conectadas a Internet con la velocidad media de internet más alta del mundo, de 26,1 Mbit/s.
Desde 2015, Seúl ofrece acceso Wi-Fi gratuito en espacios al aire libre a través de un proyecto de 47.700 millones de wones (44 millones de dólares) con acceso a Internet en 10.430 parques, calles y otros lugares públicos. Además, la ciudad cuenta con el tren de alta velocidad KTX y el metro de Seúl, que ofrece 4G LTE, Wi-Fi y DMB dentro de los vagones de metro. La 5G se introdujo comercialmente en marzo de 2019.

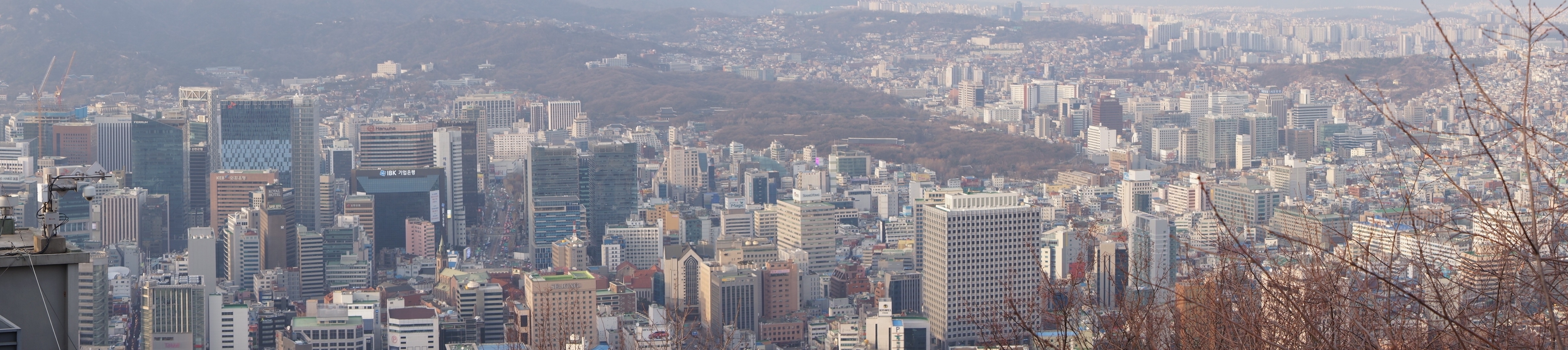
Panorama de Seúl.

## Demografía
| Año  | Población  |
| ---- | ---------- |
| 1944 | 947 630    |
| 1949 | 1 418 025  |
| 1952 | 648 432    |
| 1955 | 1 574 868  |
| 1960 | 2 445 402  |
| 1966 | 3 793 280  |
| 1970 | 5 433 198  |
| 1975 | 6 889 502  |
| 1980 | 8 364 379  |
| 1985 | 9 639 110  |
| 1990 | 10 612 577 |
| 1995 | 10 595 943 |
| 2000 | 10 373 234 |
| 2005 | 10 297 004 |

| Año  | Población |
| ---- | --------- |
| 1428 | 103 328   |
| 1660 | 200 000   |
| 1881 | 199 100   |
| 1890 | 192 900   |
| 1899 | 211 200   |
| 1902 | 196 600   |
| 1906 | 230 900   |
| 1910 | 278 958   |
| 1915 | 241 085   |
| 1920 | 250 208   |
| 1925 | 336 349   |
| 1930 | 355 426   |
| 1935 | 404 202   |
| 1940 | 930 547   |

Seúl tiene su densidad de población casi el doble de la de Nueva York y ocho veces mayor que la de Roma. En 2012, su aérea metropolitana era la más densamente poblada de Asia entre los países de la OCDE, y la segunda del mundo tras la de París.
Tras la Segunda Guerra Mundial y la retirada del régimen colonial japonés, Seúl experimentó un crecimiento descontrolado, con gran afluencia de población rural, especialmente después de la destrucción a gran escala que supuso la guerra de Corea (1950-1953) y las caóticas condiciones políticas y económicas concomitantes, que llevaron a un gran desequilibrio entre la población urbana y las infraestructuras disponibles.
La población de Seúl ha ido disminuyendo desde principios de 1990s, las razones son los gastos altos de la vida, la expansión urbana hacia las ciudades satélite de la provincia Gyeonggi. En el fin de junio de 2011, vivían en la ciudad 10,29 millones de ciudadanos surcoreanos. En 2015, la población era de 9,86 millones de habitantes.  A partir de 2024, hay 9,35 millones de habitantes en la ciudad.
En 2024, el número de extranjeros que vivían en Seúl era de 254,424, el 18,7 % del total de la población extranjera de Corea del Sur.

67,764 extranjeros era ciudadanos chinos de ascendencia coreana. El siguiente grupo más numeroso era el de los ciudadanos chinos que no eran de etnia coreana; 63,991 de ellos residían en Seúl. El siguiente grupo más numeroso estaba formado por los 11,230 ciudadanos estadounidenses que no eran de ascendencia coreana. El siguiente grupo más numeroso era el de los ciudadanos taiwaneses, con 7.519.

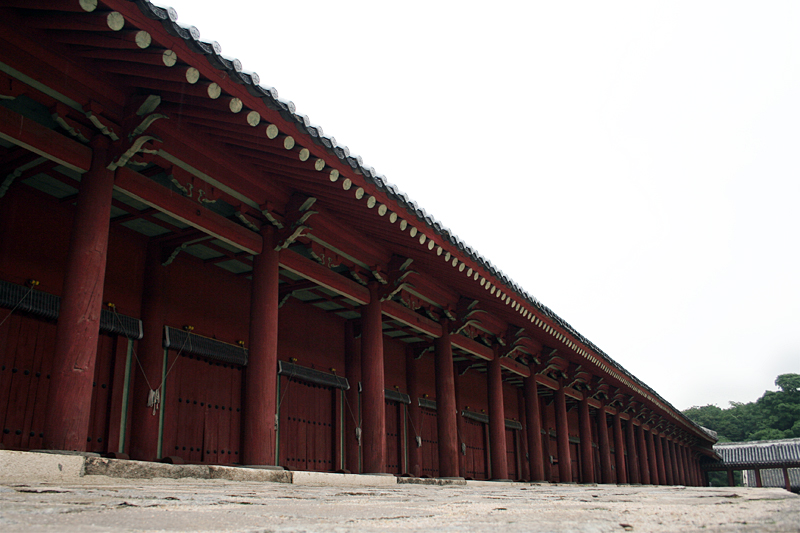
El Santuario de Chongmyo.

La tasa de fertilidad en Seúl es de solo 0,55 hijos por mujer en 2023, la más baja entre las ciudades surcoreanas. El desplome de la natalidad se debería a un sistema económico que multiplica la exclusión, a una sociedad cada vez más solitaria y a la falta de confianza en el futuro.

### Religión
Las dos religiones mayoritarias en Seúl son el cristianismo y el budismo. Otras religiones son religión indígena y confucianismo. Seúl alberga una de las mayores congregaciones cristianas del mundo como la Iglesia del Evangelio Completo de Yoido, que cuenta con unos 830 000 miembros.
Según el censo de 2015, el 10,8 % de la población sigue el budismo y el 35 % el cristianismo (24,3 % diversas denominaciones del protestantismo y 10,7 % de la Iglesia Católica). El 53,6 % de la población es irreligiosa.

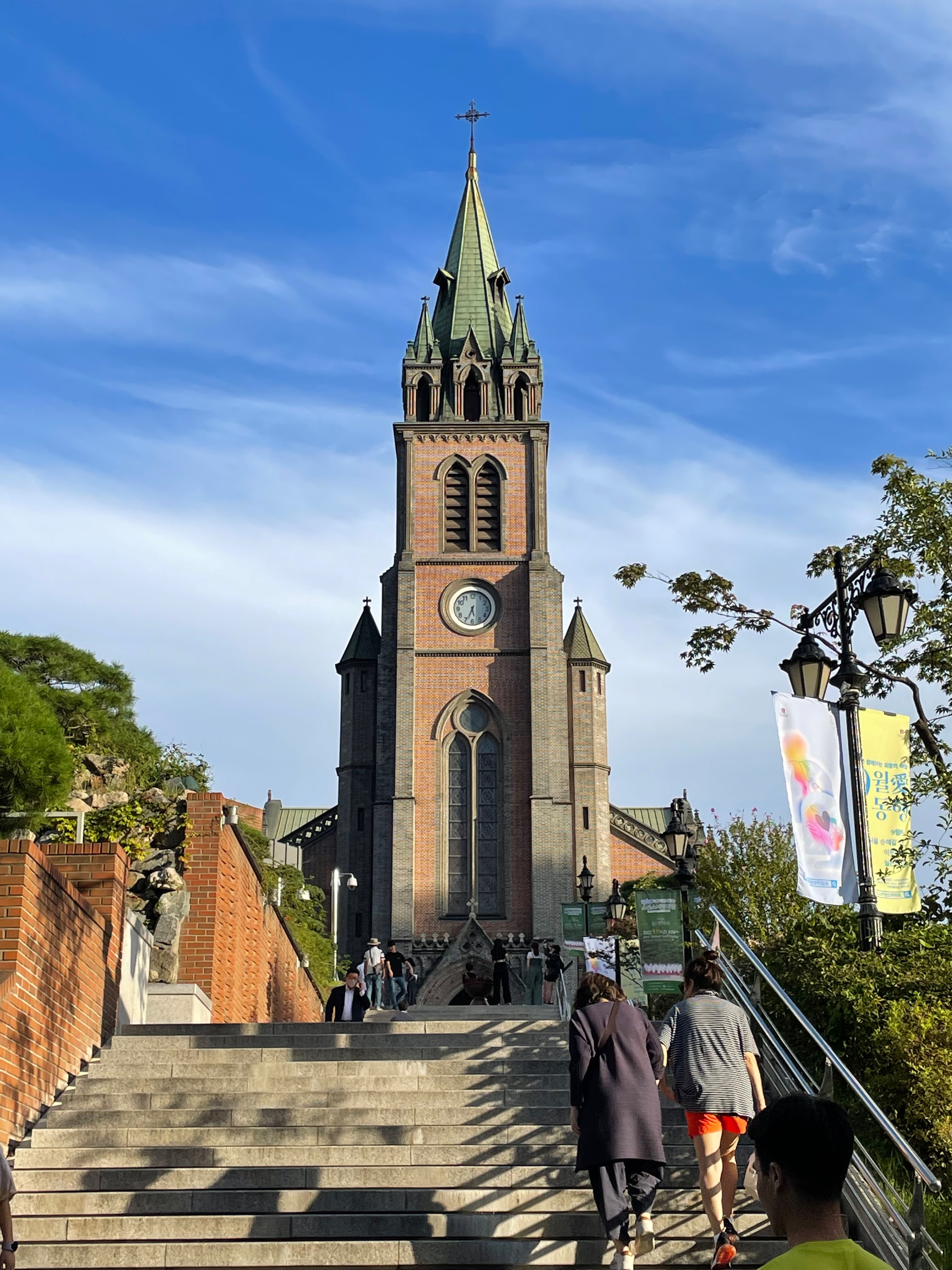
Catedral de la Inmaculada Concepción o de Myeongdong en Seúl

El budismo, profundamente arraigado en la historia y la cultura coreanas, tiene una fuerte presencia en Seúl. Numerosos templos budistas, algunos centenarios, salpican el paisaje de la ciudad como centros de culto, meditación y actividades culturales. El templo Jogyesa, situado en el corazón de Seúl, es el principal templo de la orden Jogye del budismo coreano y un importante hito cultural. Las tradiciones y festivales budistas son parte integrante del patrimonio cultural de Seúl e influyen en el arte, la arquitectura y la vida cotidiana.   
El confucianismo, aunque no es estrictamente una religión, ha moldeado profundamente la sociedad coreana y sus valores. Los principios confucianos, que hacen hincapié en la piedad filial, el respeto a los mayores y la armonía social, están profundamente arraigados en la cultura coreana y siguen influyendo en las interacciones sociales y las consideraciones éticas. Aunque el confucianismo no se practica como una religión formal con culto organizado, su marco ético sigue siendo una piedra angular de la identidad coreana.   
El cristianismo ha experimentado un crecimiento significativo en Corea del Sur, y Seúl alberga una comunidad cristiana numerosa y vibrante. Hay iglesias protestantes de varias denominaciones por toda la ciudad, y el catolicismo también tiene una fuerte presencia. La Navidad y otras fiestas cristianas como la Semana Santa se celebran en Seúl, lo que contribuye al ambiente festivo de la ciudad. La influencia del cristianismo puede verse en varios aspectos de la sociedad de Seúl, desde la educación a los programas de bienestar social.   
El chamanismo, un sistema de creencias indígena anterior a la introducción del budismo y el confucianismo, sigue siendo practicado por algunos coreanos, sobre todo en las zonas rurales. Aunque no está tan extendido como otras religiones, el chamanismo refleja las antiguas tradiciones espirituales de la península coreana. A veces se celebran rituales y ceremonias chamánicas para buscar bendiciones, curación o guía del mundo espiritual.   

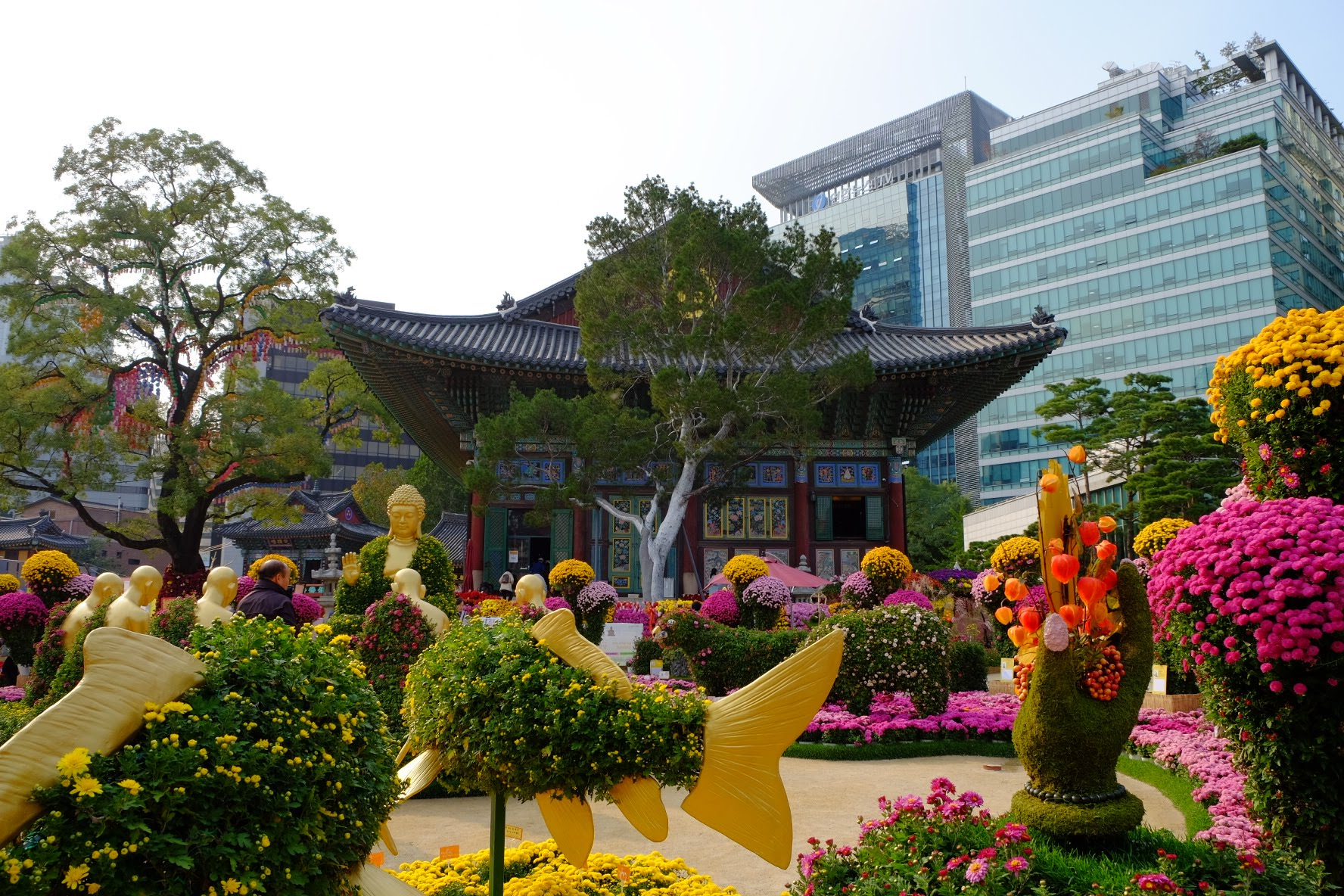
Festival del crisantemo en el templo Jogyesa

El islam tiene una presencia creciente en Seúl, debido sobre todo a la inmigración y a los trabajadores extranjeros. Aunque la comunidad musulmana es relativamente pequeña en comparación con otros grupos religiosos, cada vez es más visible en la ciudad. Las mezquitas y los centros islámicos atienden las necesidades religiosas y sociales de los musulmanes de Seúl, y la comunidad observa las tradiciones islámicas.   
Otras religiones, como el hinduismo, el judaísmo y varios nuevos movimientos religiosos, también están presentes en Seúl, contribuyendo a la diversidad religiosa de la ciudad. Estas pequeñas comunidades religiosas se suman al tejido multicultural de la ciudad y reflejan la creciente globalización de Seúl.   
La Constitución coreana garantiza la libertad religiosa, y el gobierno respeta en general este derecho. Se promueven la tolerancia religiosa y el diálogo interreligioso, aunque pueden surgir tensiones ocasionales. Diversas organizaciones e iniciativas trabajan para fomentar el entendimiento y la cooperación entre las distintas comunidades religiosas de Seúl.   

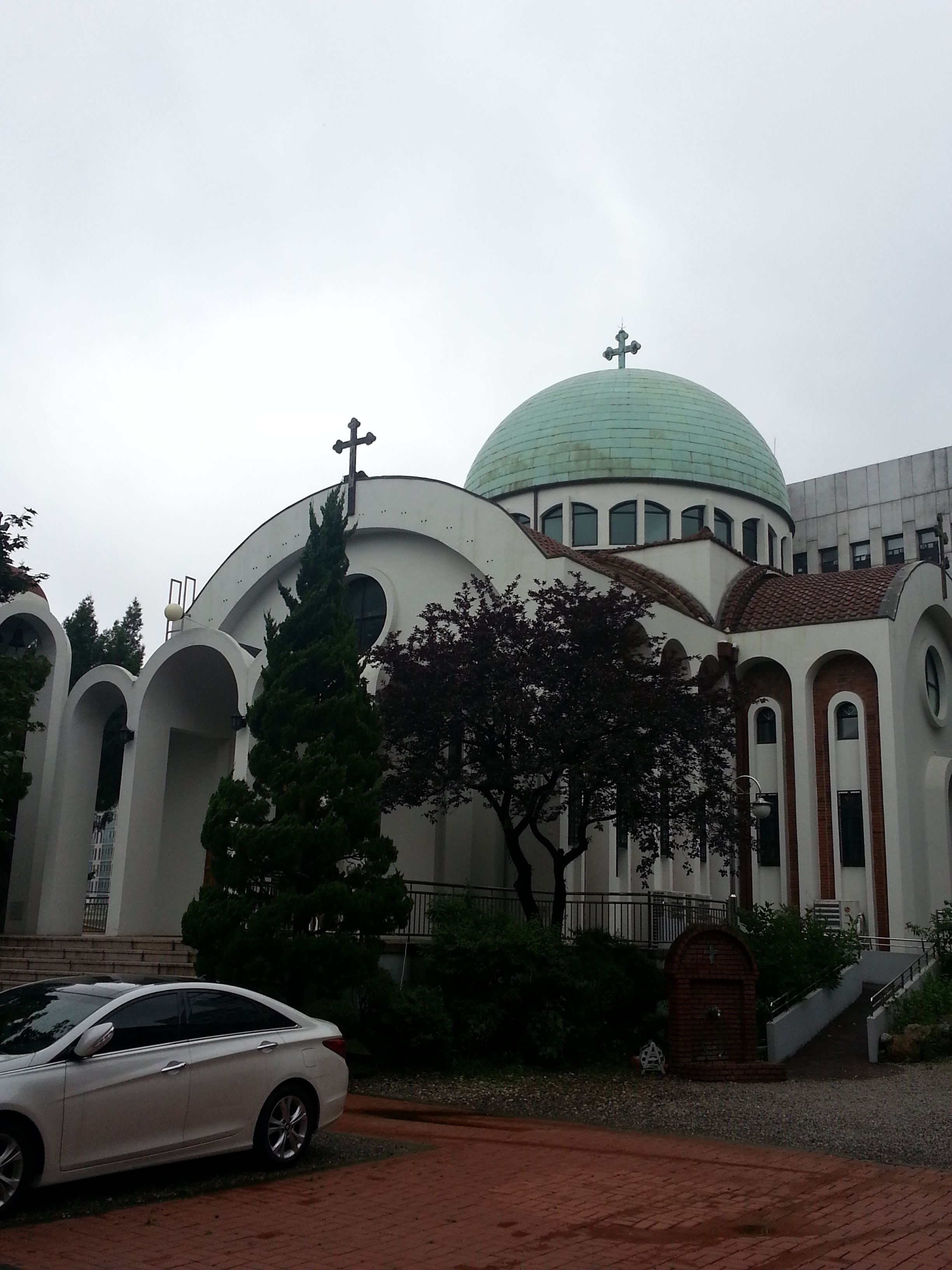
Catedral Ortodoxa de San Nicolás en Seúl

La diversidad religiosa de Seúl contribuye al rico patrimonio cultural de la ciudad, influyendo en su arte, música, cocina y costumbres sociales. Los festivales y celebraciones religiosas son parte integral del calendario cultural de Seúl, y muestran las diversas tradiciones de la ciudad. Las diversas comunidades religiosas de Seúl también desempeñan un papel activo en la vida cívica, contribuyendo a programas de bienestar social e iniciativas de desarrollo comunitario.
El creciente número de personas que se identifican como no religiosas o agnósticas es una tendencia en alza en Corea del Sur, y Seúl refleja este cambio social. Aunque la afiliación religiosa sigue siendo importante para muchos coreanos, también hay un segmento creciente de la población que no se identifica con ninguna religión en particular. Esta tendencia refleja cambios sociales más amplios y un creciente énfasis en la autonomía individual y los valores seculares.

### Salud
La asistencia sanitaria pública en Seúl la prestan principalmente hospitales y centros de salud gestionados por el gobierno, destinados a atender a la población en general. Estas instituciones ofrecen una amplia gama de servicios, desde atención primaria y medicina preventiva hasta tratamientos especializados y cirugías. El Servicio Nacional de Seguros Sanitarios (NHIS) desempeña un papel central en la financiación y regulación del sistema sanitario público, garantizando que la mayoría de los ciudadanos tengan acceso a una atención médica asequible. Sin embargo, a pesar de la amplia cobertura, los hospitales públicos pueden sufrir a veces masificaciones y tiempos de espera más largos para determinados procedimientos.

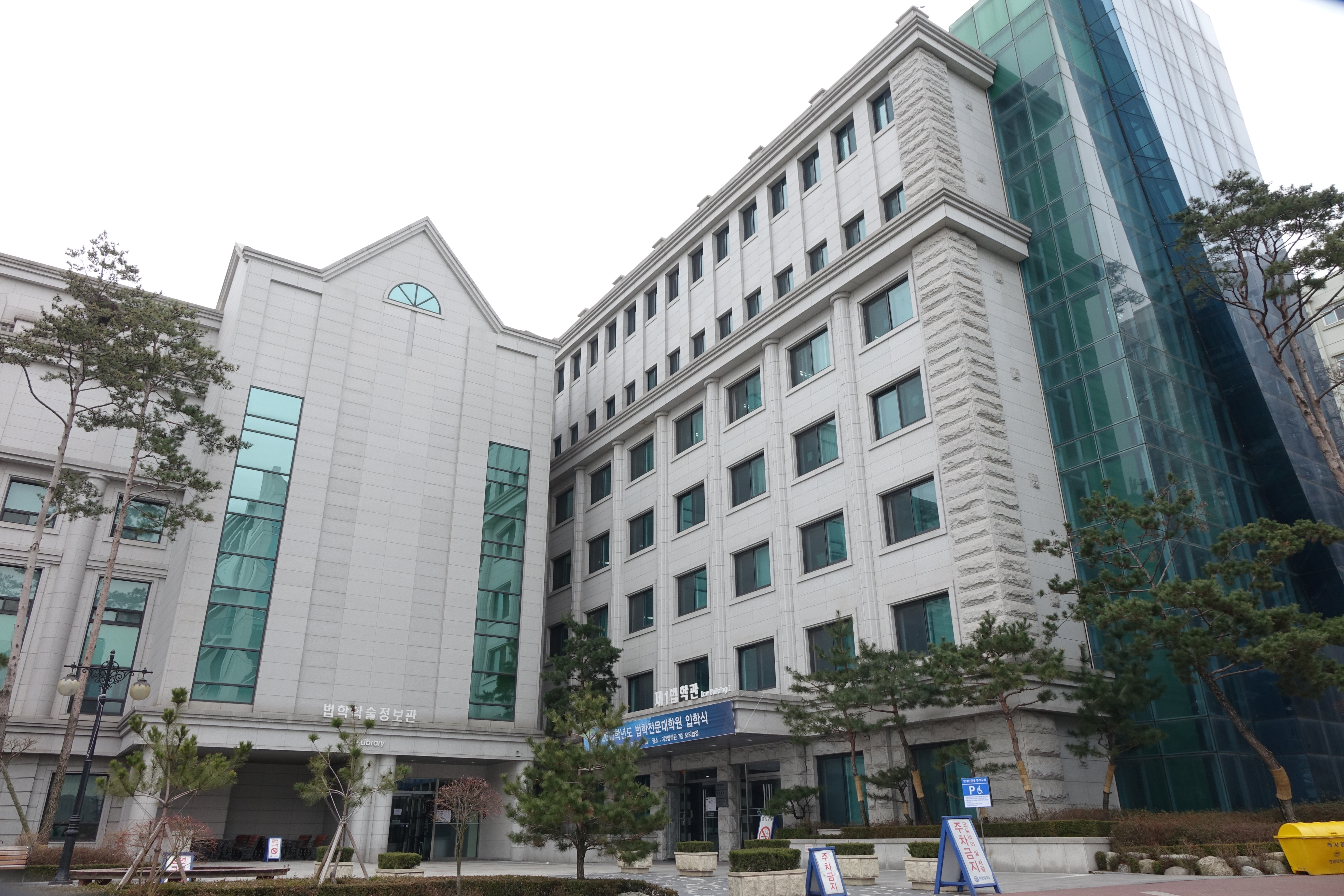
Centro Médico de la Universidad de Hanyang

La sanidad privada desempeña un papel importante en el panorama sanitario de Seúl, ya que ofrece una gama más amplia de opciones y, a menudo, citas más fácilmente disponibles. Los hospitales y clínicas privados son conocidos por sus modernas instalaciones, tecnologías médicas avanzadas y conocimientos especializados. Aunque la sanidad privada suele ser más cara que la pública, muchos coreanos optan por planes de seguros privados para cubrir los gastos. La naturaleza competitiva del sector sanitario privado impulsa la innovación y la mejora de la calidad del servicio, lo que beneficia a los pacientes.
El acceso a la sanidad en Seúl es bueno en general, con una alta densidad de centros médicos y profesionales sanitarios por toda la ciudad. Sin embargo, pueden existir disparidades de acceso entre distintos distritos y grupos socioeconómicos. Se están haciendo esfuerzos para resolver estas desigualdades y garantizar que todos, independientemente de su procedencia, puedan recibir una atención médica oportuna y adecuada. La telemedicina y las aplicaciones sanitarias móviles también se utilizan cada vez más para mejorar el acceso a la atención sanitaria, sobre todo para quienes viven en zonas remotas o tienen movilidad limitada.

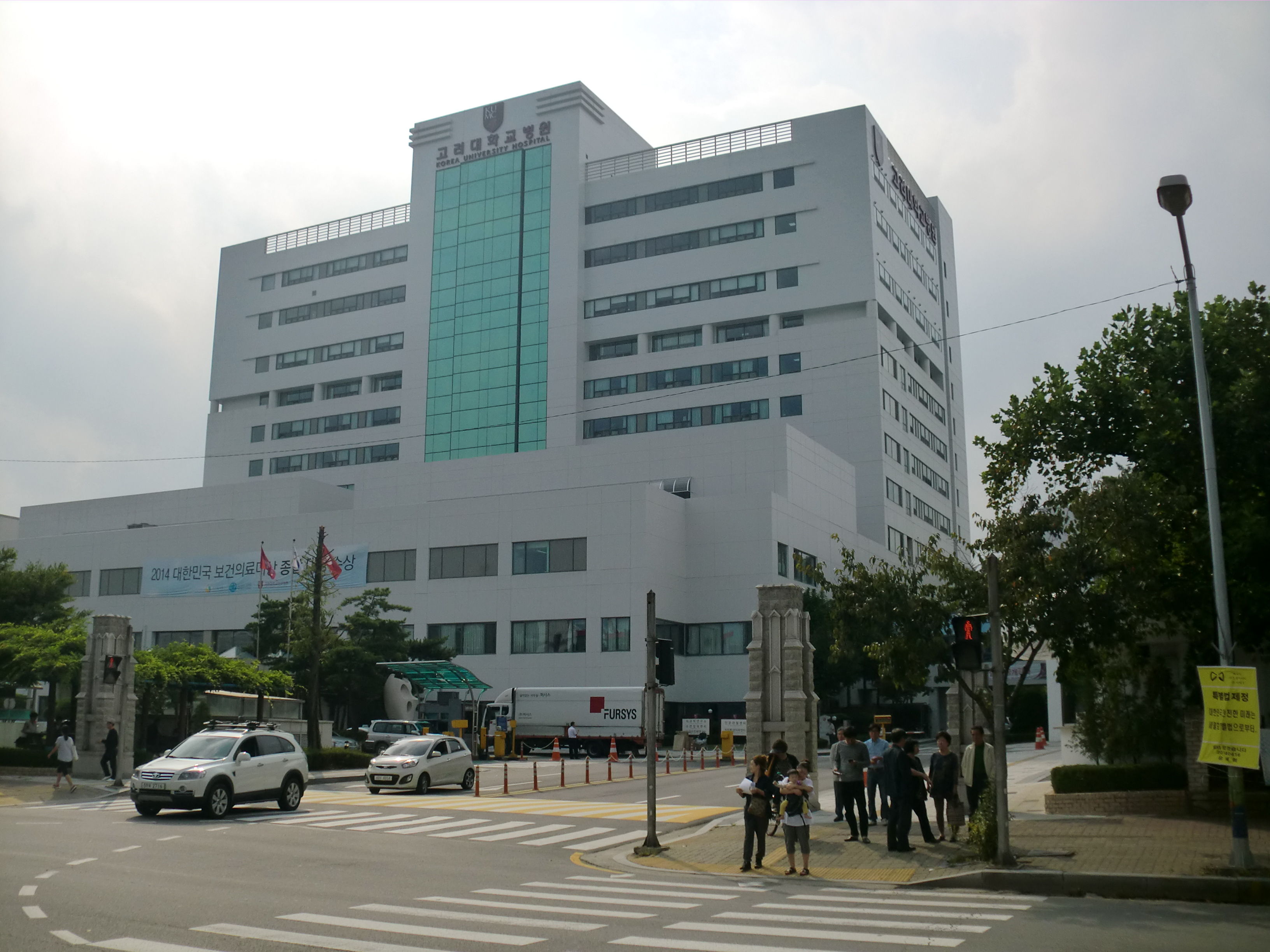
Hospital de Ansan de la Universidad de Corea

El sistema sanitario de Seúl está bien equipado para tratar una amplia gama de enfermedades, con especialistas en prácticamente todos los campos de la medicina. La ciudad es famosa por su experiencia en el tratamiento del cáncer, cardiología y cirugía estética, lo que atrae a pacientes de todo el mundo. El turismo médico se ha convertido en un sector en expansión en Seúl, con pacientes internacionales que buscan atención de alta calidad a precios competitivos. Los profesionales médicos de la ciudad están muy bien formados y a menudo realizan investigaciones punteras, contribuyendo a los avances de la ciencia y la tecnología médicas.
La atención sanitaria preventiva es una prioridad en Seúl, donde se fomentan las revisiones médicas periódicas. El Gobierno y los profesionales sanitarios promueven estilos de vida saludables e insisten en la importancia de la detección precoz y la intervención en diversas enfermedades. Los programas de vacunación están bien establecidos, lo que contribuye a unas altas tasas de cobertura inmunitaria. Las campañas de salud pública conciencian sobre los problemas de salud y animan a las personas a responsabilizarse de su bienestar.

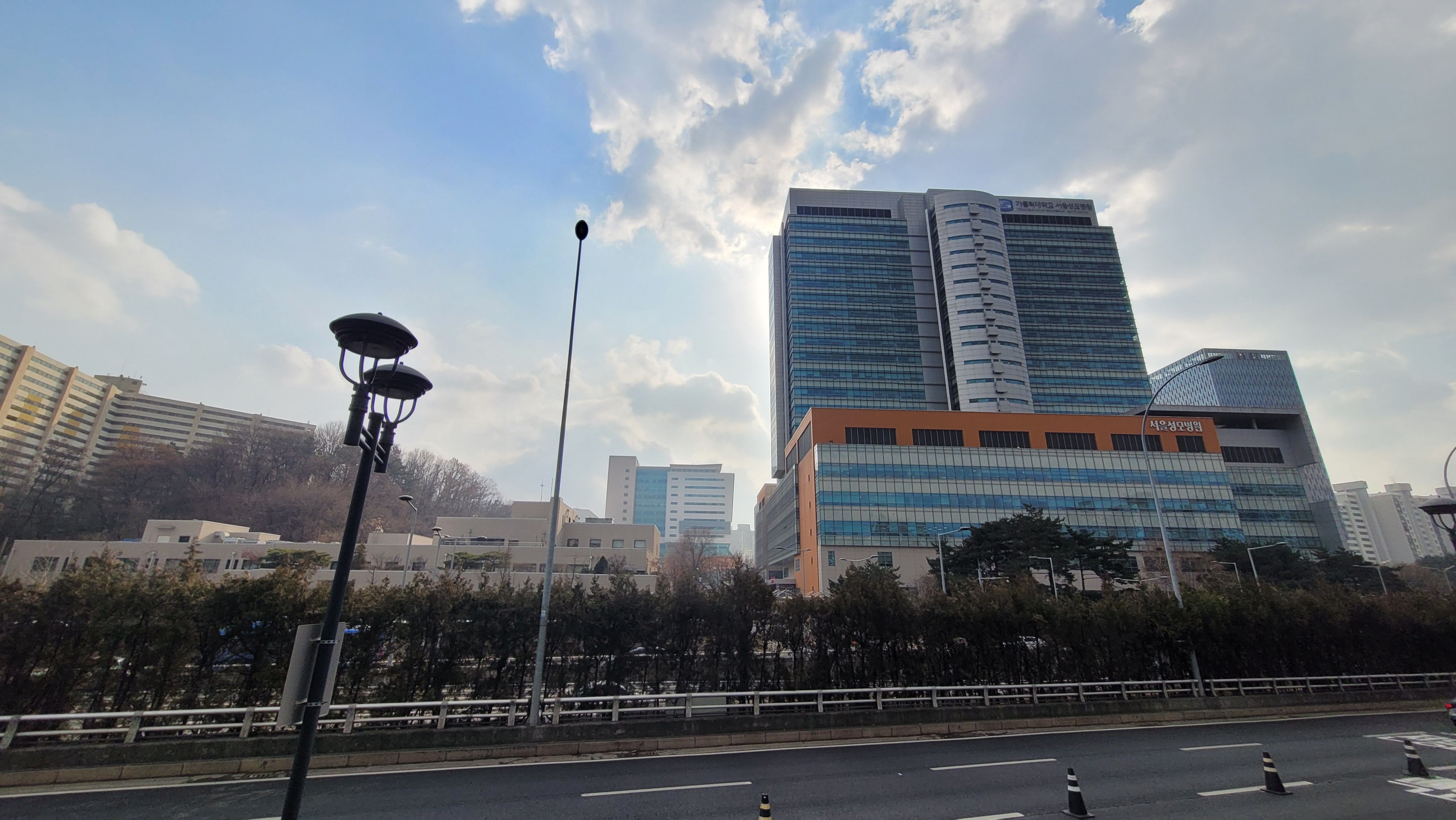
Hospital de Santa María de la Universidad Católica de Corea en Seúl.

La salud mental es un área de creciente atención en Seúl, a medida que aumenta la concienciación sobre los problemas de salud mental y disminuye el estigma que rodea a las enfermedades mentales. Aunque el acceso a los servicios de salud mental ha mejorado en los últimos años, sigue habiendo problemas para satisfacer la creciente demanda. El gobierno y varias organizaciones están trabajando para ampliar los recursos de salud mental, formar a profesionales de la salud mental y promover el bienestar mental en toda la comunidad.
El sistema sanitario de Seúl evoluciona constantemente, con esfuerzos constantes por mejorar la calidad, el acceso y la asequibilidad. La integración de la tecnología, como las historias clínicas electrónicas y la inteligencia artificial, está transformando la prestación de asistencia sanitaria y mejorando su eficiencia. También se da prioridad a la investigación y el desarrollo en el campo de la medicina, lo que garantiza que Seúl se mantenga a la vanguardia de los avances médicos. El compromiso de la ciudad con la prestación de asistencia sanitaria de alta calidad a sus residentes y el fomento de la innovación médica la sitúan como líder en el panorama sanitario mundial.

## Política y Gobierno

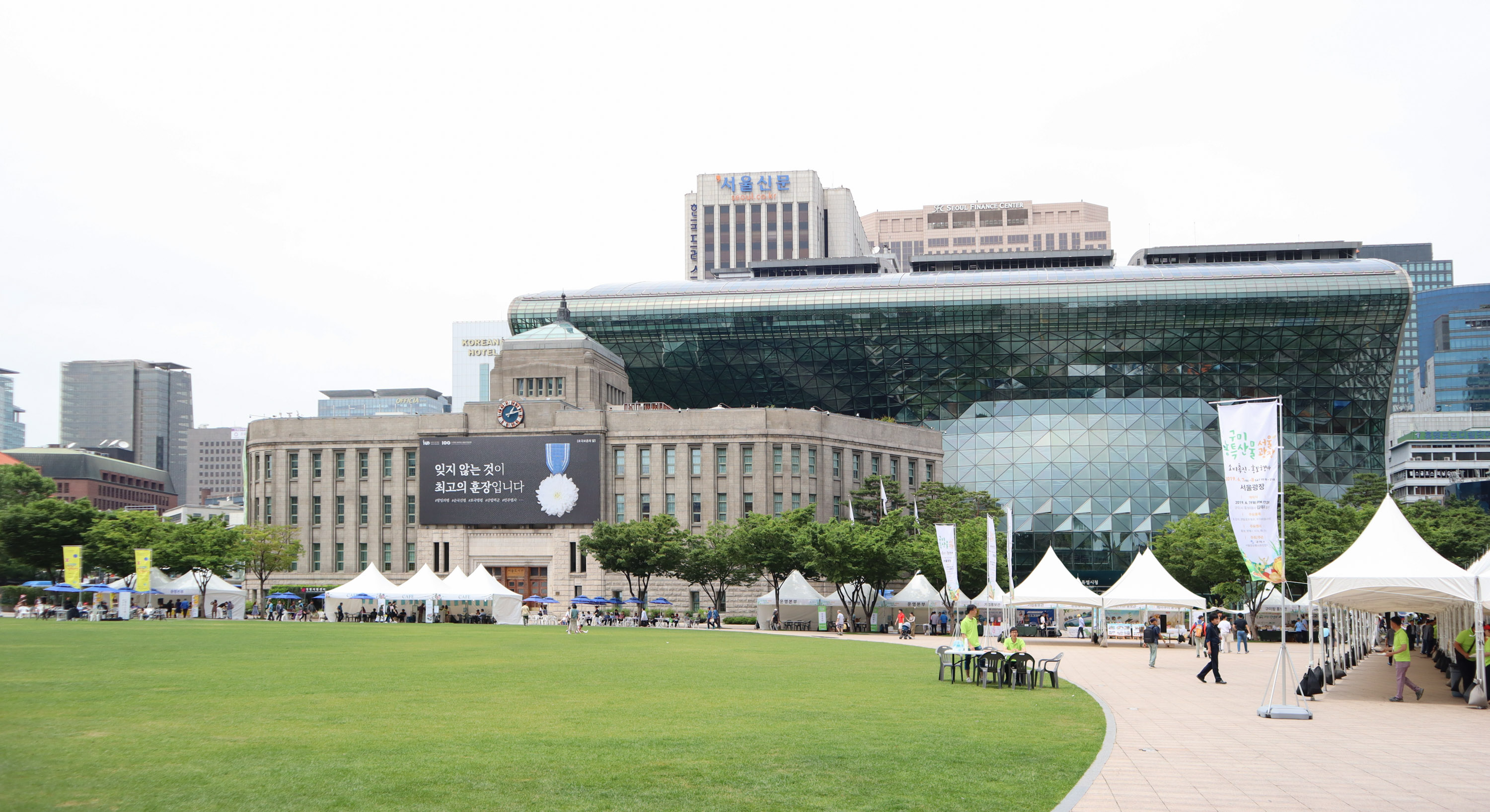
Biblioteca de Seúl(Frente), Ayuntamiento de Seúl

El Gobierno metropolitano de Seúl es el gobierno local y es responsable de la administración y prestación de diversos servicios a la ciudad, como instituciones penitenciarias, educación, bibliotecas, seguridad pública, instalaciones recreativas, saneamiento, suministro de agua y servicios de bienestar. Está dirigido por un alcalde y tres vicealcaldes, y se divide en 25 distritos autónomos y 522 barrios administrativos.

### Administración
Seúl es un municipio bajo jurisdicción central, el distrito capital de Corea del Sur. Está dividida en 25 gu (en hangul, 구); distritos, los cuales están subdivididos en 522 dong, los cuales están subdivididos en 13 787 tong, que a su vez están divididos en 102 796 ban en total.
Los distritos (gu) varían mucho en superficie (de 10 a 47 km² ) y población (de menos de 140 000 a 630 000 habitantes). Songpa-gu es la más poblada, mientras que Seocho-gu es la más extensa. El gobierno de cada gu se encarga de muchas de las funciones que realizan los gobiernos municipales de otras jurisdicciones. Cada distrito se divide en «dong» (동; 洞), o barrios. Algunos tienen sólo unos pocos barrios, mientras que otros, como el distrito de Jongno, tienen un gran número de barrios distintos. Seúl tiene 426 dongs administrativos (행정동) en total.

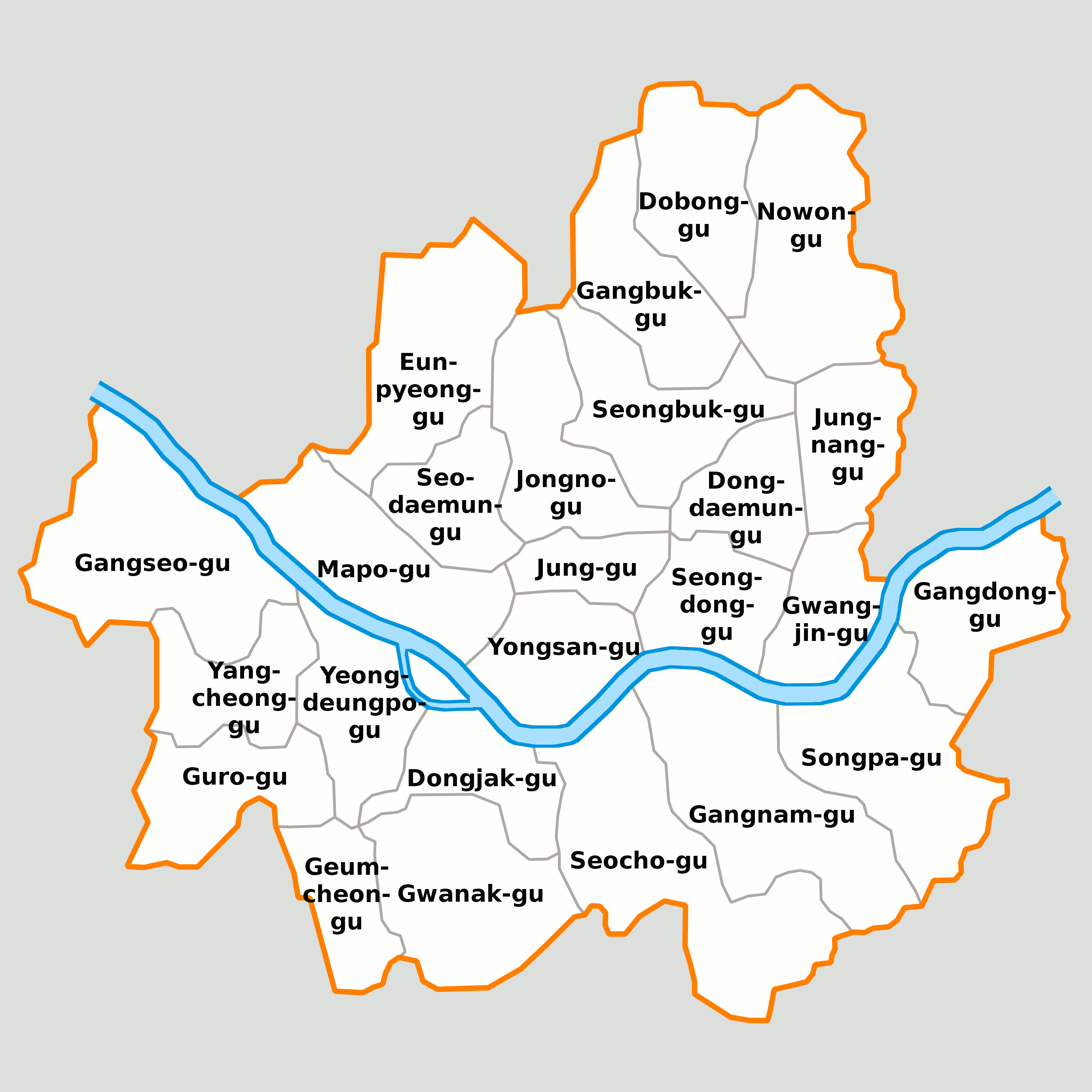
Distritos de Seúl

- Dobong-gu (도봉구)
- Dongdaemun-gu (동대문구)
- Dongjak-gu (동작구)
- Eunpyeong-gu (은평구)
- Gangbuk-gu (강북구)
- Gangdong-gu (강동구)
- Gangnam-gu (강남구)
- Gangseo-gu (강서구)
- Geumcheon-gu (금천구)
- Guro-gu (구로구)
- Gwanak-gu (관악구)
- Gwangjin-gu (광진구)
- Jongno-gu (종로구)
- Jung-gu (중구)
- Jungnang-gu (중랑구)
- Mapo-gu (마포구)
- Nowon-gu (노원구)
- Seocho-gu (서초구)
- Seodaemun-gu (서대문구)
- Seongbuk-gu (성북구)
- Seongdong-gu (성동구)
- Songpa-gu (송파구)
- Yangcheon-gu (양천구)
- Yeongdeungpo-gu (영등포구)
- Yongsan-gu (용산구)

## Cultura

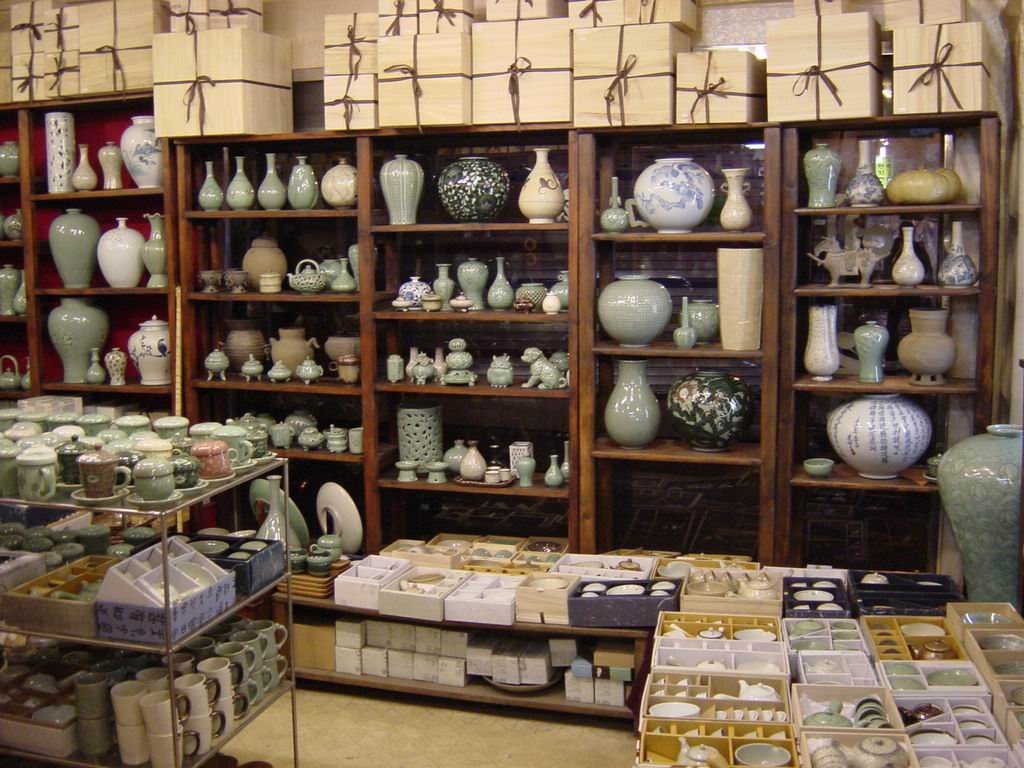
La calle tradicional Insadong.

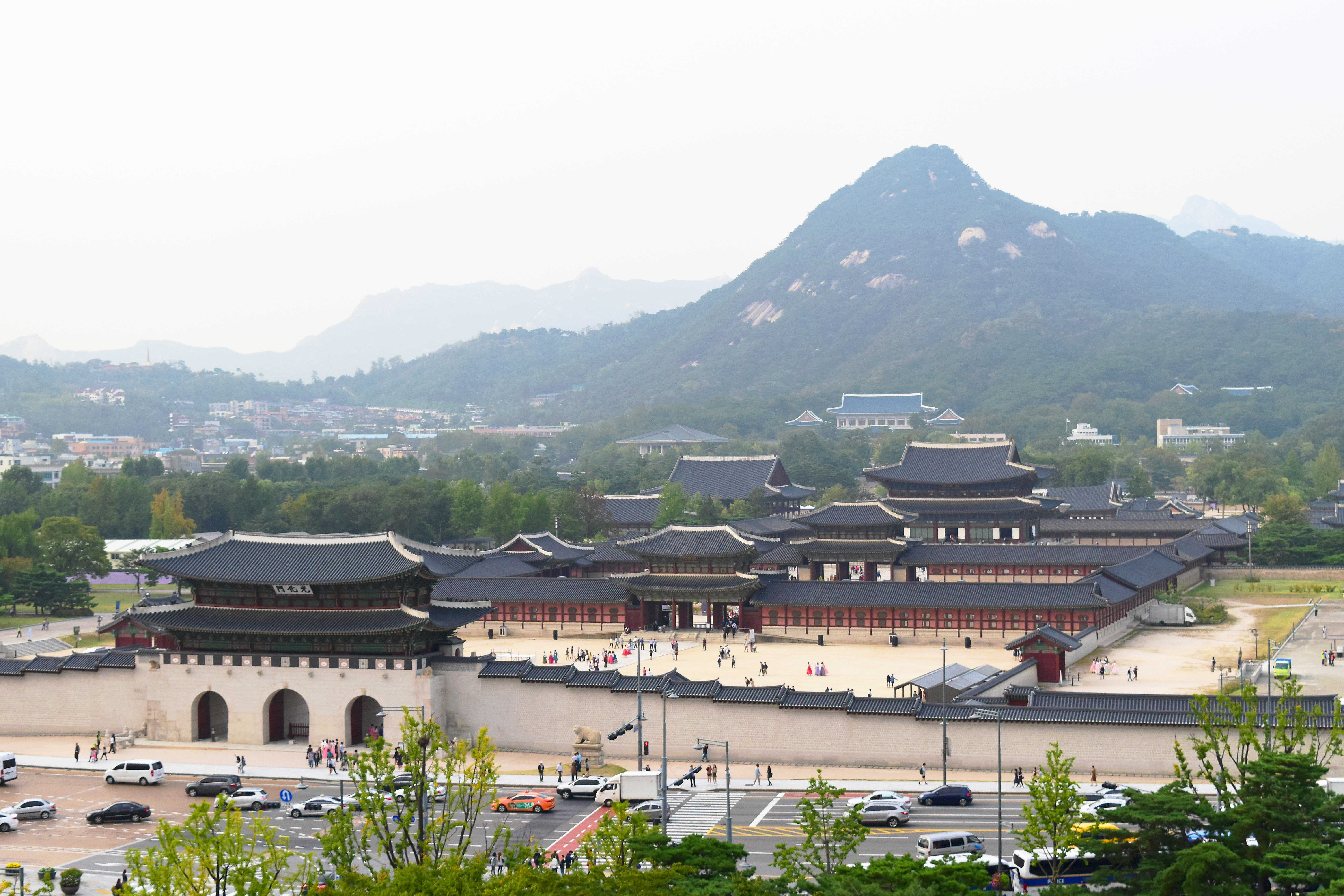
El palacio de Gyeongbokgung.

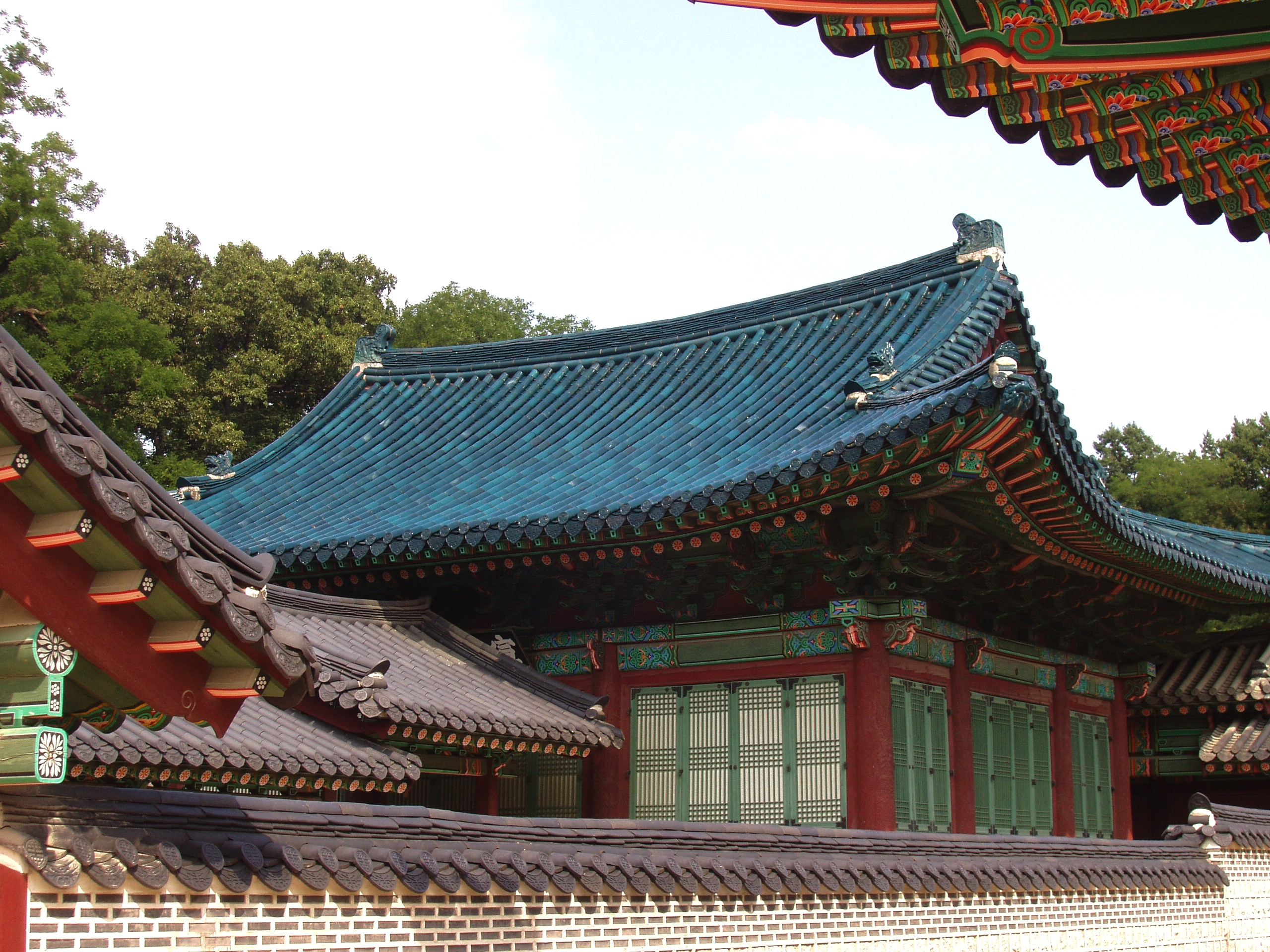
El palacio de Changdeokgung.

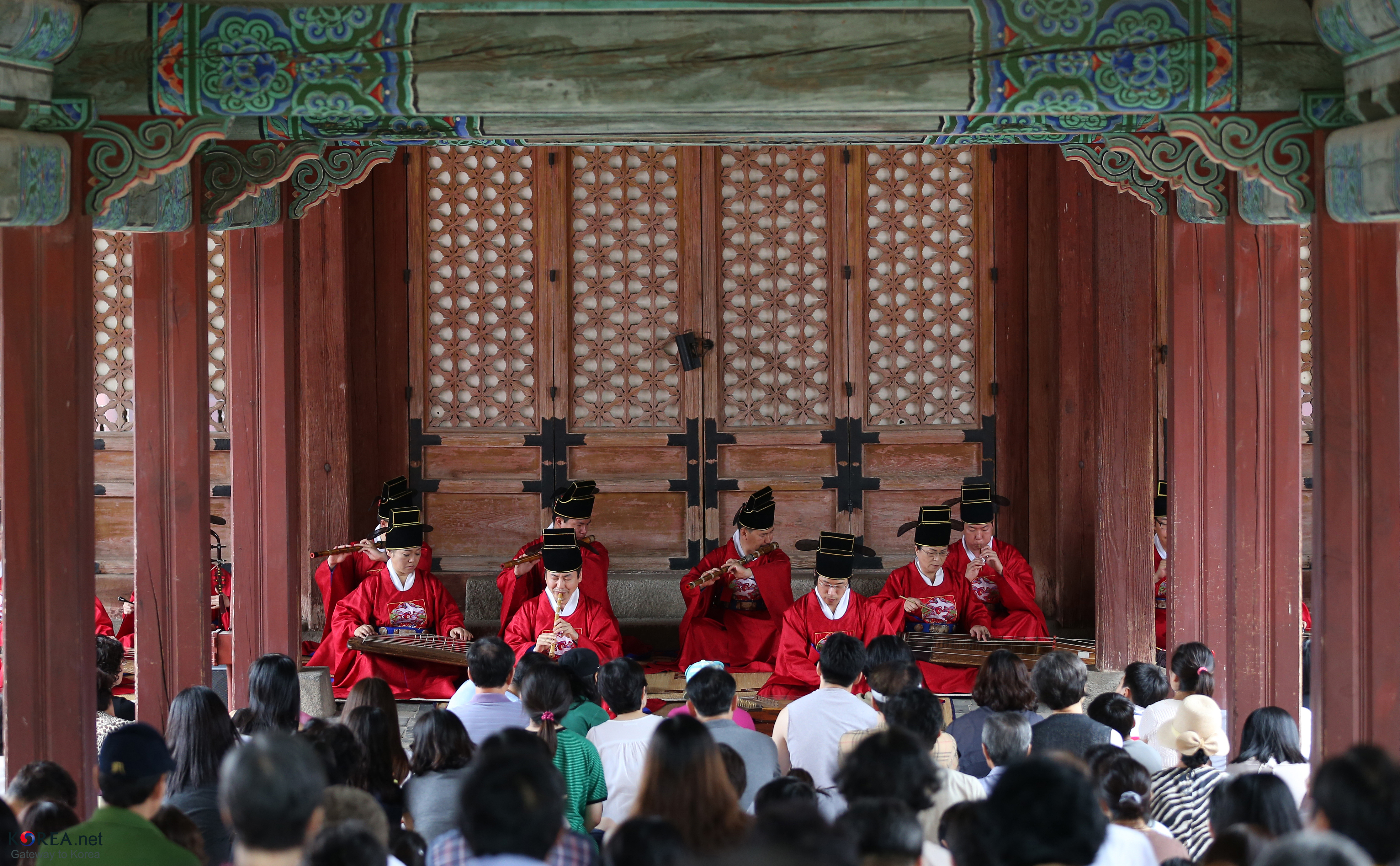
Un espectáculo de la música tradicional coreana en el palacio por centro nacional de Gugak.

### Arquitectura
Seúl cuenta con numerosos hitos históricos y culturales. En el asentamiento prehistórico de Amsa-dong, en el distrito de Gangdong-gu, se excavaron accidentalmente por una inundación en 1925. La zona se designó sitio histórico en 1979 y se excavó entre 1981 y 1988 con una superficie total de 78.133㎡. Se encuentra con el museo dedicado para las relicas hace 6.000 años. 
Otra fortaleza de antigüedad es Pungnaptoseong (en hangul: 풍납토성) y Mongchontoseong (en hangul: 몽촌토성) La fortaleza de Pungnaptoseong está situada en el extremo sureste de la ciudad y es uno de los restos de las reliquias de Baekje. Sin embargo tenía 4 km de circunferencia, el desbordamiento masivo del río Han en 1925 se hizo perder la mayor parte, quedando sólo 2,7 km. Como este lugar es cercano a otros sitios prehistóricos, se presumen que este sitio había sido unos lugares para la vivienda antes de Baekje.
El centro tradicional de Seúl se empieza desde la dinastía Joseon, ahora el centro, donde se encuentran la mayoría de palacios, oficinas gubernamentales, sedes corporativas, hoteles y mercados tradicionales. Cheonggyecheon, un arroyo que recorre el valle de oeste a este antes de desembocar en el río Han, estuvo durante muchos años cubierto de hormigón, pero fue restaurado recientemente por un proyecto de revitalización urbana en 2005. La calle Jongno, que significa «calle de la campana», ha sido una calle principal y una de las primeras calles comerciales de la ciudad, en la que se encuentra Bosingak, un pabellón que contiene una gran campana. 
La planificación urbana y civil fue un concepto clave cuando Seúl fue diseñada por primera vez para servir de capital a finales del siglo XIV. La dinastía Joseon construyó los «Cinco Grandes Palacios» de Seúl -Changdeokgung, Changgyeonggung, Deoksugung, Gyeongbokgung y Gyeonghuigung-, todos ellos en los distritos de Jongno-gu y Jung-gu. Ahora existe 5 palacios de Joseon. El palacio de Gyeongbokgung (en hangul: 경복궁) fue construido en 1395 como palacio oficial de la dinastía Joseon. Su nombre tiene un significado de llamar gran felicidad a lo largo de la nación. El tamaño es sin duda el más bello y el mayor de los palacios subsistentes. El gobierno coreano ha invertido mucho tiempo y esfuerzo en reconstruir, restaurar y mantener el palacio para las generaciones futuras.
El palacio de Changdeokgung fue la segunda villa real construida después de Gyeongbokgung en 1405. Fue el palacio principal de muchos reyes de la dinastía Joseon y es el mejor conservado de los cinco que quedan ahorita. Este Palacio y su complejo fueron reconocidos Patrimonio Cultural de la Humanidad en 1997.
Pese a la fuerte restricción gubernamental para la construcción de rascacielos, en Seúl es común observar grandes complejos de rascacielos destinados tanto a fines comerciales como residenciales, e incluso a industrias departamentales.

El World Trade Center Seúl, ubicado en el distrito de Gangnam, alberga varias exposiciones y conferencias. También en el distrito de Gangnam se encuentra el centro comercial COEX, un gran complejo comercial y de entretenimiento cubierto. Debajo del distrito de Gangnam se encuentra Yeouido, una isla que alberga la Asamblea Nacional, los principales estudios de transmisión y varios edificios de oficinas grandes, así como el edificio de Finanzas de Corea y la iglesia del Evangelio Completo de Yoido. El estadio olímpico, el parque olímpico y Lotte World están ubicados en el distrito de Songpa, en el lado sur del río Han, aguas arriba del distrito de Gangnam.

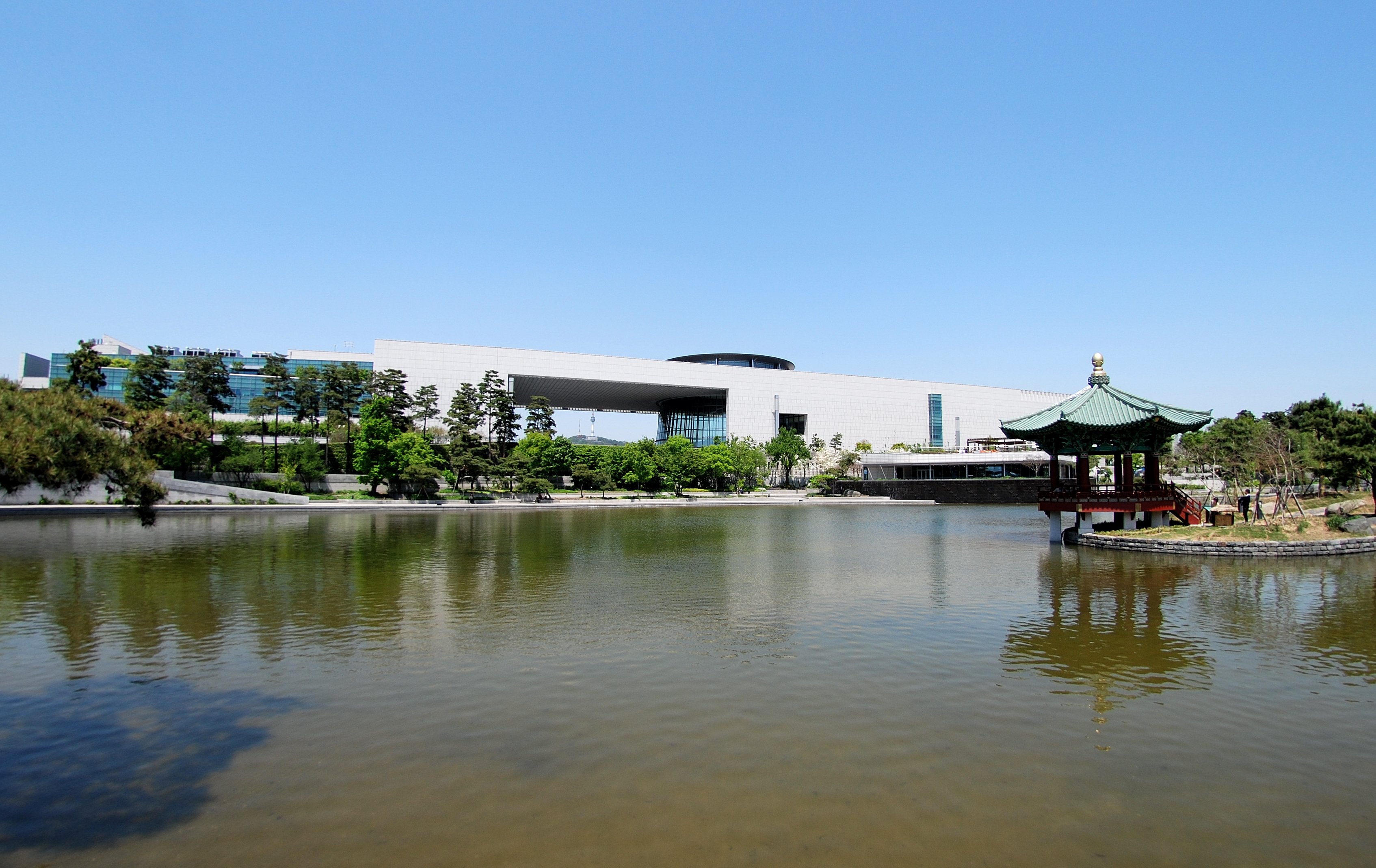
El Museo nacional de Corea

Lotte World Tower, antiguamente conocida como Lotte World Premium Tower, es un rascacielos de 555 m y 123 plantas. Forma parte de la segunda generación del complejo Lotte World. Es el el rascacielos más alto de Seúl y de Corea del Sur y albergando la plataforma de observación más alta del mundo en su planta 123 a 512,3 m (1681 pies).

### Arte
Seúl cuenta con numerosos lugares para mostrar o introducir los artes a los ciudadnnos. Funcionando como el centro cultural del país, el gobierno de Seúl ha apoyado muchos tipos de eventos.
Korea International Art Fair (o KiaF) se abre en septiembre anualmente. Con 20 años de historia, KiaF Seúl presenta arte tradicional y contemporáneo por conectar el mercado del arte coreano al arte mundial.
- Centro de artes de Seúl (en hangul: 예술의 전당) está en Seocho-gu, sirviéndose como un centro del arte, mostrando las pinturas, óperas, caligrafías y otros tipos del arte a lo largo del año. Cuenta con una sala principal para festivales, sala de caligrafía, sala de música, centro de las artes, centro de archivos, sala de educación y un teatro al aire libre.[103]El templo Jogyesa en Seúl.

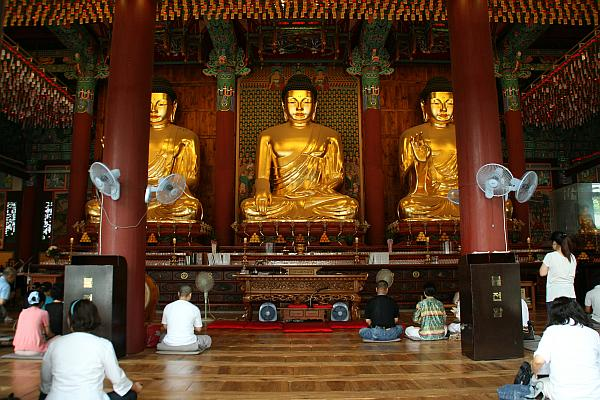
El templo Jogyesa en Seúl.

- Centro de Sejong(en hangul: 세종문화회관) o Centro Sejong para las Artes Escénicas) está ubicado en Sejongno, en frente de Gwanghwamun. Fue construido en 1978, como un centro cultural para los espectáculos y exhibiciones.[104]
- Teatro Nacional de Corea (en hangul: 국립극장) fue fundado en 1950 como el primer teatro establecido por el gobierno en Asia. Se considera la sede de la compañía de teatro dramático nacional, y se representan obras tradicionales coreanas con el fin de promover el teatro coreano en el mundo.[105]
- Museo Ilmin (en hangul: 일민미술관) se encuentra en frente del centro de Sejong. Fue creado por el expresidente de Dong-a Ilbo, uno de los periódicos más populares en Corea del Sur. Este museo tiene objetivo de introducir los diversos campos como el diseño, los medios de comunicación y la arquitectura.[106]
- Daehangno(en hangul: 대학로, literalmente la calle de la universidad) alberga los teatros pequeños y medios que presentan los espectáculos del teatro de comedia y dramas.
- Museo Leeum o Samsung Museo de Arte es un museo en Yongsan-gu, Seúl,  dirigido por la Fundación Samsung de Cultura. Se compone de dos partes: el arte tradicional coreano y el arte contemporáneo.[107]

### Museos
Seúl alberga 115 museos, con 4 nacionales y 9 municipales oficiales. El Museo nacional de Corea cuenta con una colección de 420.000 objetos. El museo alberga otra facilidad para los chicos, donde los visitantes pueden aprender más sobre la historia de la nación a través de programas y experiencias educativas. 
El Museo folclórico nacional(en hangul: 국립민속박물관) se encuentra en los terrenos de Gyeongbokgung y se centra en la vida cotidiana de los coreanos históricos. Esta zona cuenta con varios espacios interactivos, como una mesa preparada para un ritual ancestral, ceremonias tradicionales que representan el primer cumpleaños de un bebé.

### Festividades
La ciudad tiene muchos tipos de festividad a lo largo del año. El 1 de enero celebran la salida del sol del año nuevo en unos sitios como en el monte Achasan, Gwangjin-gu. En la primavera, cuenta con unos eventos sobre las flores florecidas. 
Yeondeunghoe celebra la felicidad de Buda en abril o mayo, marchando a través de las calles de Seúl. Es un ritual de linternas - las lámparas mantienen varias formas como lotos, elefantes y monjes jóvenes. Normalmente, la marcha empieza desde el templo Jogyesa o la universidad de Dongguk.
Cada octubre se celebra la festividad de los fuegos artificiales en Youido. Desde el año 2000 el evento se ha ampliado gracias a los apoyos de Hanhwa. En 2024 participaron los equipos japoneses y estadounidenses, atrayendo a más de 1 millón de espectadores.

### Medios de Comunicación
Seúl es la sede de las principales cadenas surcoreanas KBS, SBS y MBC. La ciudad alberga los principales periódicos surcoreanos como Chosun Ilbo, Dong-A Ilbo, JoongAng Ilbo y Hankook Ilbo. La aérea cuenta con una redacción digital del The New York Times con la capacidad para 50 empleados. The Washington Post hub en Seúl es una de las bases clave del Wall Street Journal junto con la de Londres.

### Templos y mausoleos
- Bongeunsa(en hangul: 봉은사) se encuentra en el distrito de Gangnam-gu, norte de COEX. Fue construido en el siglo X durante el reinado del rey Wonseong de Silla unificado. El templo budismo conserva más de 1.300 esculturas budistas.[115]
- Jogyesa(en hangul: 조계사) es el principal templo del orden Jogye, el orden budismo más grande en Corea. Fue construido durante el siglo XIV, sirviendo como un centro del budismo coreano.[116]
- El Santuario de Jongmyo o Chongmyo(en hangul: 종묘) es el más antiguo y auténtico de los santuarios reales confucionistas que se han conservado. Fue declarado Patrimonio de la Humanidad, por la Unesco, en el año 1995.[117]
- Tumba real de la dinastía Joseon (en hangul: 조선왕릉) se refiere cuarenta y dos tumbas de los setenta y tres reyes y sus consortes de Joseon (1392-1897) y el Imperio de Corea (1897-1910).[118] Algunas tumbas se localizan en la provincia de Gyeonggi cerca de la ciudad.

## Educación

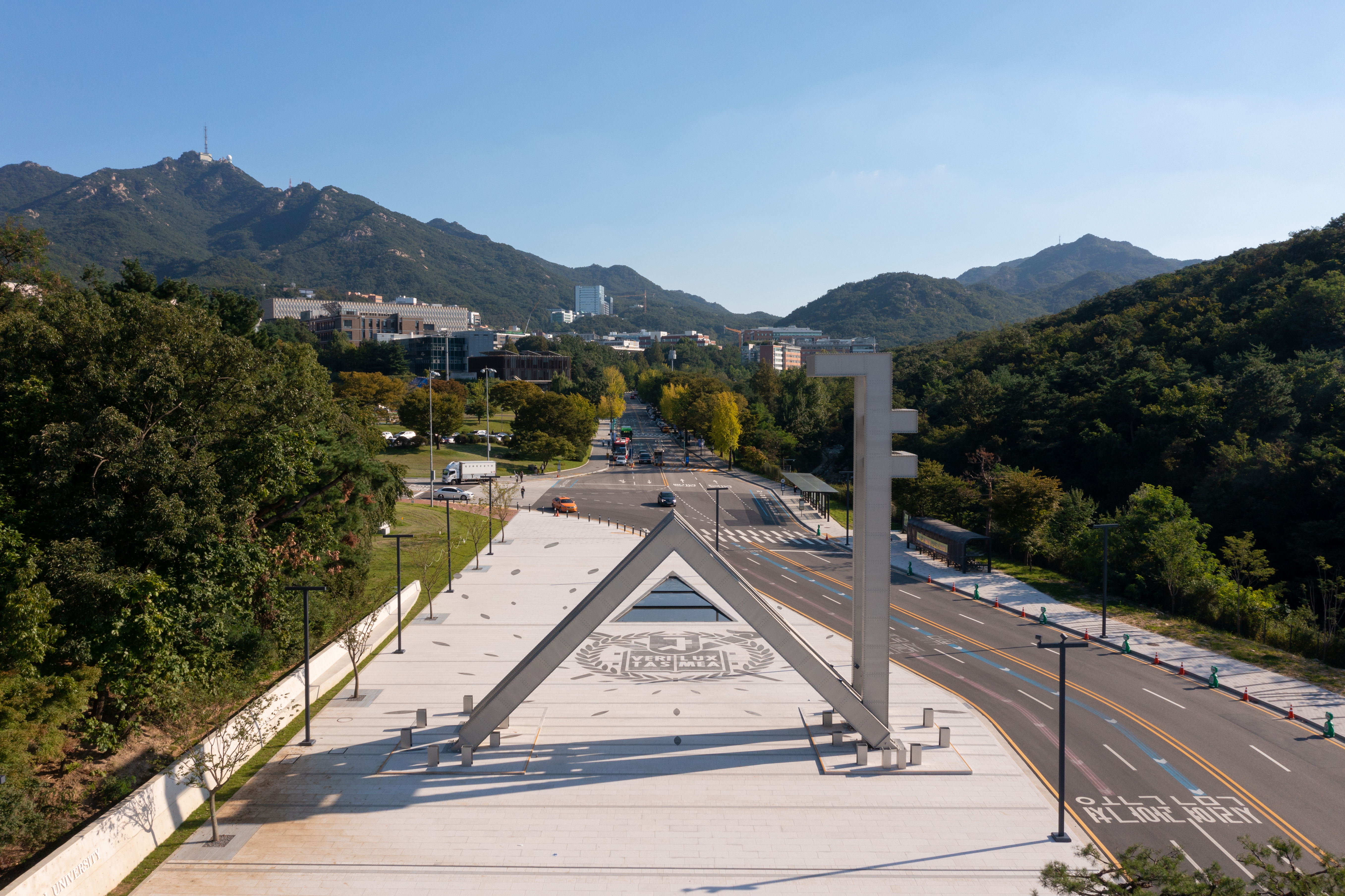
La entrada de la Universidad nacional de Seúl.

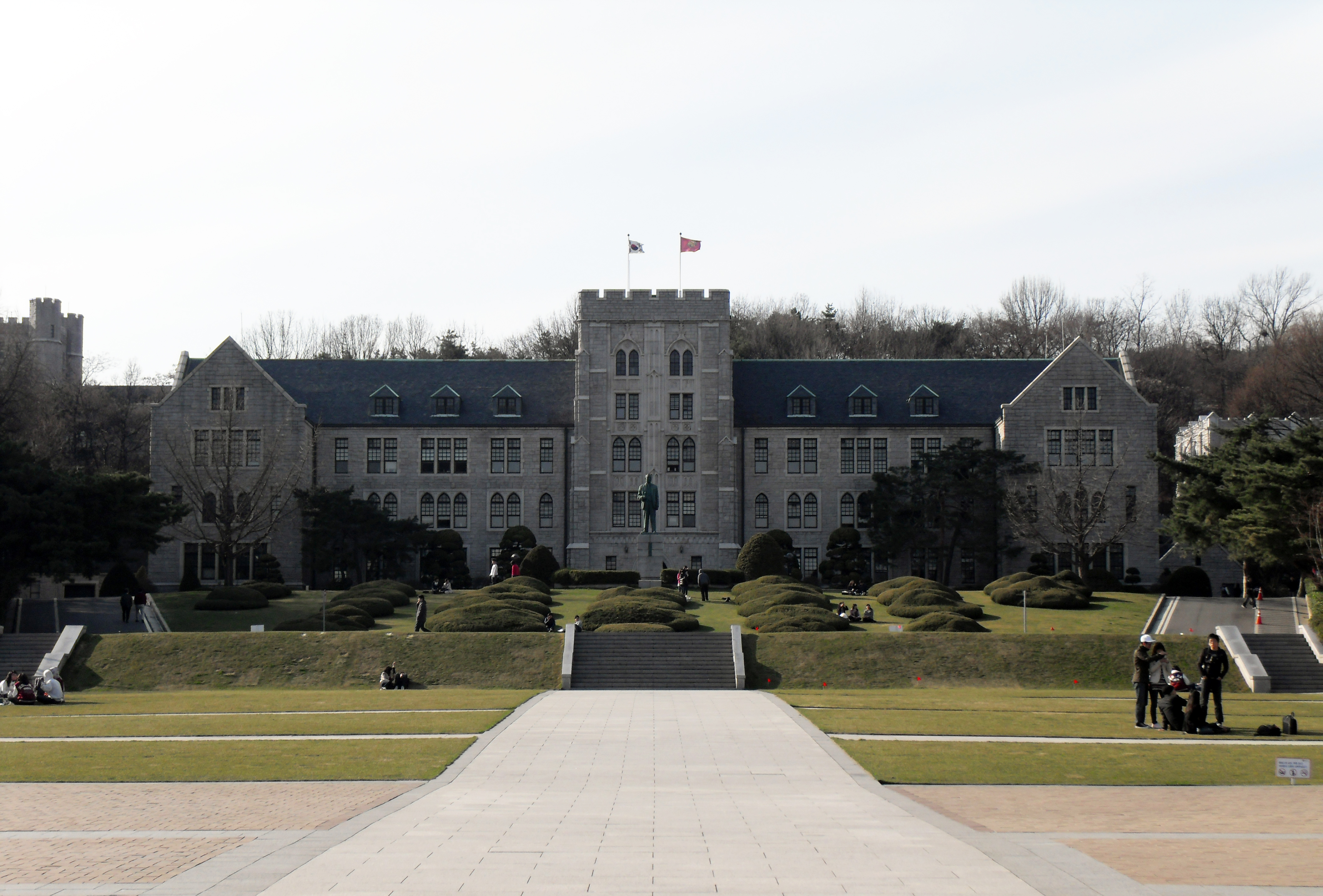
La Universidad de Corea.

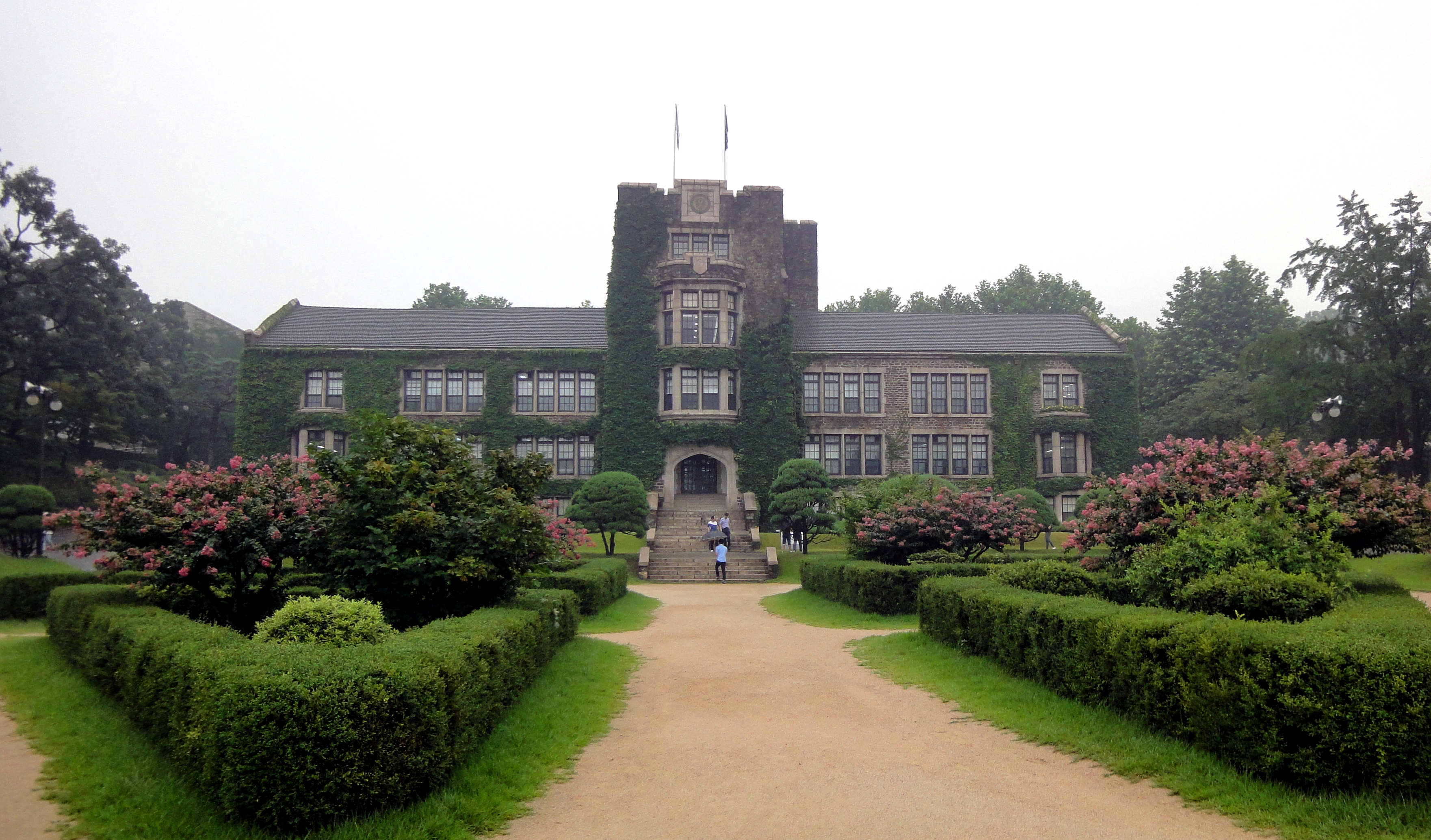
La Universidad de Yonsei.

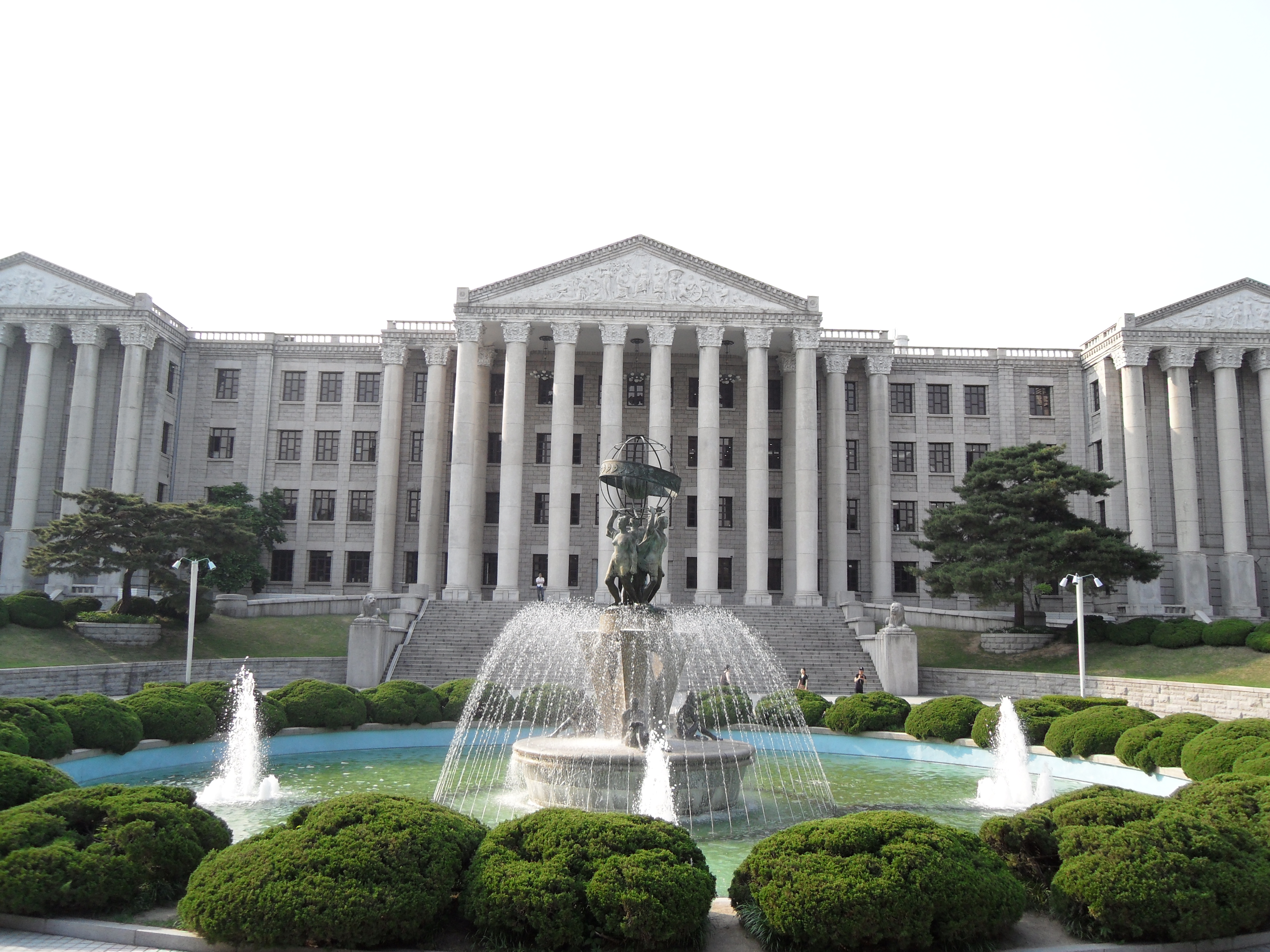
La Universidad de Kyunghee.

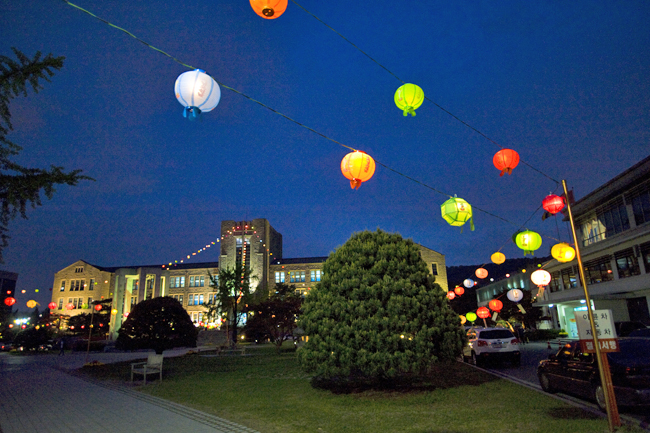
La escena de la universidad de Dongguk en la noche.

Seúl y el país en general están dentro de los mejores a nivel mundial en la educación. La educación primaria dura seis cursos, después de pasar tres años y se termina en secundaria con tres años más; generalmente es necesario llevar uniforme hasta la entrada en la universidad. No es habitual pasar un examen de graduación, sino un sistema de pruebas cada noviembre del curso con el fin de entrar a una universidad.
En Seúl hay varias escuelas especializadas, como tres institutos de ciencias y seis institutos de lenguas extranjeras. En 2024, la Oficina de Educación de Seúl contaba con 321 bachilleratos, 390 secundarias, 608 primarias y 32 escuelas especiales. Seúl ocupa el tercer puesto en la clasificación QS Best Student Cities 2025.
La ciudad alberga 23 bibliotecas municipales, administradas por la Oficina de Educación de Seúl. Aparte de estas, existen otras bibliotecas, cuya apertura depende de cada distrito. La Biblioteca Nacional de Corea, la más grande en Corea, tiene más de 14 millones de libros.

### Facultades superiores
Con más de 35 universidades, Seúl tiene la más alta concentración de universidades de todo el país. La más prestigiosa de las cuales es la Universidad Nacional de Seúl (en hangul: 서울대학교) La educación pública es menos costosa y cuenta con 6 universidades nacionales y públicas en la ciudad: la Universidad nacional de Seúl, la Universidad nacional de deportes de Seúl(en hangul: 한국체육대학교), Universidad Nacional de Artes de Corea(en hangul: 한국예술종합학교), la universidad nacional de educación de Seúl(en hangul: 서울교육대학교) y la universidad nacional de ciencia y tecnología de Seúl(en hangul: 서울과학기술대학교) Las 5 universidades son operadas por la nación. Y la Universidad de Seúl es gestionado por el gobierno de Seúl. 
Las tres universidades más prominentes se conocen como SKY: las universidades de Seúl, Corea (Korea) y Yonsei.
- La Universidad nacional de Seúl es la universidad más prestigiosa de Corea del Sur. En 2024 figuró en la posición 62 entre las mejores 200 universidades del mundo.[122][123]
- La Universidad de Corea fue fundada en 1905 como el primer centro universitario administrado por los coreanos.
- La Universidad de Yonsei fue fundada en 1885 por los misioneros. Su hospital, “el hospital de severance” tiene su fama como el primer hospital moderno en Corea.[124]
- La Universidad de Mujeres Ewha (en hangul, 이화여자대학교) es una universidad privada para mujeres fundada en 1886 por Mary F. Scranton durante el mandato del Emperador Gojong.[125] Es el institución educativa más grande para mujeres en el mundo y una de las más prestigiosas universidades en Corea del Sur.
- La Universidad Sogang(en hangul: 서강대학교) tiene su fama en los artes liberales, Esta universidad es católica y dirigida por la Compañía de Jesús.[126]
- La Universidad Hanyang(en hangul: 한양대학교) estableció el primer instituto de ingeniería del país (DongA Engineering Institute) en 1939.[127]
- La Universidad Sungkyunkwan(en hangul: 성균관대학교, SKKU) fue fundada en el primer momento de la dinastía Joseon con su historia más larga en Corea.[128]
- La Universidad de Kyung Hee(en hangul: 경희대학교) se considera una de las universidades más hermosas en Seúl. Mantiene su prestigiosa facultad de la medicina tradicional coreana.
- La Universidad de Hankuk de Estudios Extranjeros(en hangul: 한국외국어대학교, HUFS) tiene su propósito especial en los estudios extranjeros por enseñar diversos idiomas.
- La Universidad Dongguk(en hangul: 동국대학교) fue fundado por los líderes budistas en Corea en 1906.[129] Tiene unos cursos especiales como la filosofía  de budismo coreano, el arte budismo coreano.

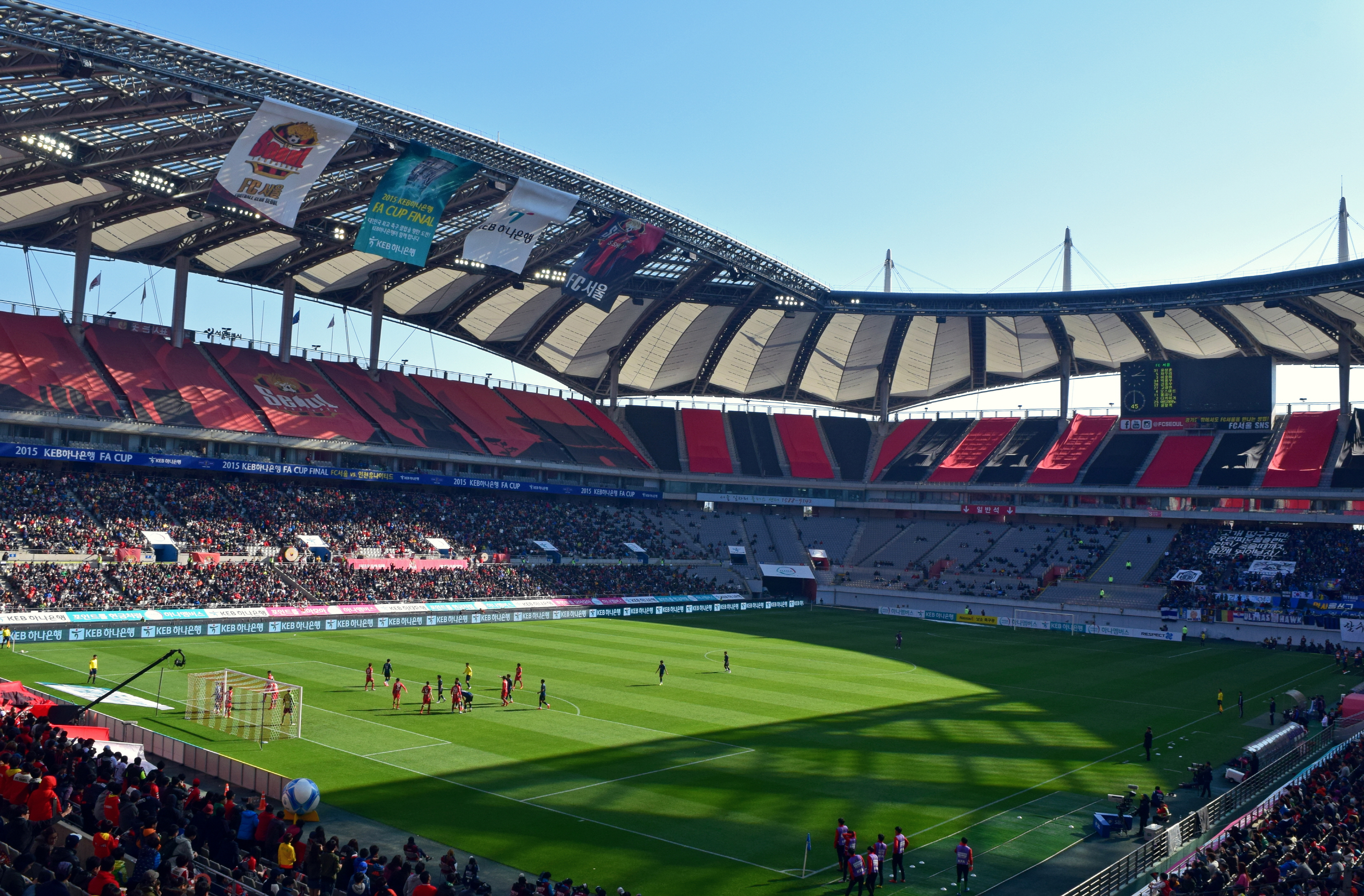
Estadio Mundialista de Seúl con capacidad para 66000 espectadores

## Deportes
Seúl es uno de los principales centros del deporte surcoreano y cuenta con el mayor número de equipos e instalaciones deportivas profesionales del país. 
Seúl acogió los Juegos Asiáticos de 1986, también conocidos como Asiad con 4.839 atletas desde 27 naciones. Los Juegos de 1986 empiezan lanzar los partidos de judo, taekwondo. Los Juegos Olímpicos de 1988 y los Juegos Paralímpicos eran gran oportunidad de introducir la ciudad al mundo después de la guerra de Corea en 1950s. También fue una de las sedes de la Copa Mundial de la FIFA 2002. El estadio de la Copa Mundial de Seúl acogió la ceremonia inaugural y el primer partido del torneo. 
El taekwondo es el deporte nacional de Corea del Sur y Seúl es la sede del Kukkiwon, la sede mundial del taekwondo, así como de la Federación Mundial de Taekwondo.

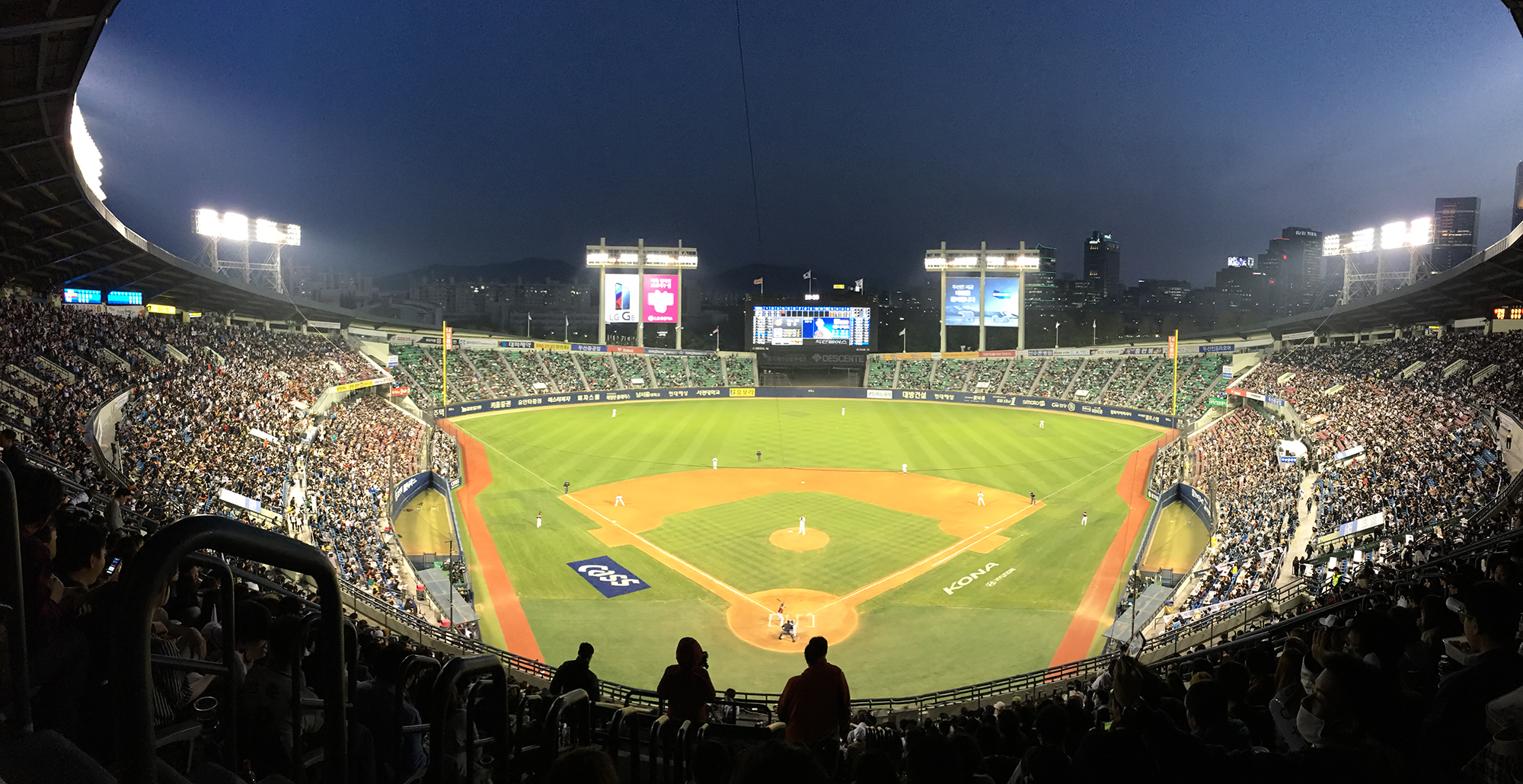
Estadio de Béisbol de Jamsil

### Clubs deportivos locales

#### Fútbol

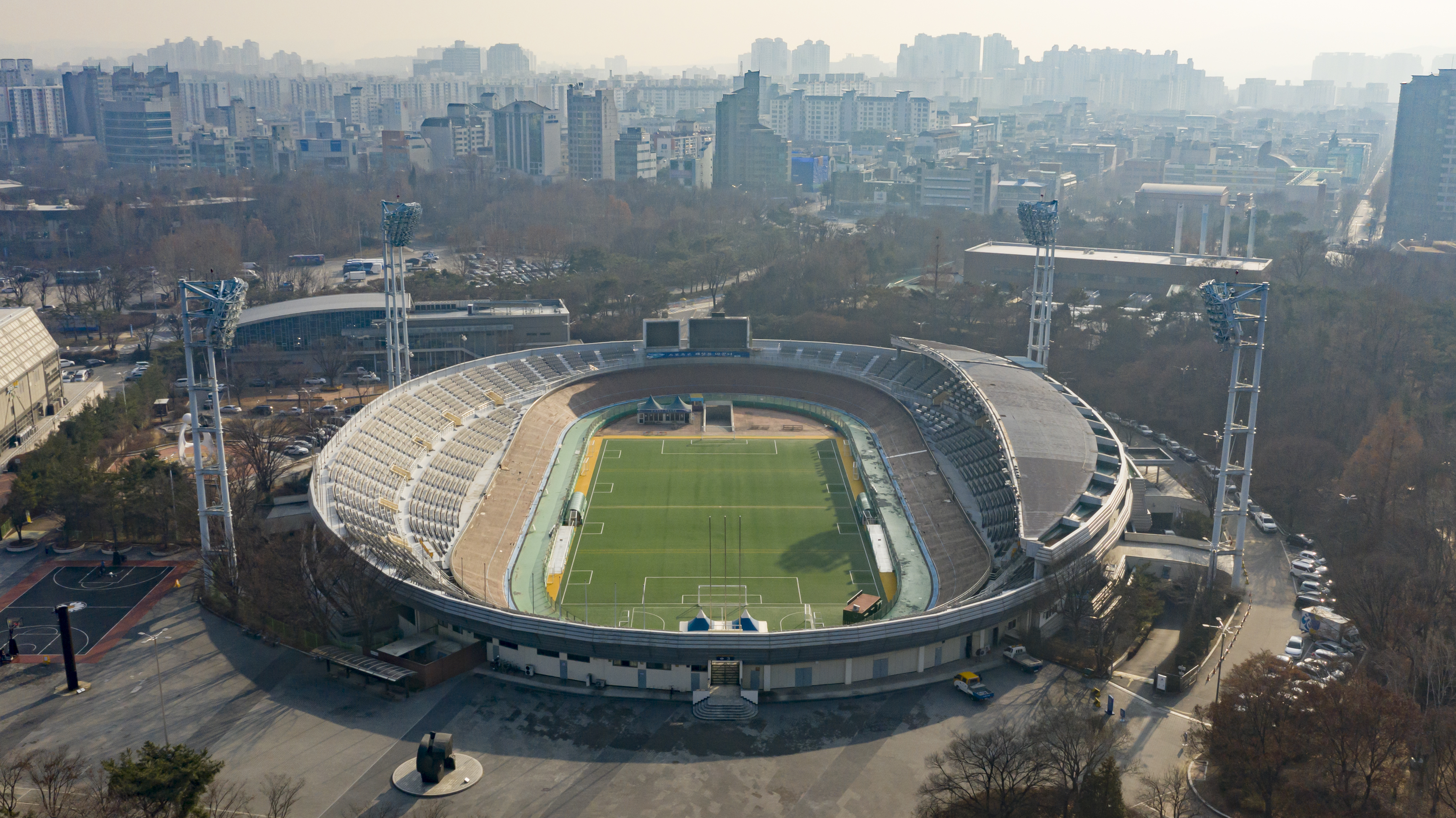
Velódromo Olímpico de Seúl

- Fútbol masculino

| Nivel        | Liga       | Club         | Estadio local                           |
| ------------ | ---------- | ------------ | --------------------------------------- |
| 1.ª División | K-League   | FC Seoul     | Seoul World Cup Stadium, Oeste de Seúl  |
| 2.ª División | K League 2 | Seoul E-Land | Estadio Olímpico de Seúl, Este de Seúl  |
| 3.ª División | Liga K3    | Seoul United | Jamsil Olympic Stadium, Sureste de Seúl |

- Fútbol femenino

| Nivel        | Liga    | Club                  | Estadio local  |
| ------------ | ------- | --------------------- | -------------- |
| 1.ª División | Liga-WK | Seoul City Women's FC | Por determinar |

## Transporte

El mapa del metro en Seúl.

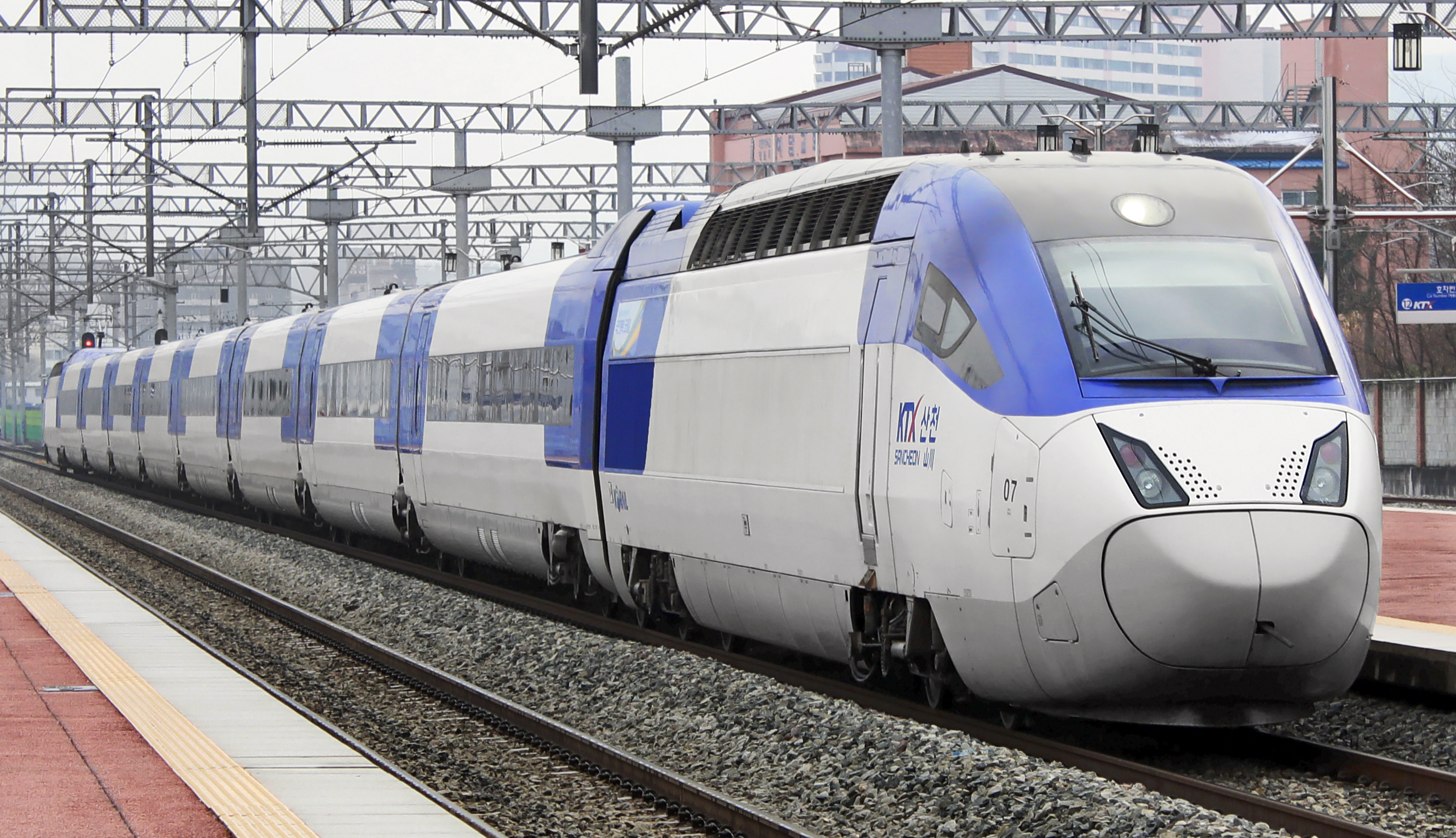
El tren de KTX.

Seúl cuenta con una red de transportes bien desarrollada en la época del Imperio coreano cuando las primeras líneas de tranvía se completó unir Seúl con Incheon. El metro de la ciudad utiliza el sistema ferroviario urbano que se ha construido en ese momento. Línea 1 fue inaugurada el 15 de agosto de 1974 usando unas rutas incluso Jongno y Euljiro. Hay 11 líneas en funcionamiento que se empieza diariamente desde 05:30 de la madrugada hasta medianoche. El mapa del metro de Seúl se provee en coreano, inglés y chino, ganando el premio diseño de Red Dot en 2023 y 2024.

### Aeropuertos
Hay dos aeropuertos internacionales, el Aeropuerto Internacional de Gimpo ubicado propiamente dentro del área de Seúl, que fue el único aeropuerto de la ciudad hasta la apertura del Aeropuerto Internacional de Incheon, el primero funciona sobre todo para los vuelos de carácter nacional y de algunos destinos en países vecinos de Asia.

### Tren
Seúl está conectada por ferrocarril con todas las grandes ciudades de Corea del Sur. La mayoría de las grandes ciudades surcoreanas están conectadas por el tren de alta velocidad KTX, cuya velocidad normal de funcionamiento supera los 300 km/h (186 mph). Los trenes Mugunghwa y Saemaeul también paran en las principales estaciones. La balleta de KORAIL Pass es popular entre los extranjeros que ayuda moverse a otras provincias desde Seúl.
Las principales estaciones de ferrocarril son:
- Estación de Seúl, distrito de Yongsan:[138] Línea Gyeongbu (KTX/ITX-Saemaeul/Nuriro/Mugunghwa-ho).
- Estación de Yongsan, distrito de Yongsan:[140] Línea Honam (KTX/ITX-Saemaeul/Nuriro/Mugunghwa), líneas Jeolla/Janghang (Saemaul/Mugunghwa)

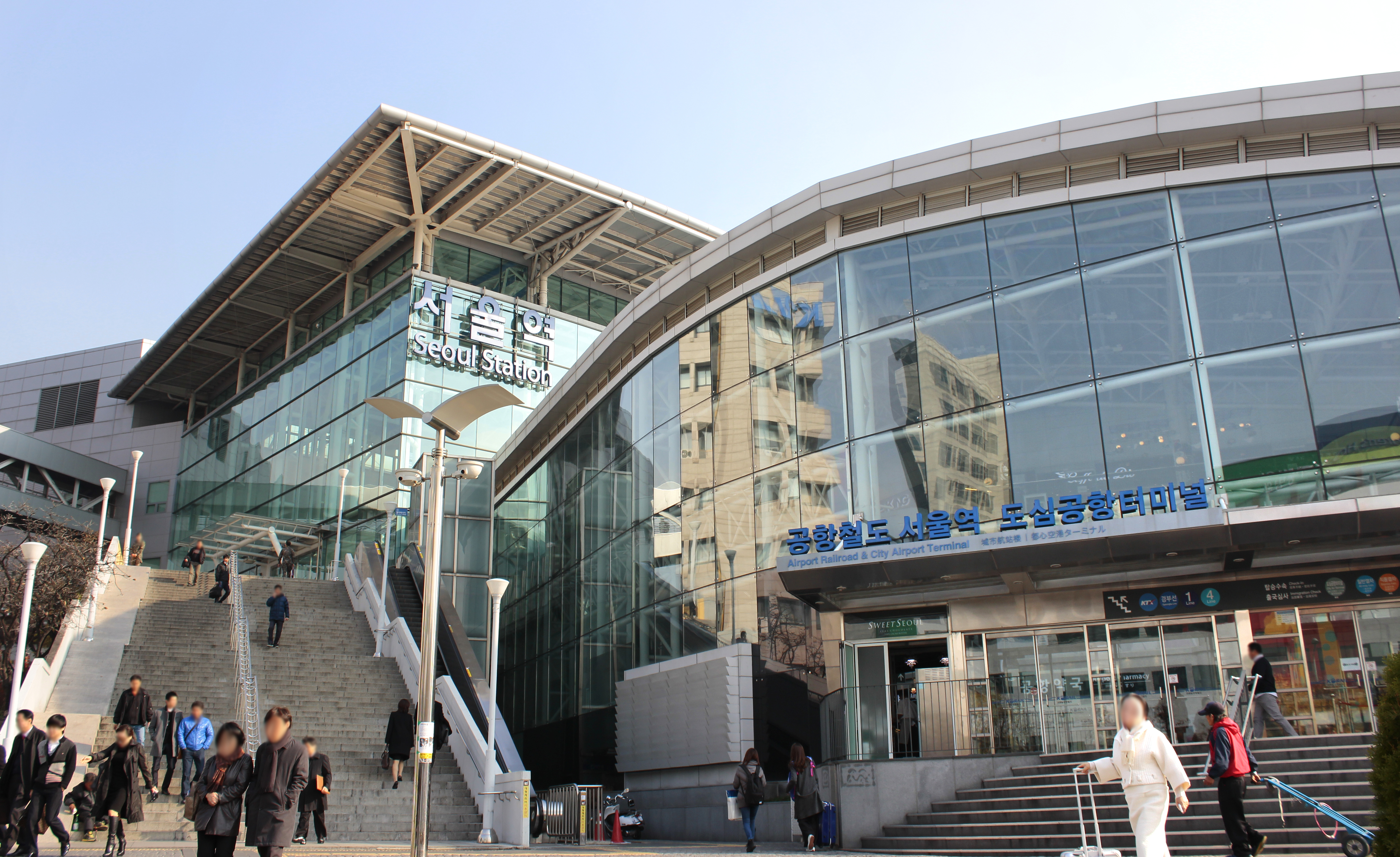
Estación de Seúl, terminal del aeropuerto de la ciudad

- Estación de Seúl, terminal del aeropuerto de la ciudadEstación de Yeongdeungpo, distrito de Yeongdeungpo:[141] Líneas Gyeongbu/Honam/Janghang (KTX/ITX-Saemaeul/Saemaul/Nuriro/Mugunghwa). Se abrió en 1899, conectando al metro línea 1.º
- Estación de Cheongnyangni, distrito de Dongdaemun:[142] Líneas Gyeongchun/Jungang/Yeongdong/Taebaek (ITX-Cheongchun/ITX-Saemaeul/Mugunghwa). Se conecta a otras líneas numerosas del metro y tren como línea 1, Gyeongui(경의선), Bundang(분당선).
- Estación de Suseo (HSR), distrito de Gangnam: Suseo HSR (SRT).

### Metro
El metro de Seúl, inaugurado en 1974, constituye uno de los sistemas de ferrocarriles metropolitanos más extensos y de mayor tráfico del mundo. Además de interconectar a cada uno de los distritos de la metrópolis, cubre la provincia circundante de Gyeonggi, la ciudad vecina de Incheon y llegó en 2005 hasta la provincia de Chungcheong del Sur. Su recorrido abarca 287 kilómetros distribuidos en nueve líneas, en las que se estima que se realizan ocho millones de viajes al día.

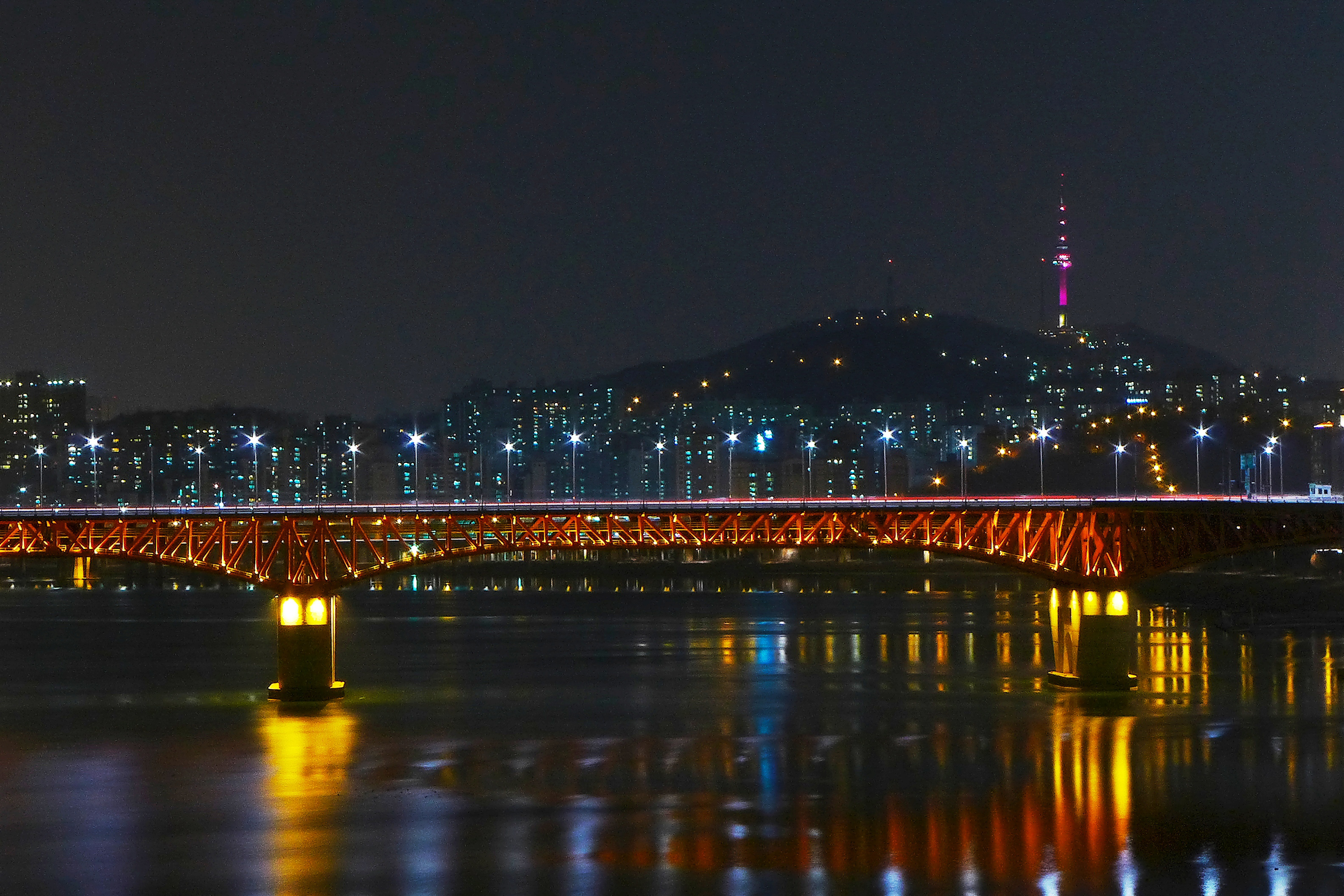
El Puente Seongsu

### Bus
El sistema de autobuses de Seúl está gestionado por el gobierno metropolitano de Seúl (G.M.S.), con cinco configuraciones principales de autobuses que dan servicio a la mayor parte del país.
El terminal de autobuses exprés(en hangul:고속버스터미널) conecta líneas a la provincia de Gyeongsangnam-do y Gyeongsangbuk-do. El terminal central(en hangul: 센트럴시티터미널) unen las ciudades en las regiones de Jeollabuk-do, Jeollanam-do. Abriéndose el servicio en 2013, la terminal de Seúl Nambu(en hangul: 남부버스터미널) está operando los búses a Jeollabuk-do, Gangwon y Chungcheong. Tres terminales están situadas en el distrito de Seocho-gu.
Además, el terminal Dong(en hangul: 동서울버스터미널), en el distrito de Gwangjin-gu, maneja 1.200 búses con 30.000 pasajeros diariamente. La terminal de Sangbong, en el distrito de Jungnang-gu, operan el tráfico procedente principalmente de las provincias de Gangwon y Chungcheong.

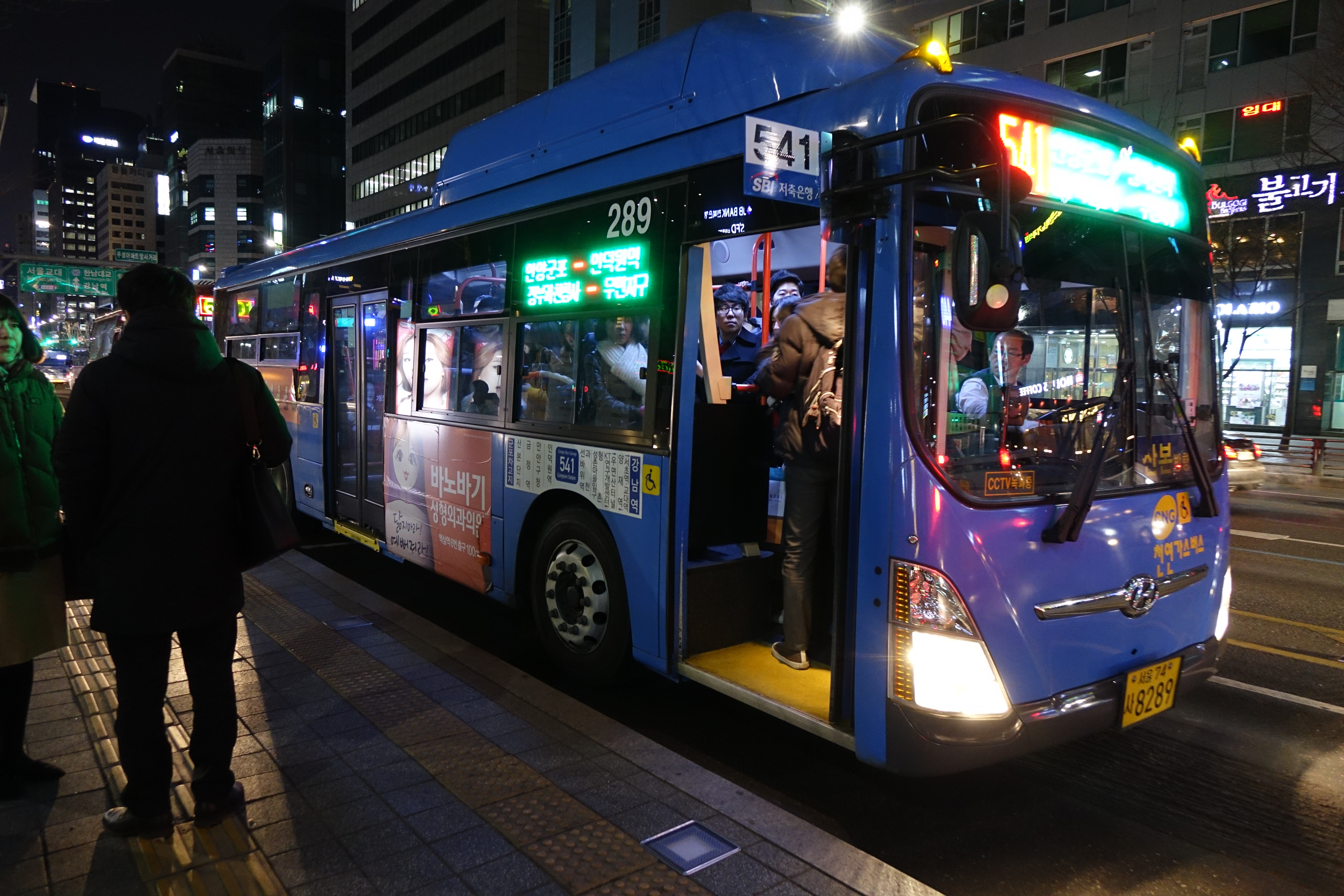
Un Autobús en Seúl

### Ciclismo
El ciclismo se ha incrementado su popularidad en Seúl y en todo el país. Ambas orillas del río Han cuentan con carriles bici que recorren toda la ciudad a lo largo del río. Además, Seúl introdujo un sistema de bicicletas compartidas llamado Ddareungi (en hangul: 따릉이, en inglés: Seoul Bike). Se opera casi 30.000 bicicletas en las 2.600 estaciones de alquiler a lo largo de la ciudad.

### Programa de Auto-restricción vehicular
El Programa de Auto-restricción Vehicular es un proyecto de Seúl en el que el propio ciudadano decide qué día de la semana dejará su automóvil en casa. Para fomentar la participación activa ciudadana, la municipalidad de Seúl ofrece diversos beneficios a quienes se sumen a la iniciativa, entre los que se encuentra un descuento del 15 % en el impuesto de tenencia de automóviles.

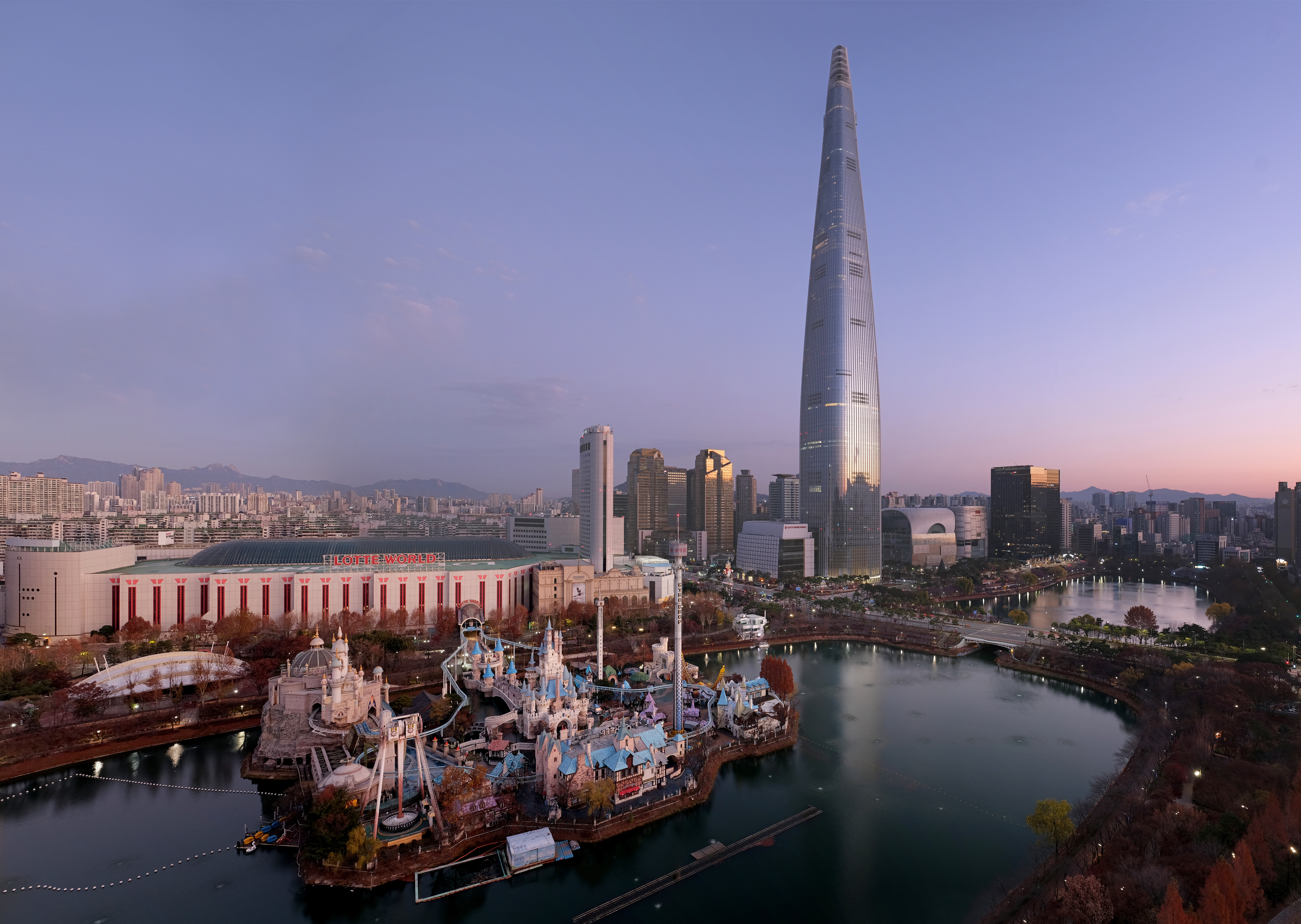
Lotte World Tower.

## Turismo
Seúl, la vibrante capital de Corea del Sur, es un destino turístico cautivador que atrae a visitantes de todo el mundo con su mezcla única de tradiciones ancestrales, tecnología punta y dinámica cultura urbana.  Desde majestuosos palacios y serenos templos hasta bulliciosos distritos comerciales e innovadoras maravillas arquitectónicas, Seúl ofrece una variada gama de experiencias que satisfacen todos los intereses.  El eficiente sistema de transporte público de la ciudad, sus alojamientos de primera clase y su cálida hospitalidad aumentan aún más su atractivo como centro mundial de viajes.

El turismo histórico desempeña un papel importante a la hora de atraer visitantes a Seúl.  La ciudad alberga cinco grandes palacios de la Dinastía Joseon, cada uno de los cuales ofrece una visión de la rica historia real de Corea.  El palacio de Gyeongbokgung, el mayor y más magnífico de los palacios, muestra la grandeza de la arquitectura coreana y la belleza de sus meticulosos jardines.  El palacio de Changdeokgung, declarado Patrimonio de la Humanidad por la UNESCO, es famoso por su armoniosa combinación de arquitectura y naturaleza, en especial su Jardín Secreto.  Explorar estos palacios proporciona una fascinante visión del pasado de Corea y de su patrimonio cultural.

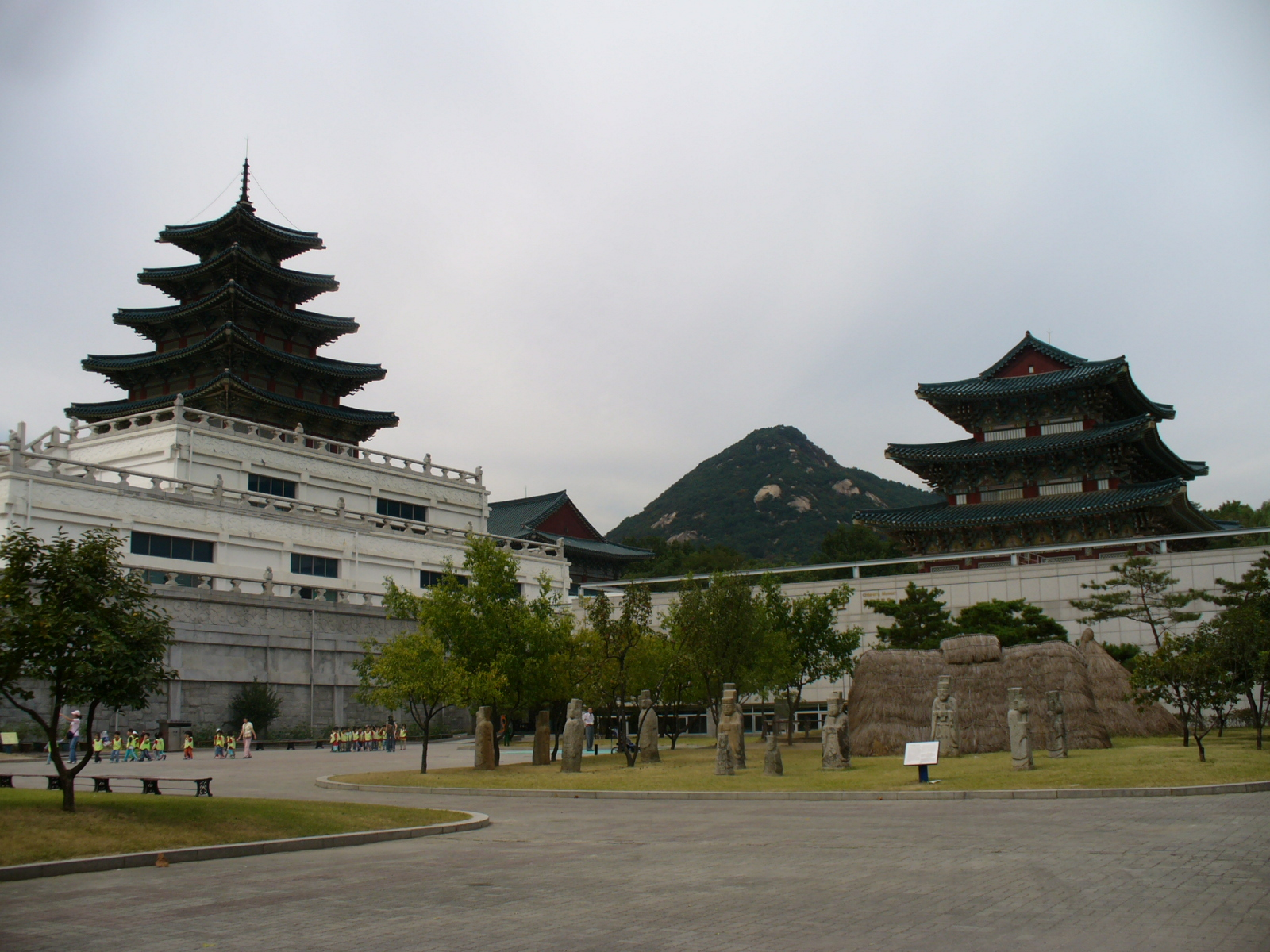
El Museo Folclórico Nacional de Corea.

El turismo cultural prospera en Seúl, con multitud de oportunidades para experimentar las artes y prácticas tradicionales coreanas.  Namsan Hanok Village, un pueblo coreano tradicional restaurado, ofrece una visión del estilo de vida y la arquitectura de la Corea de la era Joseon.  Insadong, un distrito conocido por su artesanía tradicional, casas de té y galerías de arte, brinda la oportunidad de sumergirse en el arte y la cultura coreanos.  Visitar estos enclaves culturales permite a los turistas conectar con las ricas tradiciones de Corea y apreciar su patrimonio artístico.

La escena culinaria de Seúl es un gran atractivo para los turistas, ya que ofrece una variada gama de delicias gastronómicas.  Desde platos tradicionales coreanos como kimchi, bibimbap y bulgogi hasta cocina de fusión contemporánea, Seúl satisface todos los paladares.  Los mercados callejeros de comida, como el de Gwangjang y la calle Myeongdong, proporcionan una sobrecarga sensorial de vistas, sonidos y olores, y ofrecen la oportunidad de probar una amplia variedad de delicias locales.  Explorar el paisaje culinario de Seúl es una aventura en sí misma, con infinitas oportunidades para descubrir nuevos sabores y tradiciones culinarias.

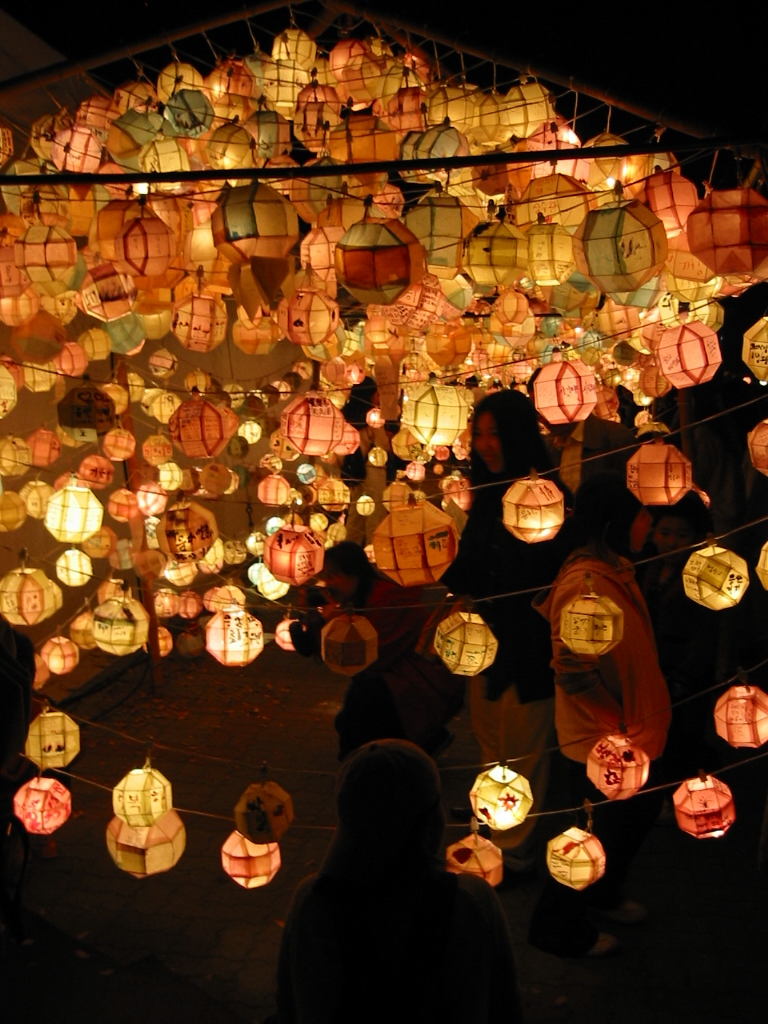
Festival de los faroles de loto.

El turismo de compras es una de las principales atracciones de Seúl, con numerosos distritos que ofrecen una amplia gama de bienes y servicios.  Myeongdong, un bullicioso distrito comercial, es conocido por sus boutiques de moda, tiendas de cosméticos y puestos de comida callejera.  Gangnam, un distrito que se hizo famoso por la canción «Gangnam Style», alberga boutiques de lujo, grandes almacenes y locales de ocio.  Explorar los distritos comerciales de Seúl ofrece la oportunidad de experimentar la vibrante escena de la moda de la ciudad y descubrir productos coreanos únicos.
La moderna arquitectura y el diseño urbano de Seúl son un importante atractivo para los turistas.  El perfil de la ciudad está salpicado de rascacielos innovadores, que muestran diseños arquitectónicos de vanguardia.  El Dongdaemun Design Plaza (DDP), un complejo futurista diseñado por Zaha Hadid, es un excelente ejemplo de la innovación arquitectónica de Seúl.  Visitar estas modernas maravillas arquitectónicas permite vislumbrar el espíritu progresista de Seúl y su apuesta por el diseño contemporáneo.
La escena de ocio de Seúl satisface una amplia gama de intereses, desde las artes tradicionales a la cultura contemporánea K-pop.  La ciudad cuenta con numerosos museos, galerías de arte y teatros que exhiben obras coreanas e internacionales.  Los locales de música en directo y los clubes ofrecen una vibrante vida nocturna, con actuaciones que van desde la música tradicional coreana hasta conciertos de K-pop.  Explorar la escena de ocio de Seúl ofrece la oportunidad de experimentar la dinámica oferta cultural de la ciudad y su floreciente escena de cultura pop.

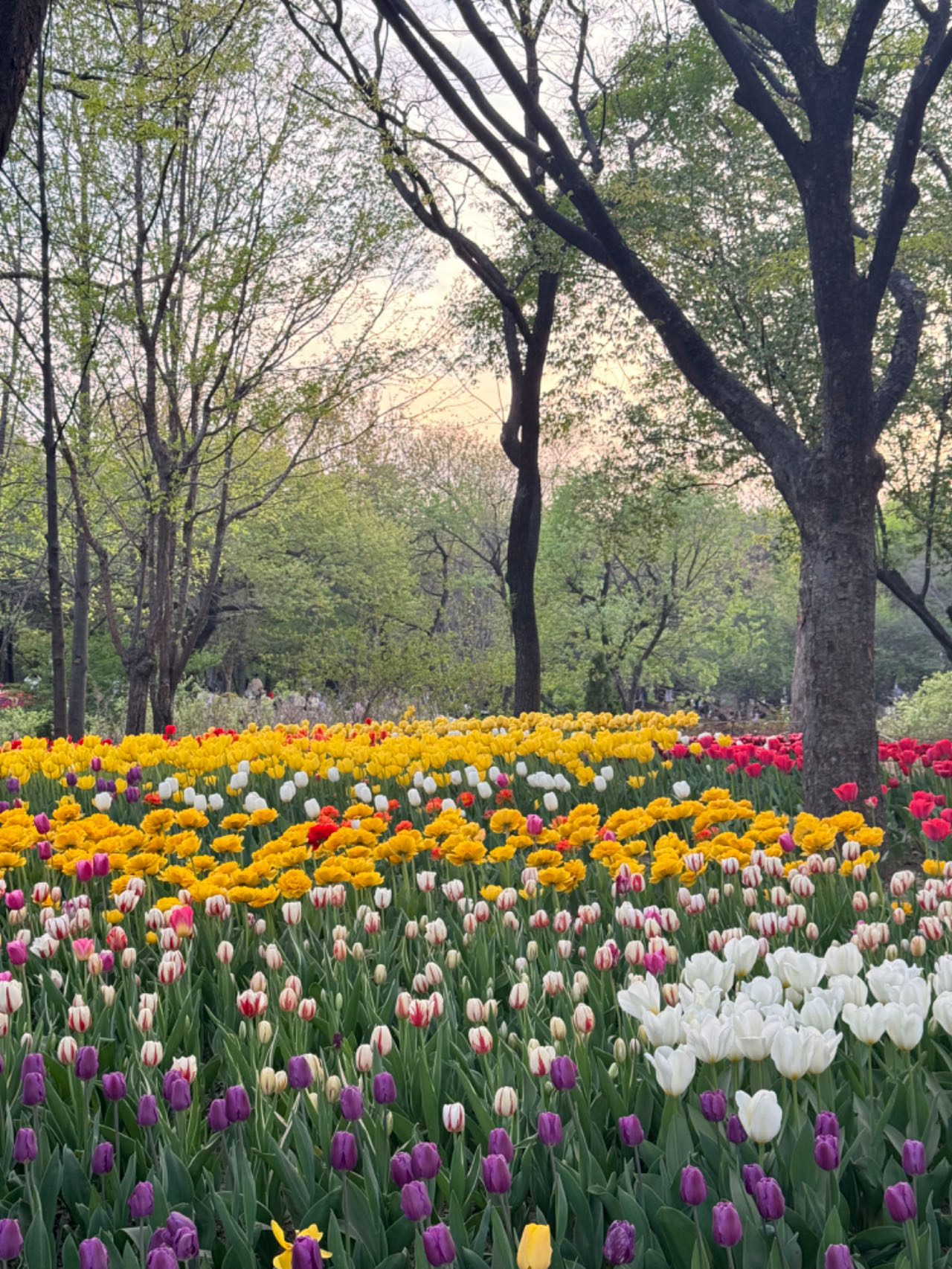
Parque Forestal de Seúl

Los parques y jardines de Seúl ofrecen escapadas tranquilas del bullicioso ambiente de la ciudad.  El Parque Namsan, situado en la montaña Namsan, ofrece vistas panorámicas de la ciudad y es un lugar popular para hacer senderismo y picnics.  El Parque Olímpico, construido para los Juegos Olímpicos de Seúl 1988, es un vasto espacio verde con jardines, esculturas e instalaciones recreativas.  Visitar los parques y jardines de Seúl ofrece la oportunidad de conectar con la naturaleza y apreciar la belleza del paisajismo coreano.
El eficaz y moderno sistema de transporte público de Seúl facilita a los turistas la navegación por la ciudad.  El metro, con su extensa red de líneas, conecta los principales distritos y lugares de interés.  También hay servicios de autobús y taxi.  Utilizar el sistema de transporte público de Seúl es una forma eficaz y cómoda de explorar la ciudad.
Al ser una de las principales ciudades de cultura e historia en Corea, Seúl recibe más de la mitad de los turistas internacionales a Corea del Sur. En 2023, más de 1,6 millones de personas visitan la ciudad. La comida y las compras coreanas son los principales factores que atraen a los turistas extranjeros, desde la cultura tradicional hasta la cultura pop moderna, como el K-pop. Gran fluje de visitantes reflecta la once ciudad del mundo con más visitantes internacionales. Después de la Pandemia de COVID-19, el turismo en Corea del Sur ha experimentado notable aumento de 245% sólo en 2023 con los visitantes desde Japón(2,32 mil), China(2,02 mil), Estados Unidos(1,09 mil), Taiwán(960,000) y Vietnam(420,000).

## Ciudades hermanadas y acuerdos de amistad
Seúl tiene 26 hermanamientos y 52 acuerdos de amistad. Los cuales son:
- Taipéi (Taiwán, 1968)
- Ankara (Turquía, 1971)
- Honolulú (Hawái, 1973)
- San Francisco (California, 1976)
- São Paulo (Brasil, 1977)
- Bogotá (Colombia, 1982)
- General Villamil (Ecuador, 2018)
- Yakarta (Indonesia, 1984)
- Tokio (Japón, 1988)[151]
- Moscú (Rusia, 1991)
- Nueva Gales del Sur (Australia, 1991)
- París (Francia, 1991)
- Ciudad de México (México, 1992)
- Pekín (China, 1993)[152]
- Ulán Bator (Mongolia, 1995)
- Hanói (Vietnam, 1996)
- Varsovia (Polonia, 1996)
- El Cairo (Egipto, 1997)
- Ottawa (Canadá, 1997)
- Berlín (Alemania, 1997)
- Ámsterdam (Países Bajos, 1999)
- Roma (Italia, 2000)
- Astaná (Kazajistán, 2004)
- Estambul (Turquía, 2005)
- Barcelona (España, 2005)
- Budapest (Hungaria, 2005)
- Atenas (Grecia, 2006)
- Bangkok (Tailandia, 2006)
- Washington D. C. (Estados Unidos, 2006)[153]
- Los Ángeles (Estados Unidos, 2006)
- Milán (Italia, 2000)
- Shandong (China, 2008)
- Guangdong (China, 2008)
- Jiangsu (China, 2008)
- Minsk (Bielorrusia, 2008)
- Tianjin (China, 2009)
- Zhejiang (China, 2009)
- Hokkaido (Japón, 2010)
- Adís Abeba (Etiopía, 2010)
- Taskent (Uzbekistán, 2010)
- Maputo (Mozambique, 2011)
- Buenos Aires (Argentina, 2012)
- Bucarest (Rumania, 2012)
- Shanghái (China, 2014)
- Sichuan (China, 2014)
- Copenhague (Dinamarca, 2014)
- Odense (Dinamarca, 2014)
- Montreal (Canadá, 2015)
- Londres (Reino Unido, 2015)
- Vientián (Laos, 2015)
- Katmandú (Nepal, 2016)
- Ciudad Ho Chi Minh (Vietnam, 2016)
- Bandung (Indonesia, 2016)
- Colombo (Sri Lanka, 2016)
- Teherán (Irán, 2017)[154]
- Lombardia (Italia, 2017)
- Belgrade (Serbia, 2017)
- Ciudad de Panamá (Panamá, 2017)
- Bilbao (España, 2018)
- Tallin (Estonia, 2018)
- Kampala (Uganda, 2018)
- (Omán, 2018)
- Medellín(Colombia, 2019)
- Tel Aviv (Israel, 2019)
- Chongqing (China, 2019)
- Madrid (España, 1978)
- Basilea (Suiza, 2022)
- Kiev (Ucrania, 2023)
- Miami (Estados Unidos, 2023)
- Nueva York (Estados Unidos, 2023)
- Nueva Jersey (Estados Unidos, 2023)
- Dublín (Irlanda, 2023)